# Liste von Luftfahrt-Zwischenfällen 1950 bis 1959
Dies ist eine Teilliste von Luftfahrt-Zwischenfällen der Jahre 1950 bis 1959 beim Betrieb von Verkehrsluftfahrzeugen. Für übrige Zeitspannen siehe Listen von Luftfahrt-Zwischenfällen.
Für militärische Zwischenfälle siehe Liste von Zwischenfällen (Militärluftfahrt) bis 1980.
Für Zwischenfälle von Luftfahrzeugen der Allgemeinen Luftfahrt siehe Liste von Zwischenfällen (Allgemeine Luftfahrt).
Einträge mit eigenem Artikel in Wikipedia sind mit (A) gekennzeichnet.

## Liste

### 1950
- 5. Januar – An einer Curtiss C-46A60-CK Commando der brasilianischen Companhia Itaú de Transportes Aéreos (Luftfahrzeugkennzeichen PP-XBW) traten während des Reisefluges Triebwerksprobleme auf. Der Kapitän entschied, zum Flughafen São Paulo–Congonhas (Brasilien) zurückzukehren. Die Besatzung schaffte es jedoch nicht mehr ganz dorthin, sondern musste eine Notlandung etwa 36 Kilometer vor dem Zielflughafen durchführen. Das Flugzeug wurde irreparabel beschädigt. Alle drei Besatzungsmitglieder, die einzigen Insassen auf dem Frachtflug, überlebten den Unfall.[1]

- 10. Januar – Eine Douglas DC-3/C-47B-1-DK der französischen Air Nolis (F-BEFQ) verunglückte am Flughafen von Zinder (Französisch-Westafrika, heute Niger). Das Flugzeug wurde irreparabel beschädigt. Über Personenschäden ist nichts bekannt.[2][3]

- 21. Januar – Eine Douglas DC-3/C-47 der TAM – Transporte Aéreo Militar (zivile Fluggesellschaft der bolivianischen Luftwaffe) (TAM-10) verunglückte bei schlechtem Wetter nahe Vacas (Bolivien), 60 Kilometer ostsüdöstlich des Zielflughafens Cochabamba. Alle 32 Insassen, vier Besatzungsmitglieder und 28 Passagiere, wurden getötet, ebenso wie eine Frau am Boden.[4]

- 22. Januar – Eine Douglas DC-4-1009 der französischen Air France (F-BBDB) brannte auf dem Flughafen Paris-Orly (Frankreich) aus. Eine herunter gefallene, zerbrochene Glühbirne entzündete ein Sammelgefäß für Treibstoff und Öl, wodurch zunächst die linke Tragfläche Feuer fing. Personen kamen nicht zu Schaden. Das Flugzeug wurde irreparabel beschädigt.[5]

- 24. Januar – Eine Douglas DC-3/C-47A-50-DL der französischen Société Transatlantique Aérienne (STA) (F-BFGD) wurde gegen einen 4600 Fuß (190 Meter) hohen Berg geflogen, 48 Kilometer westlich vom Flughafen Tamatave. Die Maschine kam vom Flughafen Antananarivo-Arivonimano (Madagaskar). Bei diesem CFIT (Controlled flight into terrain) wurden alle 14 Insassen getötet, drei Besatzungsmitglieder und 11 Passagiere.[6]

- 24. Januar – Eine Douglas DC-3/C-47A-15-DK der Philippine Airlines (PI-C22) verschwand auf einem Flug zwischen Iloilo City und Manila (Philippinen). Alle 4 Insassen, drei Besatzungsmitglieder und der einzige Passagier, kamen ums Leben.[7]

- 25. Januar – Eine Douglas DC-3/C-47A-25-DK der indischen Airways (India) (VT-CPQ) verunglückte beim Start vom Shella Airstrip (Indien). Die Maschine sollte mit einer Ladung Orangen aus Assam nach Kalkutta fliegen. Beim Start kam sie zunächst ins Schleudern und stürzte dann ab. Zwei der drei Besatzungsmitglieder des Frachtfluges wurden getötet.[8]

- 30. Januar – Eine Douglas DC-3/C-47B-15-DK der französischen Air Nolis (F-BEIH) verunglückte bei Le Treport (Département Seine-Maritime). Das Flugzeug wurde irreparabel beschädigt. Über Personenschäden ist nichts bekannt.[9]

- 2. Februar – Eine Douglas DC-3 der niederländischen KLM Royal Dutch Airlines (PH-TEU) stürzte auf einem Frachtflug nach London 65 Kilometer vor der niederländischen Küste in die Nordsee. Die drei regulären Besatzungsmitglieder sowie alle vier Auszubildenden kamen ums Leben.[10][11]

- 5. Februar – Eine Douglas DC-4 (C-54A) der israelischen El Al (4X-ACD) rutschte während des Starts auf dem Flughafen Tel Aviv-Lod von der Startbahn und fing Feuer. Alle 50 Insassen überlebten den Vorfall.[12]

- 16. Februar – Eine Douglas DC-3A der Air France (F-BAOD) kam bei der Landung auf dem Flughafen Cotonou (Dahomey) von der Landebahn ab und wurde irreparabel beschädigt. Die drei Besatzungsmitglieder und alle Passagiere überlebten den Unfall.[13]

- 27. Februar – Eine Douglas DC-3/C-47A-15-DK der tschechoslowakischen CSA (OK-WDY) verunglückte am Berg Praděd (Altvater) (Tschechoslowakei). Von den 25 Insassen wurden 6 getötet, drei Besatzungsmitglieder und 3 Passagiere.[14]

- 1. März – Eine Douglas DC-3/C-47-DL der kolumbianischen SAM Colombia (Sociedad Aeronautica Medellin) (HK-507) stürzte im Anflug auf den Flughafen Medellin-Olaya Herrera (Kolumbien) ab. Die Maschine war dort zu einem Testflug nach Reparaturen am Triebwerk Nr. 1 (links) gestartet, geriet bei der Rückkehr in Starkregen mit starken Fallböen und schlug im Gelände auf. Von den 4 Insassen kamen 2 ums Leben, der Erste Offizier und einer der beiden Mechaniker.[15]

- (A) 7. März – Eine Martin 2-0-2 der US-amerikanischen Northwest Airlines (N93050) wurde im Anflug auf die Landebahn 35 des Flughafens Minneapolis-Saint Paul (USA) in den Boden geflogen. In schlechtem Wetter flogen die Piloten das Flugzeug beim Versuch eines Sichtanflugs unter den Gleitpfad des Instrumentenlandesystems und weit weg vom Signal des Landekurssenders, woraufhin es in einer Höhe von nur 21 Metern rund 1,3 Kilometer vor der Landebahn und 200 Meter westlich der Anfluglinie mit einer Fahnenstange kollidierte. Die beschädigte Maschine flog dann noch 6,1 Kilometer nach Westen weiter von Kurs weg, bis die linke Tragfläche abbrach und es zum Absturz auf ein Haus kam. Das ausgebrochene Feuer zerstörte auch das Wohnhaus. Durch diesen CFIT (Controlled flight into terrain) wurden alle 13 Insassen, drei Besatzungsmitglieder und 10 Passagiere, getötet, ebenso wie die zwei Bewohner des brennenden Hauses (siehe auch Northwest-Airlines-Flug 307).[16]

- 10. März – Eine Bristol 170 Mk.21 der französischen Société Indochinoise de Transport Aériens (SITA) (F-BECR) verunglückte in Südvietnam auf einem Frachtflug vom Flughafen Phu Bai in Huế zum Flughafen Da Nang. Alle 3 Besatzungsmitglieder und der einzige Passagier wurden getötet.[17]

- (A) 12. März – Bei einer Avro Tudor V der britischen Fairflight (G-AKBY) kam es im Landeanflug auf Llandow, Wales, Großbritannien zum Strömungsabriss und Absturz. Dabei kamen 75 der 78 Passagiere und alle 5 Besatzungsmitglieder ums Leben. Die Piloten hatten die Kontrolle über die völlig überladene Maschine verloren, bei der zudem der Schwerpunkt weit hinter der zulässigen Grenze lag. Es war bis zu diesem Zeitpunkt der Flugunfall mit den meisten Todesopfern (siehe auch Flugunfall von Llandow).[18][19]

- 21. März – Eine Bristol 170 Mk.21 des Herstellers Bristol Aeroplane Company (G-AHJJ) geriet auf einem Testflug ins Trudeln und stürzte etwa 60 Kilometer westlich des Werksflugplatzes Bristol Filton in der Nähe von Cowbridge ab. Die Maschine befand sich auf dem zweiten Testflug nach ihrem Umbau von der Version Mk.IIA zur Mk.21. Alle 4 Insassen kamen um.[20]

- 25. März – Eine aus Istanbul kommende Douglas DC-3/C-47A-75-DL der türkischen Türkiye Devlet Hava Yollari (DHY) TC-BAL (der heutigen Turkish Airlines) verunglückte bei der Landung auf dem Militärflugplatz Ankara-Etimesgut und fing Feuer. Dabei wurden alle 15 Insassen getötet, 4 Besatzungsmitglieder und 11 Passagiere.[21]

- 28. März – Eine Douglas DC-3/C-47A-40-DL der polnischen Polskie Linie Lotnicze LOT (SP-LCC) wurde an einem unbekannten Ort zum Totalschaden. Über Personenschäden ist nichts bekannt.[22]

- 15. April – Eine Douglas DC-3/C-47 der kolumbianischen Limitada Nacional de Servicio Aéreo (LANSA) (HK-309) flog in der Nähe von San Marcos (Kolumbien) in einer Höhe von rund 2700 Metern gegen einen Berg. Die Maschine war auf dem Weg vom Flughafen Medellin-Olaya Herrera zum Flughafen Barranquilla. Die beiden Piloten, die einzigen Insassen des Frachtfluges, kamen ums Leben.[23]

- 24. April – Eine Curtiss C-46 Commando der bolivianischen Lloyd Aéreo Boliviano (CB-51) wurde am Flughafen Cochabamba (Bolivien) irreparabel beschädigt. Die beiden Besatzungsmitglieder, die einzigen Insassen auf dem Flug, überlebten den Unfall.[24]

- 1. Mai – Eine Douglas DC-3/C-47A-85-DL des Französischen Hochkommissars für Kamerun (F-OAFP) wurde auf einem Flug von Kano (Nigeria) nach Gao (Französisch-Westafrika, heute Mali) bei Tenkodogo (Französisch-Westafrika, später Obervolta, zur Zeit Burkina Faso) irreparabel beschädigt. Alle Insassen überlebten den Unfall.[25]

- 2. Mai – Eine Douglas DC-3/C-47-DL der kolumbianischen Avianca (HK-120) wurde knapp nördlich des Vulkans Chimborazo in gebirgiges Gelände geflogen, 3,3 Kilometer von Simiatug (Ecuador) entfernt. Bei diesem CFIT (Controlled flight into terrain) wurden alle 15 Insassen getötet, drei Besatzungsmitglieder und 12 Passagiere.[26]

- 15. Mai – Eine Short Sandringham der Scandinavian Airlines (LN-IAU) stürzte kurz nach dem Start am damaligen Seeflughafen Harstad/Narvik auf dem Weg zum Flughafen Tromsø ins Meer zurück und sank eine Stunde später. Alle 33 Insassen (7 Besatzungsmitglieder und 26 Passagiere) überlebten.[27]

- 17. Mai – Mit einer Douglas DC-3/C-47A-20-DK der indischen Airways (India) (VT-CHB) kam es bei der Landung auf dem Flughafen von Balurghat (Indien) zu einem Totalschaden. Das Frachtflugzeug hatte eine Ladung von Sandblechen an Bord, die zum Bau einer allwettertauglichen Landebahn in Balurghat benötigt wurden. Die Besatzung, einzige Insassen des Frachtfluges, überlebte den Unfall.[28]

- 24. Mai – Eine Douglas DC-3/C-47A-55-DL der kolumbianischen Limitada Nacional de Servicio Aéreo (LANSA) (HK-307) wurde 6 Kilometer westlich von Pasto (Kolumbien) in den Vulkan Galeras geflogen. Die Maschine befand sich auf dem Flug von Popayán nach Ipiales. Durch diesen CFIT (Controlled flight into terrain) wurden 26 der 27 Insassen getötet; nur ein Passagier, ein zehnjähriges Mädchen, überlebte.[29][30]

- 27. Mai – An einer Curtiss C-46F-1-CU Commando der US-amerikanischen Regina Cargo Airlines (N9406H), gemietet von der United States Air Force (USAF), kam es am Triebwerk Nr. 1 (links) unmittelbar nach dem Abheben vom Flughafen Teterboro (New Jersey, USA) zu Fehlzündungen. Das Triebwerk wurde abgestellt. In einer Höhe von etwa 140 Metern wurde für die Rückkehr nach links gekurvt. Die Maschine sank immer weiter, bis sie 800 Meter vom Flugplatz entfernt im Gelände aufschlug und noch rund 200 Meter weiter rutschte, bis sie mit großen Bäumen kollidierte. Unfallursachen waren die Überladung des Flugzeugs um 5076 pounds (2304 Kilogramm) und mangelhafte Wartung der Triebwerke. Einer der beiden Piloten, der einzigen Insassen auf dem Frachtflug, wurde getötet.[31]

- (A) 30. Mai – Die Piloten einer Douglas DC-3/C-47-DL der Aerovías Brasil (PP-AVZ) flogen auf dem Flug von Vitória da Conquista nach Salvador da Bahia bei Ilhéus in eine Schlechtwetterzone mit Turbulenzen ein. In dieser kam es zum Kontrollverlust, wobei auch die strukturellen Belastungsgrenzen der Maschine überschritten wurden und diese auseinanderzubrechen begann und abstürzte. Bei dem Unfall wurden 13 von 15 Personen an Bord getötet, nur zwei Passagiere überlebten (siehe auch Flugunfall der Aerovias Brasil bei Ilhéus).[32]

- (A) 5. Juni – Bei einer Curtiss C-46F der US-amerikanischen Westair Transport (N1248N) kam es zum Ausfall eines Triebwerks und daraufhin zur Überhitzung des anderen. Etwa 480 Kilometer vor der Küste von Melbourne, Florida, USA, wurde eine Notwasserung im Atlantik durchgeführt. Von den 65 Insassen überlebten 37, jedoch ertranken 28 (siehe auch Flugunfall der Westair Transport 1950).[33]

- 9. Juni – Eine Douglas DC-3-178 der US-amerikanischen evangelikalen Missionsgesellschaft New Tribes Mission (N16030) wurde 31 Kilometer ostnordöstlich von Fonseca (Kolumbien) in einer Höhe von 1340 Metern gegen Bäume auf einem Berggipfel geflogen, nachdem die Piloten 68 Kilometer nach Westen von ihrer geplanten Flugstrecke von Kingston (Jamaika) nach Maracaibo abgewichen waren. Bei der Kollision war zuerst die linke, dann die rechte Tragfläche abgerissen, woraufhin das Flugzeug in Rückenlage abstürzte und Feuer fing. Das Wrack wurde erst am 6. Juli 1950 gefunden. Bei diesem CFIT (Controlled flight into terrain) wurden alle 15 Insassen getötet, drei Besatzungsmitglieder und 12 Passagiere.[34]

- 12. Juni – Eine aus Karatschi kommende Douglas DC-4-1009 der Air France (F-BBDE) flog im Anflug auf den Flughafen Bahrain 5,5 Kilometer vom Zielflughafen entfernt ins Wasser. Von den 52 Insassen wurden 46 getötet. Als beitragender Unfallfaktor wurde Übermüdung der Piloten festgestellt.[35][36]

- 14. Juni – Eine weitere aus Karatschi kommende Douglas DC-4-1009 der Air France (F-BBDM) flog zwei Tage später im Anflug auf den Flughafen Bahrain ins Wasser, nur 1600 Meter vom Unfallort der zwei Tage vorher verunglückten Maschine. Von den 53 Insassen wurden 40 getötet. Als beitragende Unfallfaktoren wurde die fehlende Ausrüstung des Flughafens Bahrain mit geeigneter Nachtflugbefeuerung und Funknavigationshilfen konstatiert.[37][38]

- 15. Juni – Von einer Curtiss C-46F-1-CU Commando der US-amerikanischen Pan Am, gemietet von der United States Air Force (USAF), (N74170) trennte sich der Propeller Nr. 2 (rechts) während des Fluges ab, durchtrennte die Unterseite des Rumpfes und berührte den Propeller Nr. 1 (links). In der Nähe des Flughafens Mérida (Mexiko) wurde eine Notlandung als Bauchlandung durchgeführt. Es stellte sich heraus, dass der Propeller nach einem Ausfall des Hauptstangenlagers und einem Wellenausfall des Motors Nr. 2 ausgefallen war. Beide Piloten, die einzigen Insassen, überlebten den Unfall. Das Flugzeug wurde zerstört.[39]

- (A) 24. Juni (GMT) – Eine Douglas DC-4 der US-amerikanischen Northwest Airlines (N95425) stürzte beim Durchflug einer Gewitterlinie ca. 30 Kilometer nördlich von Benton Harbor in den Lake Michigan, USA. Alle 58 Insassen kamen ums Leben. Es war zu diesem Zeitpunkt der schwerste Verkehrsflugzeugunfall in den USA (siehe auch Northwest-Airlines-Flug 2501).[40]

- 26. Juni – Eine Douglas DC-4 der Australian National Airways (VH-ANA) kollidierte nach mehrfachem Triebwerksausfall 56 Kilometer östlich vom Startflughafen Perth, Western Australia, mit einer Hügelkette und wurde zerstört. Alle 29 Menschen an Bord kamen ums Leben.[41]

- 30. Juni – Eine Sud-Est SE.2010 Armagnac (F-WAVA) der Herstellerfirma SNCASE verunglückte beim Start vom Flughafen Toulouse-Blagnac. Ein Teil der Flügelnase hatte sich gelöst und führte zum Unfall. Die Maschine fing Feuer und wurde zerstört. Von den elf Insassen kamen zwei ums Leben, ebenso eine Person am Boden.[42]

- 9. Juli – Eine Douglas DC-3/C-47A-DL der französischen Aigle Azur (F-BFGL) stürzte kurz nach dem Start vom Flughafen Casablanca-Anfa (Marokko) ab. Die Maschine befand sich auf einem Charterflug von Paris nach Dakar (Senegal). Von den 29 Insassen kamen 22 ums Leben (alle 4 Besatzungsmitglieder und 18 Passagiere).[43]

- 17. Juli – Eine Douglas DC-3/C-47A-90-DL der Indian National Airways (VT-ATS) stürzte auf dem Weg von Delhi nach Srinagar etwa 10 Kilometer südöstlich von Pathankot (Indien) ab, nachdem die linke Tragfläche während heftiger Turbulenzen gebrochen war. Alle 22 Insassen, 18 Passagiere und 4 Besatzungsmitglieder, wurden bei dem Absturz getötet.[44]

- 18. Juli – Eine Douglas DC-3/C-47A-25-DK der angolanischen DTA Angola (CR-LBK) wurde im Anflug auf den Flughafen Lobito (Angola) 19 Kilometer südlich von Bocoio in den Berg Bulobulo geflogen. Durch diesen CFIT (Controlled flight into terrain) wurden alle 12 Insassen getötet, drei Besatzungsmitglieder und 9 Passagiere.[45]

- 28. Juli – Eine Lockheed L-049 Constellation der Panair do Brasil (PP-PCG) flog auf einem Linienflug von Rio de Janeiro nach Porto Alegre (Brasilien) ins Gelände. Im Anflug auf den Militärflugplatz Gravatai Air Base bei Porto Alegre kollidierte das Flugzeug mit einer Stromleitung auf einem nur 200 Meter hohen Hügel 15 Kilometer nordnordöstlich der Landebahn. Bei diesem CFIT (Controlled flight into terrain) wurden alle 51 Insassen getötet, 7 Besatzungsmitglieder und 44 Passagiere.[46][47]

- 29. Juli – Eine Bristol 170 Mk.21 der französischen Compagnie Air Transport (F-BENF) stürzte auf dem Flug vom Flughafen Algier nach Gao (Mali) bei Tanezrouft (Mali) ab. Als mögliche Ursachen werden eine Explosion im Treibstofftank der rechten Tragfläche oder deren Bruch durch Materialermüdung der dort verwendeten Nieten angenommen. Alle 4 Besatzungsmitglieder und 22 Passagiere wurden getötet.[48][49]

- 29. Juli – In einer Douglas DC-3C der tschechoslowakischen CSA (OK-WAB) brach ein Feuer aus. Die Maschine stürzte nahe dem Flughafen Košice (Tschechoslowakei) ab. Der Kapitän kam ums Leben, der Erste Offizier überlebte mit leichten Verletzungen. Sie waren die einzigen Insassen.[50]

- 30. Juli – An einer Sud-Est SE.161/P7 Languedoc der Air France (F-BCUI) brach bei der Landung auf dem Flughafen Marseille-Marignane (Frankreich) das Fahrwerk zusammen. Alle 31 Insassen, sieben Besatzungsmitglieder und 24 Passagiere, überlebten den Totalschaden.[51]

- 30. Juli – Eine Curtiss C-46F-1-CU Commando der US-amerikanischen Flying Tiger Line (N67960), gemietet von der United States Air Force (USAF), benötigte beim Start vom Denver-Stapleton Airfield (Colorado, USA) bei gutem Wetter trotz normaler Triebwerksleistung eine ganz ungewöhnlich lange Beschleunigungsstrecke bis zum Abheben. Erst kurz vor dem Ende der 2130 Meter langen Startbahn konnte der Kapitän die Maschine abheben. Während des Steigflugs schüttelte das Flugzeug auf 30 Meter Höhe stark. Knapp 600 Meter hinter dem Startbahnende kollidierte die Maschine mit dem ersten von insgesamt vier jeweils 12 Meter hohen Lichtmasten, schlug dann auf dem Boden auf und rutschte noch rund 100 Meter weiter. Das Flugzeug wurde dabei irreparabel beschädigt. Die Gründe für das schlechte Flugverhalten der Maschine konnten nicht ermittelt werden. Alle vier Insassen, je zwei Besatzungsmitglieder und Passagiere, überlebten den Unfall.[52]

- 5. August – Eine Douglas DC-3/C-47A-45-DL der tschechoslowakischen CSA (OK-WDV) prallte im Endanflug auf den Flughafen Košice (Tschechoslowakei) gegen die Böschung einer Bahnlinie und wurde irreparabel beschädigt. Alle 23 Insassen, drei Besatzungsmitglieder und 20 Passagiere, überlebten den Unfall.[53]

- (A) 31. August – Eine Lockheed L-749A Constellation der US-amerikanischen Trans World Airlines (TWA) (N6004C) wurde auf dem Flug von Kairo nach Rom-Ciampino bei einer nächtlichen Notlandung im Wadi Natrun (Ägypten) zerstört, etwa 100 Kilometer westnordwestlich des Startflughafens. Während des Steigflugs war im Triebwerk 3 (rechts innen) ein größerer Brand ausgebrochen. Nachdem der Motor herausgebrochen war, versuchten die Piloten eine Notlandung, die in der Dunkelheit jedoch missglückte. Alle 55 Insassen, 7 Besatzungsmitglieder und 48 Passagiere, kamen ums Leben (siehe auch Trans-World-Airlines-Flug 903).[54]

- 4. September – Eine Douglas DC-3-229 der US-amerikanischen Robinson Airlines (N18936) stürzte nach dem Start vom Oneida County Airport in Utica (New York) ab, nachdem sie Teile des linken Motors verloren hatte. Die drei Besatzungsmitglieder sowie 13 der 20 Passagiere kamen bei dem Absturz ums Leben.[55]

- 8. September – An einer Curtiss C-46A-45-CU Commando der brasilianischen Transportes Aéreos Bandeirantes (TABA) (PP-LDB) verloren im Anflug auf den Flughafen Rio de Janeiro–Santos Dumont (Brasilien) beide Triebwerke an Leistung. Der Kapitän entschied, zum nahegelegenen Flughafen Rio de Janeiro–Galeao auszuweichen. Jedoch ging immer mehr Höhe verloren, so dass eine Notwasserung in der Guanabara-Bucht unvermeidlich wurde. Alle drei Besatzungsmitglieder, die einzigen Insassen, überlebten den Unfall.[56]

- 12. September – Eine Douglas DC-3/C-47-DL der französischen Compagnie Aérienne de Transports Indochinois – CATI (F-OACA) verunglückte am Flughafen Son-La-Na-San (Vietnam) und wurde irreparabel beschädigt. Über Personenschäden ist nichts bekannt.[57]

- 14. September – Eine Douglas DC-3/C-47A-30-DL der Iranian Airways (EP-AAG) verunglückte kurz nach dem Start vom Flughafen Teheran-Mehrabad zu einem Flug nach Saudi-Arabien, auf dem sieben Besatzungsmitglieder für einen Crewwechsel befördert werden sollten. Alle neun Menschen an Bord kamen ums Leben.[58]

- 14. September – Eine Douglas DC-4/C-54B-20-DO der isländischen Loftleidir (TF-RVC) verunglückte in 6000 Fuß (1800 Metern) Höhe auf dem nordwestlichen Abhang des Vatnajökull-Gletschers (Island). Die Maschine wurde fünf Tage später gefunden. Alle sechs Insassen des Frachtfluges hatten den Unfall überlebt.[59]

- 21. September – Eine Douglas DC-3/C-47A-25-DK der jugoslawischen Jugoslovenski Aerotransport (JAT) (YU-ABC) wurde in einer Höhe von 975 Metern in den Berg Medvednica geflogen, 19 Kilometer nordöstlich des Zielflugplatzes Zagreb/Lučko (Jugoslawien). Bei diesem CFIT (Controlled flight into terrain) wurden 10 der 11 Insassen getötet, drei Besatzungsmitglieder und alle 7 Passagiere.[60]

- 26. September – Eine Douglas DC-3/C-47A-20-DK der Air India (VT-DAT) wurde auf dem Militärflugplatz Barrackpore (Indien) irreparabel beschädigt. Über Personenschäden ist nichts bekannt.[61]

- 27. September – Der Copilot einer Curtiss C-46D-20-CU Commando der US-amerikanischen CIA-Fluggesellschaft Civil Air Transport (XT-862) öffnete bei der Landung auf der Marine Corps Air Station Iwakuni (Japan) versehentlich den rechten Gashebel und den linken Kühlluftklappenhebel statt beider Kühlluftklappenhebel. Das Flugzeug kam von der Landebahn ab und geriet auf unwegsames Gelände, wobei das Fahrwerk zusammenbrach. Alle Insassen überlebten den Unfall. Das Flugzeug wurde irreparabel beschädigt.[62]

- 2. Oktober – Eine Curtiss C-46 Commando der bolivianischen Lloyd Aéreo Boliviano (CB-38) wurde in der Laguna Anteojos o Azar (Bolivien) irreparabel beschädigt. Über Personenschäden ist nichts bekannt.[63]

- 13. Oktober – Eine Douglas DC-3/C-47A-90-DL der französischen Air Atlas (F-BAXM) verunglückte nach dem Start vom Flughafen Casablanca-Anfa (Marokko). Von den sieben Insassen kamen 4 ums Leben, alle drei Besatzungsmitglieder und ein Passagier.[64]

- (A) 13. Oktober – Eine Martin 2-0-2 der US-amerikanischen Northwest Airlines (N93037) stürzte bei Almelund (Minnesota) ab, 75 Kilometer nordnordöstlich des Startflughafens Minneapolis-Saint Paul (USA). Nachdem sich der rechte Propeller von alleine in die Umkehrschub-Stellung gebracht hatte, war das Flugzeug nicht mehr zu kontrollieren und stürzte zu Boden. Alle 6 Insassen, drei Besatzungsmitglieder und drei Passagiere, kamen ums Leben (siehe auch Flugunfall der Northwest Airlines bei Almelund).[65]

- 17. Oktober – Bei einer Douglas DC-3/C-47A der British European Airways (G-AGIW) fiel kurz nach dem Start vom Flughafen Northolt in Richtung Glasgow ein Triebwerk aus. Beim Versuch der Rückkehr verlor die Maschine immer mehr an Höhe, auch weil das Fahrwerk ausgefahren war, kollidierte mit Bäumen und schlug auf dem Boden auf. Von den 29 Insassen überlebte nur ein Besatzungsmitglied.[66]

- 31. Oktober – Eine Vickers Viking 1B der British European Airways (G-AHPN) wurde bei starkem Nebel auf dem Flughafen London Heathrow bewusst unter die Entscheidungshöhe geflogen. Beim missglückten Durchstartversuch schlug die Maschine auf dem Boden auf und explodierte. Von den 30 Insassen wurden 28 getötet.[67][68]

- (A) 3. November – Eine Lockheed L-749 Constellation der Air India (VT-CQP) wurde im Sinkflug auf den Flughafen Genf in den Mont Blanc, Frankreich, geflogen und zerschellte. Die Maschine befand sich auf dem Flug von Bombay über Kairo und Genf nach London. Alle 48 Insassen wurden getötet (siehe auch Air-India-Flug 245).[69]

- 7. November – Eine Martin 2-0-2 der US-amerikanischen Northwest Airlines (N93040) wurde auf dem nur rund 80 Kilometer langen Flug von Helena (Montana) nach Butte (Montana) fünf Kilometer östlich des Zielflughafens in einen Bergrücken geflogen. Alle 21 Insassen wurden getötet. Das vorgeschriebene Anflugverfahren war trotz zweifelhafter Wetterbedingungen mit Wolken und Schauern nicht eingehalten worden.[70][71]

- 8. November – Eine Curtiss C-46D-10-CU Commando der bolivianischen Frigorífico Cooperativo Los Andes (CB-47) wurde bei einem Unfall auf dem Flughafen La Paz irreparabel beschädigt. Beide Piloten, die einzigen Insassen auf dem Frachtflug, überlebten den Unfall.[72]

- 13. November – Eine Douglas DC-4/C-54B-1-DC der kanadischen Curtiss Reid Flying Services (CF-EDN) wurde in einen 2050 Meter hohen Berg 48 Kilometer südlich von Grenoble (Département Isère) geflogen. Die Maschine befand sich auf einem Pilgerflug von Rom nach Montreal mit mehreren Zwischenlandungen und war rund 80 Kilometer vom Kurs abgekommen. Bei diesem CFIT (Controlled flight into terrain) wurden alle 58 Insassen getötet, sieben Besatzungsmitglieder und 51 Passagiere.[73]

- 15. November – Eine Curtiss C-46 Commando der bolivianischen Frigorífico Cooperativo Los Andes (CB-48) wurde bei einer Notlandung nahe dem Flughafen La Paz irreparabel beschädigt. Beide Piloten überlebten den Unfall.[74]

- 18. November – Eine Lockheed L-049 Constellation der US-amerikanischen Trans World Airlines (TWA) (N86511) musste nach Ausfall zweier der vier Triebwerke auf dem Flughafen Long Beach (Kalifornien, USA) notgelandet werden. Die Maschine setzte erst nach gut der Hälfte der Landebahnlänge auf und konnte auf der rutschigen Bahn nicht mehr zum Stehen gebracht werden. Dabei brach das rechte Hauptfahrwerk zusammen und das Flugzeug kam erst nach rund 430 Metern zum Stillstand. Alle 60 Insassen überlebten.[75]

- 22. November – Eine Douglas DC-3C der US-amerikanischen evangelikalen Missionsgesellschaft New Tribes Mission (N74586) wurde bei Nebel in einer Höhe von 3414 Metern gegen den 3842 Meter hohen Mount Moran (Wyoming, USA) geflogen. Eine Vermutung, dass das elektrische System des Flugzeugs versagt hatte, wurde nicht bestätigt. Das Wrack konnte erst drei Tage später gefunden werden. Bei diesem CFIT (Controlled flight into terrain) wurden alle 21 Insassen getötet, drei Besatzungsmitglieder und 18 Passagiere.[76]

- 24. November – Eine Curtiss C-46D-15-CU Commando der kolumbianischen Líneas Aéreas del Caribe (LIDCA) (HK-330), die auf dem Weg nach Barranquilla war, verunglückte in der Nähe des Flughafens Medellin (Kolumbien). Nähere Einzelheiten sind derzeit nicht verfügbar. Beide Piloten, die einzigen Insassen auf dem Frachtflug, überlebten den Unfall.[77]

- 1. Dezember – Eine Douglas DC-3 der Iranian Airways (EP-AAJ) prallte nordnordwestlich von Chamaran, Iran gegen einen Berg. Die Maschine befand sich auf einem Flug von Täbris nach Teheran. Alle 8 Personen an Bord wurden getötet.[78]

- 8. Dezember – Eine Douglas DC-4/C-54A der französischen Transports Aériens Intercontinentaux (TAI) (F-BELB) wurde vier Minuten nach dem Start vom Flughafen Bangui, Zentralafrikanische Republik, 16 Kilometer südlich davon in höher gelegenes Gelände geflogen. Die Maschine sollte 50 senegalesische Soldaten nach Dar es Salaam (Tanganjika) bringen. Von den 56 Insassen kamen 46 ums Leben. Unfallursachen waren mangelhafte Karteninformationen, Ignorieren der topographischen Gegebenheiten, eine zu niedrig gewählte Steiggeschwindigkeit und daraus resultierend ein Controlled flight into terrain.[79][80][81]

- 8. Dezember – Eine Douglas DC-3/C-47B-25-DK der französischen Air Atlas (F-BAXY) kollidierte auf dem Flug von Casablanca (Marokko) zum Flughafen Perpignan (Département Pyrénées-Orientales) mit dem Col de l'Ouillat, 28 Kilometer südlich des Zielflughafens. Von den sieben Insassen wurden 5 getötet, alle drei Besatzungsmitglieder und zwei Passagiere.[82]

- 8. Dezember – Eine Curtiss C-46F-1-CU Commando der US-amerikanischen CIA-Fluggesellschaft Civil Air Transport (XT-44) wurde bei der Landung auf dem Flugplatz Yonpo (Nordkorea) irreparabel beschädigt. Einer der 10 Insassen kam ums Leben.[83]

- 9. Dezember – Eine Curtiss C-46F-1-CU Commando der US-amerikanischen CIA-Fluggesellschaft Civil Air Transport (XT-852) wurde in einer Höhe von 2440 Metern gegen eine Flanke des 3766 Meter hohen Fudschijama (Japan) geflogen. Die Maschine war auf dem Weg vom 72 Kilometer nordöstlich gelegenen Militärflugplatz Tachikawa nach Korea. Durch diesen CFIT (Controlled flight into terrain) wurden alle 3 Besatzungsmitglieder getötet, die einzigen Insassen.[84]

- 13. Dezember – Eine Douglas DC-3/C-47B-5-DK der Air India (VT-CFK) wurde vom Flughafen Bombay kommend aufgrund eines Navigationsfehlers bei Kotagiri in hügeliges Gelände geflogen, 47 Kilometer nordnordwestlich des Zielflughafens Coimbatore. Alle 21 Personen an Bord, vier Besatzungsmitglieder und 17 Passagiere, wurden durch diesen CFIT (Controlled flight into terrain) getötet.[85]

- 13. Dezember – Eine Douglas DC-4-1009 der schweizerischen Swissair (HB-ILE) wurde im Anflug auf den Ausweichflugplatz Sydney Airport (Nova Scotia) (Kanada) in die Anflugbefeuerung geflogen. Die linke Tragfläche berührte den Boden und brach ab. Die Maschine befand sich auf einem Flug von Genf über Shannon und Gander nach New York. Aufgrund des schlechten Wetters in Gander wurde nach Sydney ausgewichen. Bei diesem CFIT (Controlled flight into terrain) überlebten alle 31 Insassen den Unfall, elf Besatzungsmitglieder und 20 Passagiere.[86]

- 15. Dezember – Eine Douglas DC-3/C-47-DL der venezolanischen Avensa (YV-C-AVU) wurde bei schlechtem Wetter in einer Höhe von 2800 Metern bei Páramo Las Siete Lagunas (Venezuela) gegen einen Berg geflogen. Bei diesem CFIT (Controlled flight into terrain) wurden alle 31 Insassen getötet, drei Besatzungsmitglieder und 28 Passagiere, darunter 27 Schüler.[87]

- 17. Dezember – Eine Curtiss C-46A-45-CU Commando der brasilianischen Loide Aéreo Nacional (PP-LDD) wurde auf dem Flughafen Campina Grande (Brasilien) bei einer Notlandung mit eingefahrenem Fahrwerk (Bauchlandung) irreparabel beschädigt. Alle 49 Insassen, fünf Besatzungsmitglieder und 44 Passagiere, überlebten den Unfall.[88]

- 22. Dezember – Eine Douglas DC-3/C-47A-20-DK der kanadischen Canadian Pacific Air Lines (CF-CUF) wurde 26 Kilometer nördlich von Penticton (British Columbia, Kanada) ins Gelände geflogen. Das Flugzeug kam vom 260 Kilometer westlich gelegenen Flughafen Vancouver, als die Piloten die Mindestflughöhe unterschritten und in den 1576 Meter hohen Okanagan Mountain flogen. Durch einen zu steilen Sinkflug kollidierte die Maschine dabei im Anflug auf den Flughafen Penticton mit Bäumen und wurde weitgehend zerstört. Dennoch überlebten 16 der 18 Insassen den Unfall. Allerdings wurden bei diesem CFIT (Controlled flight into terrain) beide Piloten getötet.[89]

- (A) 28. Dezember – Eine Douglas DC-3 der US-amerikanischen Airborne Transport (NC16002) verschwand auf einem Flug von San Juan nach Miami. Alle 32 Insassen werden bis heute ebenso vermisst wie das Flugzeug (siehe auch Verschwinden der Douglas DC-3 NC16002).[90]

- 30. Dezember – Eine Douglas DC-3/C-47A-DK der Aerolíneas Argentinas (LV-ACH) stürzte auf dem Weg von Mar del Plata nach Buenos Aires nahe Cobo (Argentinien) ab. Von den 15 Insassen starben 14.[91]

### 1951
- 1. Januar – Eine Douglas DC-3/C-47A-DL der Lloyd Aéreo Boliviano (Luftfahrzeugkennzeichen CB-31) verunglückte am Flughafen La Paz/El Alto, Bolivien. Die Maschine wurde irreparabel beschädigt; über Personenschäden ist nichts bekannt.[92]

- 2. Januar – Eine Douglas DC-3/C-47-DL der kanadischen McInnes Products (CF-ECN) verunglückte beim Start am Großen Sklavensee, Kanada und wurde irreparabel beschädigt.[93]

- 4. Januar – Der Kapitän einer überladenen Curtiss C-46D-15-CU Commando der US-amerikanischen Monarch Air Service (N79982) versuchte, vom Chicago Midway Airport, Illinois, mit zu geringer Leistungseinstellung der Triebwerke zu starten. Es kam zum Strömungsabriss und Kontrollverlust. Bei der Bruchlandung knapp außerhalb des Flughafens brach Feuer aus. Alle 48 Insassen überlebten (3 Besatzungsmitglieder und 45 Passagiere).[94][95]

- 12. Januar – Eine De Havilland Dove 1 der südafrikanischen United Airways (ZS-DDW) brach nahe Ixopo in Turbulenzen auseinander. Alle zehn Passagiere und zwei Crewmitglieder starben.[96]

- 13. Januar – Eine Douglas DC-3/VC-47D-27-DK von Air Carriers aus Hongkong (VR-HEP) flog gegen einen Berg nahe Bukit Besar, Malaysia. Alle sieben Passagiere und drei Crewmitglieder starben.[97]

- 14. Januar – Eine Douglas DC-4-1009 der US-amerikanischen National Airlines (N74685) überrollte bei der Landung auf dem Flughafen Philadelphia, Pennsylvania, das Ende der Landebahn und fing sofort Feuer. Von den 28 Insassen starben 7, darunter auch ein Crewmitglied.[98]

- 16. Januar – Eine Martin 2-0-2 der US-amerikanischen Northwest Airlines (N93054) verunglückte nahe Reardan, Washington (USA) auf dem Flug von Spokane nach Wenatchee. Nach einem Notruf stürzte die Maschine steil zu Boden. Alle sieben Passagiere und drei Crewmitglieder an Bord starben.[99]

- 17. Januar (im „Aviation Safety Network“ fälschlich als 27. Januar eingetragen) – Eine Savoia-Marchetti SM.95B der Alitalia (I-DALO) flog von Paris-Le Bourget zum Flughafen Rom-Ciampino. Während des Fluges entstand in einer Tragfläche ein Feuer, welches vermutlich durch einen Blitzschlag verursacht wurde. Die Maschine stürzte 8 Kilometer von Civitavecchia (Italien) entfernt ab. Von den zwölf Passagieren und fünf Crewmitgliedern starben zehn Passagiere und vier Crewmitglieder.[100][101][102]

- 18. Januar – Eine Douglas DC-3 der TAM Peru (Transporte Aéreo Militar) (Kennzeichen unbekannt) verschwand auf dem Flug vom Flughafen Lima-Limatambo (Peru) zum Flughafen Arequipa. Erst fünf Tage später wurde das Wrack bei Chala gefunden, noch 300 Kilometer vom Zielort entfernt. Alle 19 Insassen kamen ums Leben.[103]

- 28. Januar – Eine Shorts S.45 Solent 3 der australischen Trans Oceanic Airways (VH-TOA) verunglückte beim Start vom Wasserflugplatz Marsaxlokk, Malta. Das Flugzeug befand sich auf dem Auslieferungsflug nach Australien und wurde zerstört.[104]

- 28. Januar – Eine Douglas DC-3A-197D der Lineas Aéreas Mexicanas (LAMSA) (XA-FUJ) streifte im Anflug auf San Luis Potosí (Stadt), Mexiko, einen Baum. Eine Notlandung wurde durchgeführt, alle Passagiere überlebten. Die Maschine wurde stark beschädigt.[105]

- 31. Januar – Bei einer Douglas DC-3/C-47A-90-DL der kolumbianischen Límitada Nacionales de Servicio Aereo (LANSA) (HK-311) entstanden während des Frachtfluges von Cali nach Bogota Motorprobleme. Die Piloten schafften es noch, bei Madrid, Kolumbien, notzulanden. Beide Crewmitglieder überlebten, das Flugzeug wurde jedoch irreparabel beschädigt.[106]

- 31. Januar – Eine Douglas DC-3/C-47A-10-DK der Flugfélag Islands (heute Icelandair) (TF-ISG) verunglückte beim Versuch, in Reykjavík zu landen. Zuvor hatte die Besatzung einen Anflug aufgrund von schlechten Sichtbedingungen abgebrochen. Einige Trümmer wurden am nächsten Tag rund 18 Kilometer entfernt vom Flughafen im Atlantik entdeckt. Alle 20 Insassen kamen ums Leben.[107]

- 3. Februar – Eine Douglas DC-4-1009 der Air France (F-BBDO) flog nahe Buea, Kamerun in 2600 Metern Höhe in einen Berg. Die Maschine war auf dem Weg von Douala nach Niamey. Alle 23 Passagiere und 6 Crewmitglieder starben.[108][109]

- 12. Februar – Eine Douglas DC-3/C-47A-80-DL der französischen Aigle Azur (F-OABK) verunglückte während der Landung auf dem Flughafen Luang Prabang, Laos. Alle Insassen überlebten.[110]

- 14. Februar – Eine Curtiss C-46A-5-CK Commando der kolumbianischen LANSA (Límitada Nacional de Servicio Aereo) (HK-333) flog in der Nähe von Yali (Antioquia), Kolumbien, ins Gelände. Das Flugzeug befand sich auf einem Frachtflug von Medellín nach Barranquilla, als es knapp 100 Kilometer nordöstlich des Startflughafens verunglückte. Die beiden Piloten, die einzigen Insassen, kamen ums Leben.[111]

- 21. Februar – Eine Curtiss C-46A-60-CS Commando der brasilianischen Companhia Itaú de Transportes Aéreos (PP-ITF) setzte bei der Landung auf dem Flughafen Rio de Janeiro–Santos Dumont, Brasilien, vor der Landebahn auf, wobei das rechte Hauptfahrwerk und das rechte Triebwerk beschädigt wurden. Bei der folgenden Notlandung auf dem Flughafen Rio de Janeiro-Galeão verunglückte die Maschine erneut und fing Feuer. Alle vier Crewmitglieder überlebten.[112]

- 23. Februar – Die Piloten einer Curtiss C-46E-1-CS Commando der US-amerikanischen Slick Airways (N59490) mussten wegen Vereisung bei Newhall, Kalifornien, eine Notlandung neben einer Landstraße durchführen, wobei die Maschine gegen einen Pfosten prallte und irreparabel beschädigt wurde. Alle drei Crewmitglieder, die einzigen Insassen auf dem Frachtflug, überlebten.[113]

- 27. Februar – Bei einer Convair CV-240-2 der US-amerikanischen Mid-Continent Airlines (N90664) kam es nach dem Abheben vom Flughafen Tulsa, Oklahoma, zu einem Ausfall des linken Propellers. Durch verfrühtes Einfahren der Landeklappen sank die Maschine wieder, kollidierte mit Bäumen und rutschte auf dem Boden entlang. Alle 34 Insassen überlebten. Das Flugzeug brannte komplett aus.[114]

- 2. März – Eine Douglas DC-3 der US-amerikanischen Mid-Continent Airlines (N19928) stürzte beim Anflug auf Sioux City, Iowa, USA, in schlechten Wetterbedingungen ab. Während einer Kurve in niedriger Höhe war es zu einem Strömungsabriss gekommen. Von den 4 Crewmitgliedern und 21 Passagieren starben 3 Crewmitglieder und 13 Passagiere. Die Maschine wurde durch ein sofort ausbrechendes Feuer zerstört.[115]

- 5. März – An einer Curtiss C-46 Commando der US-amerikanischen San Diego Sky Freight (Luftfahrzeugkennzeichen unbekannt) entstand während des Fluges ein Triebwerksbrand. Daher wurde auf einer stillgelegten Landebahn bei National City (Kalifornien, USA) eine Notlandung durchgeführt. Dabei brach das Fahrwerk zusammen und die Maschine wurde irreparabel beschädigt. Beide Piloten, die einzigen Insassen auf dem Frachtflug, überlebten den Unfall.[116]

- 11. März – Eine Douglas DC-4/R5D-1 der thailändischen Pacific Overseas Airlines (HS-POS) mit 4 Crewmitgliedern und 20 Passagieren an Bord wurde nach dem Start vom Flughafen Hongkong-Kai Tak, trotz schlechten Wetters im Sichtflug, in eine Hügelkette geflogen. Alle 24 Insassen starben.[117]

- 19. März – Eine Lockheed L-749 Constellation der US-amerikanischen Trans World Airlines (N91202) verunglückte bei der Landung auf dem Flughafen Phoenix, Arizona, da das Fahrwerk nicht ausgefahren war. Das Flugzeug wurde evakuiert, alle 34 Insassen überlebten.[118]

- 21. März – Eine Douglas DC-3/R4D-1 der kolumbianischen Limitada Nacional de Servicio Aéreo (HK-315) verunglückte bei Hato Nuevo, Kolumbien, 90 Kilometer vor dem Zielort Cartagena. Die Piloten hatten eine Kursänderung gemeldet, um Gewitterwolken auszuweichen. Alle 29 Insassen, 3 Crewmitglieder und 26 Passagiere kamen ums Leben.[119]

- 22. März – Eine Douglas DC-3/C-53 der brasilianischen Cruzeiro do Sul (PP-CCX) stürzte am Flughafen Florianópolis (Brasilien) ab. Beim Durchstarten während Regens und schlechter Sicht fiel das Triebwerk 2 (rechts) aus und das Flugzeug stürzte in die Bucht. Von den 14 Insassen, vier Crewmitgliedern und zehn Passagieren, starben drei Passagiere, die anderen Insassen überlebten.[120]

- 26. März – Eine Douglas DC-3/C-47A-5-DK der Aerolíneas Argentinas (LV-ACY) stürzte kurz nach dem Start vom Flughafen Río Grande, Tierra del Fuego (Argentinien) ab. Von den 20 Insassen kamen 11 ums Leben, drei Crewmitglieder und acht Passagiere.[121]

- 27. März – Eine Douglas DC-3/C-47A-75-DL der britischen Air Transport Charter (G-AJVZ) stürzte während des Starts vom Flughafen Manchester, Vereinigtes Königreich, kurz nach dem Abheben ab. Ursache war die unterlassene Aktivierung der Vergaservorwärmung, so dass ein Triebwerk durch Eisbildung ausfiel. Von den drei Besatzungsmitgliedern des Frachtfluges starben zwei.[122]

- 27. März – Eine Douglas DC-3/C-47A-5-DK der australischen Zivilluftfahrtbehörde (Australian Department of Civil Aviation) (VH-CAQ) machte bei Camden, New South Wales, Australien, eine Bruchlandung in einer Viehkoppel. Alle Insassen überlebten. Die Maschine wurde irreparabel beschädigt.[123]

- 30. März – Eine Douglas DC-4/C-54B-1-DC der US-amerikanischen Seaboard & Western Airlines (N74644) geriet bei der Landung auf dem Flughafen Keflavík (Island) seitlich von der Landebahn ab. Sie schlug gegen eine hartgefrorene Schneewehe und fing Feuer. Das Flugzeug wurde irreparabel beschädigt. Alle sechs Besatzungsmitglieder des Frachtflugs überlebten den Unfall.[124]

- 1. April – Bei einer Douglas DC-3/C-47A-90-DL der Scandinavian Airlines System (SAS) (SE-BBM) kam es auf dem Flug von Kopenhagen-Kastrup nach Stockholm, Schweden, zu einem Triebwerksbrand. Die Piloten machten eine Notlandung auf einer Straße nahe dem Zielflughafen Stockholm/Bromma. Nach der geglückten Evakuierung brannte das Flugzeug aus. Alle 22 Insassen blieben unverletzt.[125]

- 2. April – Eine Douglas DC-3/C-48B auf einem Trainingsflug der kolumbianischen Avianca (HK-142) wurde bei einer Notlandung auf dem Flughafen Bogotá-Techo (Kolumbien) irreparabel beschädigt. Alle drei Besatzungsmitglieder überlebten.[126]

- 6. April – Eine Douglas DC-3/C-47A-90-DL der US-amerikanischen Southwest Airways (N63439) wurde in wolkigem Wetter am Refugio Pass, Kalifornien, USA, in einer Höhe von 840 Metern gegen einen Berg geflogen. Die vorgeschriebene Mindestflughöhe betrug 1220 Meter. Alle 22 Insassen, 3 Crewmitglieder und 19 Passagiere wurden getötet.[127]

- 9. April – Eine Douglas DC-3 der thailändischen Siamese Airways (HS-SAE) auf dem Flug von Bangkok zum Flughafen Kai Tak in Hongkong stürzte beim nächtlichen Landeanflug in sehr schlechtem Wetter ins Wasser. Noch 10 Kilometer vom Zielflughafen entfernt war es in einer engen Kurve bei Cape D’Aguilar in 120 Meter Flughöhe zum Strömungsabriss gekommen. Alle 16 Insassen (5 Crewmitglieder und 11 Passagiere) kamen ums Leben.[128]

- 10. April – Mit einer Handley Page HP.82 Hermes V des britischen Ministry of Supply (G-ALEU) wurde ein Testflug durchgeführt, als nacheinander drei der vier Triebwerke versagten. Eine Notlandung erfolgte auf einem durchnässten Feld nahe Chilbolton. Alle fünf Insassen überlebten.[129]

- 15. April – Eine Curtiss C-46A-45-CU Commando der brasilianischen Loide Aéreo Nacional (PP-LDC) überrollte bei der Landung mit Rückenwind auf dem Flughafen Rio de Janeiro–Santos Dumont (Brasilien) das Landebahnende in die Guanabara-Bucht und wurde zerstört. Alle 38 Insassen überlebten.[130]

- 25. April – Eine Douglas DC-4 der Cubana (CU-T188) kollidierte in der Nähe von Key West, Florida, mit einer Beechcraft 18 Kansan der US Navy (Bu 39939). Alle 39 Insassen der DC-4 sowie die 4 Insassen im anderen Flugzeug kamen ums Leben.[131]

- 28. April – Wegen schlechten Wetters am Zielort Balmaceda und am Ausweichflughafen Chile Chico kam es kurz hinter der nur 1500 Meter entfernten chilenisch-argentinischen Grenze mit einer Curtiss C-46A-5-CU Commando der chilenischen Lyon Air (CC-CYA-141) bei Los Antiguos, Argentinien zu einer Notlandung im Gelände. Die Maschine wurde zerstört, alle vier Crewmitglieder und sieben Passagiere überlebten.[132]

- 28. April – Eine Douglas DC-3A-197 der US-amerikanischen United Airlines (N16088) stürzte im Anflug auf Fort Wayne, Indiana, USA, während eines Gewitters in schweren Fallböen ab. Alle 11 Insassen, 3 Crewmitglieder und 8 Passagiere kamen ums Leben. Die Maschine wurde zerstört.[133]

- 28. April – Eine Curtiss C-46A-5-CU Commando der chilenischen Lyon Air (CC-CYA-141) musste vom geplanten Zielort Balmaceda (Aisén) (Chile) wegen schlechten Wetters ausweichen. Aber auch am Ausweichflugplatz Chile Chico war das Wetter zu schlecht für eine sichere Landung. Daher wurde eine Notlandung bei Los Antiguos (Argentinien) durchgeführt, bei der das Flugzeug irreparabel beschädigt wurde. Alle 11 Insassen, vier Besatzungsmitglieder und 7 Passagiere, überlebten den Unfall.[134]

- 8. Mai – Bei einer Vickers 639 Viking 1 der britischen Hunting Air Travel (G-AHPD) kam es zu einem Motorausfall kurz nach dem Abheben vom Flughafen Bordeaux, Frankreich. Bei der anschließenden Bauchlandung überlebten alle 32 Insassen, das Flugzeug wurde jedoch irreparabel beschädigt.[135]

- 12. Mai – Eine Amiot AAC.1 (Ju 52) der französischen Air Fret Transimax (F-BDYE) verunglückte nahe Rovigo (heute Bougara) (Algerien) und wurde irreparabel beschädigt. Alle drei Besatzungsmitglieder des Frachtfluges kamen um.[136]

- 15. Mai – Eine vom Flughafen Rio de Janeiro–Santos Dumont kommende Douglas DC-3/C-47A-70-DL der brasilianischen Linhas Aéreas Paulistas (PP-LPC) verunglückte nahe Maceió, Brasilien, rund 200 Kilometer südwestlich des Flugziels Recife. Alle 16 Insassen (4 Besatzungsmitglieder und 12 Passagiere) überlebten. Die Maschine wurde irreparabel beschädigt.[137]

- 18. Mai – Eine Douglas DC-3/C-47B-45-DK der brasilianischen Viação Aérea São Paulo (VASP) (PP-SPL) wurde auf einem Sichtflug in schlechtem Wetter in hügeliges Gelände geflogen. Die Maschine war auf dem Flug von Santa Cruz do Rio Pardo (Brasilien) nach Presidente Prudente, als sie 50 Kilometer vor dem Ziel bei Rancharia zerschellte. Alle 7 Insassen, 4 Besatzungsmitglieder und 3 Passagiere, wurden getötet.[138]

- 2. Juni – Eine Canadian Vickers PBV-1A Canso A der brasilianischen Aero Geral (PP-AGC) verunglückte bei Palame, Brasilien. Vier Insassen kamen ums Leben.[139]

- 6. Juni – Eine Douglas DC-3D der Linha Aérea Transcontinental Brasileira (PP-NAL) wurde im Anflug auf den Flughafen Rio de Janeiro–Santos Dumont in knapp 60 Meter Höhe in einen Hügel geflogen. Die Piloten hatten trotz Instrumentenflugbedingungen einen Sichtanflug durchgeführt und sämtliche Vorschriften für Mindestflughöhen nicht eingehalten. Von den 3 Crewmitgliedern und 16 Passagieren starben ein Crewmitglied und ein Passagier. Die Maschine wurde zerstört.[140]

- 8. Juni – Die Piloten einer Douglas DC-3/C-47A-5-DK der Jugoslovenski Aerotransport (JAT) (YU-ABE) machten auf einem Flug von Frankfurt nach München nahe Wittelsbach eine Notlandung aufgrund eines Brandes im Flug. Die Maschine wurde zerstört, aber alle 19 Insassen überlebten.[141]

- 13. Juni – Eine Douglas DC-3/C-47A-50-DL der kolumbianischen SAM Colombia (Sociedad Aeronautica Medellin) (HK-504) kehrte direkt nach dem Start vom Flughafen Medellin-Olaya Herrera (Kolumbien) zu einer Notlandung zurück, stürzte jedoch nach der Kollision mit einem Schornstein im Stadtteil Belén ab. Das Flugzeug war auf dem Weg nach Cartagena. Die beiden Piloten, die einzigen Insassen des Frachtfluges, kamen ums Leben, außerdem eine Person am Boden.[142]

- 21. Juni – Eine Douglas DC-3/C-47B-35-DL der Aerolíneas Argentinas (LV-ADG) setzte bei der Landung am Flughafen Puerto Deseado (Argentinien) spät auf und sprang dreimal hoch. Daraufhin entschloss sich der Kapitän zum Durchstarten. Dabei streifte das Flugzeug einen Armeelastwagen auf der angrenzenden Straße; zwei Soldaten wurden getötet. Die Maschine konnte sicher wieder gelandet werden, an Bord kam niemand ums Leben.[143]

- 22. Juni – Eine Lockheed L-049 Constellation der US-amerikanischen Pan Am (N88846) wurde im Anflug auf den Flughafen Monrovia (Liberia) bei schlechtem Wetter unterhalb der Sicherheitsflughöhe in einen 300 Meter hohen Hügel geflogen. Bei diesem CFIT (Controlled flight into terrain) wurden alle 40 Insassen getötet, neun Crewmitglieder und 31 Passagiere.[144]

- 27. Juni – Die Besatzung einer Douglas DC-3/C-47-DL der brasilianischen Serviços Aéreos Cruzeiro do Sul (PP-CCK) musste aufgrund von Navigationsproblemen in der Nähe von Trinidad, Bolivien, in einem Sumpfgelände an einem Seeufer notlanden, etwa 250 Kilometer von der Sollstrecke entfernt. Keiner der vier Crewmitglieder des Frachtfluges kam ums Leben. Die Maschine wurde irreparabel beschädigt.[145]

- 29. Juni – Eine Amiot AAC.1 (Ju 52) der JAT – Jugoslovenski Aerotransport (YU-ACE) verunglückte nahe Rijeka, Kroatien, wobei alle drei Crewmitglieder und elf Passagiere ums Leben kamen.[146]

- (A) 30. Juni – Eine Douglas DC-6 der US-amerikanischen United Airlines (N37543) flog aufgrund einer Kursabweichung rund 80 Kilometer nordwestlich von Denver, in der Nähe von Fort Collins, Colorado, gegen einen Berg in den Rocky Mountains. Alle 5 Crewmitglieder und 45 Passagiere starben (siehe auch United-Air-Lines-Flug 610).[147]

- 9. Juli – Eine Douglas DC-3/C-47-DL der kolumbianischen Avianca (HK-126) verunglückte bei der Landung am Flughafen Barranquilla, Kolumbien. Alle Insassen überlebten. Das Flugzeug wurde irreparabel beschädigt.[148]

- 11. Juli – Eine Lockheed 18-08A Lodestar der Firma Eaton's (CF-ETC) musste aufgrund eines Triebwerksbrands des Motors Nr. 1 (links) am Flughafen Montréal-Dorval (Québec, Kanada) notlanden. Aufgrund des Ausfalls der Bremsen wurde die Maschine von der Landebahn ins Gras gesteuert und dort durch Feuer zerstört. Beide Crewmitglieder überlebten.[149]

- 12. Juli – Eine Douglas DC-3/C-47B-13-DK der brasilianischen Linhas Aereas Paulistas (PP-LPG) stürzte bei ungünstigen Wetterbedingungen während eines missglückten Durchstartversuchs am Flughafen von Aracaju, Brasilien, ab. Der Flug wurde im Auftrag von Lóide Aéreo Nacional durchgeführt. Alle 33 Insassen kamen ums Leben, 5 Crewmitglieder und 28 Passagiere.[150]

- 12. Juli – Eine Douglas DC-3/C-47B-1-DL der indischen Fluggesellschaft Indamer (VT-CHT) verunglückte auf einem Frachtflug etwa 50 Kilometer nordwestlich von Tezpur, Indien. Alle drei Besatzungsmitglieder kamen ums Leben. Die Maschine wurde zerstört.[151]

- 13. Juli – Eine Douglas DC-4/C-54B-10-DO der thailändischen Siamese Airways (HS-POA) startete überladen auf dem Flughafen Bangkok-Don Mueang, Thailand und verunglückte. Alle Insassen überlebten. Das Flugzeug fing Feuer und brannte aus.[152]

- 14. Juli – Eine Lockheed 14H Super Electra der schwedischen Airtaco (SE-BTN) stürzte während des Steigflugs vom Flughafen Stockholm/Bromma (Schweden) aufgrund der Schaltung auf einen fast leeren Treibstofftank ab. Von den sechs Insassen starben vier. Die Maschine war auf einem Zeitungsflug nach Jönköping.[153][154]

- 18. Juli – Eine Douglas DC-4/C-54A der französischen Transports Aériens Intercontinentaux (TAI) (F-BDRI) verunglückte nahe Antananarivo (Madagaskar) kurz nach dem Start vom Flughafen Antananarivo-Arivonimamo. Alle Besatzungsmitglieder des Frachtflugs überlebten, die Maschine wurde zerstört.[155]

- 20. Juli – Eine Douglas DC-3/C-47A-80-DL der französischen Compagnie Aérienne de Transports Indochinois – CATI (oder Air Outre-Mer?) (F-OABX) verunglückte während des Fluges von Pakse zum Flughafen Tan-Son-Nhat in Saigon etwa 29 Kilometer nordöstlich davon. Alle drei Crewmitglieder und zwei Passagiere kamen ums Leben.[156]

- 21. Juli – Eine Douglas DC-4 der Canadian Pacific Air Lines (CF-CPC) verschwand auf dem Flug von Vancouver nach Anchorage zwischen Sitka, Alaska, USA, und Yakutat. Die Maschine sollte über Tokio nach Korea weiterfliegen. Bis heute wurden weder Wrackteile noch Insassen gefunden. Alle 37 Personen an Bord wurden für tot erklärt.[157][158]

- (A) 24. Juli – Bei einer Douglas DC-3-455 der belgischen Sabena (OO-CBA) kam es während des Starts vom Flughafen Gao, Mali, zu einem Triebwerksausfall und Motorbrand. Während einer Rückkehrkurve in niedrigster Höhe berührte eine Tragflächenspitze den Boden, woraufhin es zum Aufschlag und Feuer kam. Durch ins Cockpit spritzende Hydraulikflüssigkeit war die Flugzeugführung zusätzlich erschwert gewesen. Alle drei Crewmitglieder des Frachtfluges starben, das Flugzeug wurde zerstört (siehe auch Flugunfall der Sabena bei Gao).[159]

- 26. Juli – Eine Amiot AAC.1 (Ju 52) der französischen Compagnie Autrex (F-BBYF) verunglückte bei Lào Cai, Vietnam, und wurde irreparabel beschädigt. Mindestens ein Insasse starb.[160]

- 27. Juli – Eine Bristol 170 Freighter 21E der nigerianischen West African Airways Corporation (VR-NAX) wurde bei einem Unfall während des Anflugs auf den Flughafen Kaduna, Nigeria irreparabel beschädigt. Grund war Treibstoffmangel. Keiner der Insassen kam ums Leben.[161]

- 29. Juli – Eine Curtiss C-46A-10-CU Commando der brasilianischen Loide Aereo Nacional (CB-39) streifte nach dem Abheben vom Flughafen Cochabamba Bäume und stürzte ab. Die Maschine befand sich auf dem Überführungsflug vom vorherigen Besitzer, der bolivianischen Lloyd Aéreo Boliviano, und trug deshalb noch das bolivianische Kennzeichen. Alle drei Crewmitglieder und vier Passagiere kamen ums Leben.[162]

- 8. August – Eine Douglas DC-3/C-47A-20-DK der Trans Australia Airlines (VH-TAT) stürzte unmittelbar nach dem Start vom Flughafen Hobart (Tasmanien) in die Barilla Bay. Die Maschine befand sich auf einem Frachtflug nach Melbourne. Beide Crewmitglieder (die einzigen Insassen) kamen ums Leben.[163]

- 8. August – Eine Curtiss C-46F-1-CU Commando der US-amerikanischen Pan Am (N74176) wurde irreparabel beschädigt, als sie bei der Landung auf dem Flughafen São Paulo–Congonhas (Brasilien) viel zu spät aufsetzte, über das Landebahnende hinausschoss und eine Böschung hinunter geriet. Die drei Besatzungsmitglieder, die einzigen Insassen, überlebten den Unfall.[164]

- 11. August – Mit einer Curtiss C-46F-1-CU Commando der US-amerikanischen All American Airways (N3908B), gemietet von der USAF, wurde auf dem Flughafen Newark (USA) der Start abgebrochen, weil die Richtungskontrolle verloren gegangen war. Das Flugzeug konnte nicht mehr vor dem Startbahnende zum Stillstand gebracht werden, überrollte es und kam in einem sumpfigen Gelände an einer gut einen Meter hohen Böschung zum Stillstand. Im Bereich des rechten Triebwerks brach ein Feuer aus, und das Flugzeug wurde irreparabel beschädigt. Alle 45 Insassen, vier Besatzungsmitglieder und 41 Passagiere, überlebten den Unfall.[165]

- 11. August – Eine Douglas DC-3D der Air France ´(F-BAXB) brach auf einem Testflug vom Flughafen Le Bourget aus in der Nähe von Moisville in der Luft auseinander. Alle fünf Crewmitglieder starben.[166][167]

- 12. August – Eine Lissunow Li-2 der sowjetischen Aeroflot (CCCP-L4314) stürzte nach einem zweifachen Triebwerksausfall bei Wiljuisk, Sowjetunion ab. Zwei der sechzehn Personen an Bord starben.[168]

- 20. August – Eine Douglas DC-3/C-47A-1-DK der thailändischen Siamese Airways (HS-SAF) überschoss bei der Landung die Start- und Landebahn am Flugplatz Boh Fai, Thailand. Alle drei Besatzungsmitglieder überlebten; das Flugzeug wurde irreparabel beschädigt.[169]

- 21. August – Am Flughafen Norman Manley International, Jamaika wurde eine Consolidated Canso A der Caribbean International Airways (VP-JAT) in geparktem Zustand im Zusammenhang mit dem Durchgang des Hurrikans Charlie irreparabel beschädigt. Es gab keine Personenschäden.[170]

- 24. August – Eine Douglas DC-6B der US-amerikanischen United Airlines (N37550) unterschritt im Landeanflug auf den Flughafen Oakland die vorgeschriebene Mindestflughöhe und flog in einer Flughöhe von 300 Metern in einen Hügel bei Union City, Kalifornien. Alle sechs Crewmitglieder und 44 Passagiere an Bord kamen ums Leben.[171][172]

- 1. September – Eine von Los Angeles kommende Douglas DC-6 der Mexicana de Aviación (XA-JOR) landete während des Anflugs auf den Flughafen Mexiko-Stadt in dem fast trockengelegten Texcoco-See. Alle vier Crewmitglieder und 38 Passagiere überlebten die Bruchlandung. Das Flugzeug war nicht mehr zu reparieren.[173]

- 2. September – Eine Convair CV-240-2 der US-amerikanischen Pan Am (N90662) flog im Anflug auf den Flughafen von Kingston (Jamaika) so tief, dass mit einem Tragflächenende das Wasser berührt wurde. Die Maschine stürzte in den Hafen. Alle vier Crewmitglieder und dreißig Passagiere überlebten. Das Flugzeug wurde zum Totalschaden.[174][175]

- 8. September – Eine Douglas DC-3/C-47B-20-DK der brasilianischen Viação Aérea São Paulo (VASP) (PP-SPQ) streifte 500 Meter hinter der Startbahn am Flughafen São Paulo–Congonhas, Brasilien ein Haus. Alle zehn Insassen des Flugzeuges kamen um, außerdem drei Personen am Boden.[176]

- 12. September – Eine Douglas DC-3 der französischen Société de Transports Aériens Alpes Provence (STAAP) (F-BEIZ) stürzte auf dem Flug von Perpignan nach Oran nahe Palma de Mallorca, Mallorca, Spanien etwa 65 Kilometer südlich der Balearen ins Meer. Dabei starben alle drei Crewmitglieder und 36 Passagiere an Bord. Nach einer viertägigen Suche wurden erste Wrackteile gefunden. Grund für den Absturz war Strukturversagen beim Flug im Bereich von Gewitterwolken.[177][178]

- 12. September – Eine Boeing 377 der US-amerikanischen United Airlines (N31230) stürzte im Landeanflug auf den Flughafen San Francisco, Kalifornien aufgrund eines Strömungsabrisses aus 100 Metern Höhe in die Bucht von San Francisco. Auf dem Prüfungsflug war ein Triebwerk abgestellt worden. Alle drei Crewmitglieder an Bord kamen dabei ums Leben.[179][180]

- 15. September – Mit einer Douglas DC-3/C-47A-30-DK der Air India (VT-CCA) wurde am Flughafen Bangalore-HAL versucht, mit eingeschaltetem Autopilot zu starten. Die Piloten verloren die Kontrolle, das Flugzeug stürzte ab. Einer der 27 Insassen starb.[181]

- 17. September – Eine Douglas DC-3/C-47-DL der brasilianischen REAL Transportes Aéreos (PP-YPX) verunglückte auf dem Flug von Rio de Janeiro nach Sao Paulo bei Ubatuba (Brasilien), wobei alle vier Crewmitglieder und sechs Passagiere starben. Die Maschine wurde erst nach zwei Tagen gefunden.[182]

- 29. September – Eine Curtiss C-46D-15-CU Commando der bolivianischen Frigorífico Cooperativo Los Andes (CB-43) wurde auf dem Flughafen La Paz-El Alto so schwer beschädigt, dass eine Reparatur unmöglich wurde. Es gab keine Todesopfer.[183]

- 7. Oktober – Eine Lockheed 18-56-23 Lodestar der National Homes Corporation (N5545N) stürzte bei schlechtem Wetter nahe Lafayette (Indiana, USA) in ein Sojabohnenfeld und fing Feuer. Die Maschine war auf dem Rückflug von einem Jagdtrip und hatte die Jagdbeute geladen. Es starben das einzige Crewmitglied sowie drei der sechs Passagiere.[184]

- 8. Oktober – Eine Douglas DC-3/C-47A-30-DK der mexikanischen ATSA (Aero Transportes SA, später fusioniert mit Mexicana de Aviación) (XA-GOR) wurde auf einem Flug vom Flughafen Mexiko-Stadt zum Flughafen Minatitlán in einen Berg bei Cerro Blanco geflogen. Alle 10 Insassen, vier Crewmitglieder und sechs Passagiere, wurden getötet.[185]

- 15. Oktober – Eine Douglas DC-3/C-47A-1-DK der South African Airways (ZS-AVJ) flog auf dem Weg von Port Elizabeth nach Durban gegen den Berg Mount Ingeli. Alle 17 Insassen (vier Crewmitglieder und 13 Passagiere) wurden getötet.[186]

- 17. Oktober – Eine Consolidated Canso A der kanadischen Queen Charlotte Airlines (CF-FOQ) wurde bei schlechten Wetterbedingungen in den Berg Mount Benson (British Columbia, Kanada) geflogen. Grund waren Navigationsfehler beim dennoch durchgeführten Sichtflug. Alle drei Crewmitglieder und 20 Passagiere an Bord kamen ums Leben.[187]

- 18. Oktober – Eine Douglas DC-3/C-47A-25-DK der kanadischen Hollinger Ungava Transport (CF-DXR) wurde bei einem Unfall am Flughafen Sept-Îles, Québec (Kanada) zerstört. Über Personenschäden ist nichts bekannt.[188]

- 22. Oktober – Eine Douglas DC-3/C-47A-20-DK der JAT – Jugoslovenski Aerotransport (YU-ACC) verunglückte auf dem Flug von Belgrad in der Nähe des Zielflughafens Skopje, Jugoslawien. Bei dem Unfall kamen zwölf Menschen ums Leben.[189]

- 26. Oktober – Eine Avro 689 Tudor 5 der britischen Fluggesellschaft William Dempster (G-AKCC) kam bei der Landung von der Start- und Landebahn am Militärflugplatz Bovingdon, Vereinigtes Königreich ab und erst außerhalb des Flugplatzes zum Liegen. Das Flugzeug wurde zerstört, keiner der sieben Insassen kam ums Leben.[190][191]

- 30. Oktober – Während des Starts einer Sud-Ouest Bretagne der Air Algérie (F-OAIY) vom Flughafen Paris-Orly, Frankreich fuhr das rechte Hauptfahrwerk plötzlich ein. Das Flugzeug kam ins Schleudern und fing Feuer. Es wurde zerstört, jedoch überlebten alle 4 Besatzungsmitglieder und 30 Passagiere.[192]

- 5. November – Eine Martin 2-0-2 der US-amerikanischen Transocean Air Lines (N93039) wurde beim Anflug auf den Tucumcari Municipal Airport, New Mexico, USA in Wetterbedingungen unter den vorgeschriebenen Minima in den Boden geflogen. Einer der 29 Insassen starb.[193]

- 5. November – Eine Douglas DC-3/C-47-DL der französischen Compagnie Aérienne de Transports Indochinois – CATI (F-BCYL) stürzte beim Start vom Flughafen Hanoi-Gia Lam (Vietnam) in einen Fluss. Alle Insassen überlebten; das Flugzeug wurde jedoch bei dem Unfall irreparabel beschädigt.[194]

- 7. November – Eine Douglas DC-3/C-47A-80-DL der französischen Société de Transports Aériens Camerounais (STAC) (F-BEIV) verunglückte beim Start vom Flughafen Fort Lamy (seit 1973: N’Djamena), Tschad. Alle Insassen überlebten; das Flugzeug wurde jedoch bei dem Unfall irreparabel beschädigt.[195]

- 14. November – Eine Douglas DC-3/C-47A-30-DK der indischen Airways (India) (VT-CKU) verunglückte beim Start vom Flughafen Guwahati (alt) (Indien). Das Flugzeug wurde zerstört. Alle drei Besatzungsmitglieder, die einzigen Insassen auf dem Frachtflug, überlebten den Unfall.[196]

- (A) 15. November – Eine Lissunow Li-2 der polnischen LOT (SP-LKA) kollidierte kurz nach dem Start in Łódź mit einer Hochspannungsleitung bei Górki Duże, bei Tuszyn, Polen, und stürzte ab. Aufgrund von Triebwerksproblemen entschied der Kommandant, den Weiterflug nicht durchzuführen. Er wurde jedoch wahrscheinlich durch Offiziere des Polnischen Sicherheitsministeriums dazu gezwungen. Alle 16 Personen an Bord starben (siehe auch Flugunfall der LOT bei Tuszyn).[197]

- 17. November – Eine Douglas DC-4/C-54D-10-DC der US-amerikanischen Overseas National Airways (ONA) (N79992) kollidierte in der Nähe des Flughafens Oakland (Kalifornien, USA) mit einer anderen DC-4/C-54B der California Eastern Airways (N4002B). Die Maschine der ONA verlor dabei Teile ihres Leitwerks, stürzte auf eine Landstraße und fing Feuer. Alle 3 Besatzungsmitglieder, die einzigen Insassen auf dem Prüfungsflug, kamen ums Leben; am Boden wurden elf Personen verletzt. Die andere DC-4 konnte beschädigt auf dem Flughafen von San Francisco gelandet werden.[198]

- 17. November – Eine Avro Lancastrian 3 der australischen Qantas Airways (VH-EAV) wurde beim Start vom Flughafen Sydney-Mascot (Australien) irreparabel beschädigt. Über Personenschäden ist nichts bekannt, es gab jedoch keine Todesfälle.[199]

- 19. November – Eine aus Ankara kommende Douglas DC-3/C-53-DO der türkischen Türkiye Devlet Hava Yollari (DHY) (TC-ACA) (der heutigen Turkish Airlines) wurde beim Anflug auf den Flughafen Kairo-International in eine Sanddüne geflogen. Bei diesem CFIT, Controlled flight into terrain, wurden alle 5 Insassen getötet.[200]

- 21. November – Beim viel zu tiefen Anflug auf den Flughafen Kalkutta wurde eine Douglas DC-3/C-47A-25-DK der indischen Deccan Airways (VT-AUO) in den Boden geflogen und stürzte ab, nachdem sie Bäume gestreift hatte. Die Piloten der aus Nagpur kommenden Maschine hatten bei extrem schlechter Sicht einen Anflug versucht. Von den 17 Insassen wurden 16 getötet, nur ein Passagier überlebte.[201]

- 24. November – Eine Douglas DC-4 der israelischen El Al (4X-ADN) stürzte auf einem Frachtflug von Rom mit Textilien an Bord kurz vor der Landung drei Kilometer nordöstlich des Flughafens Zürich in einen Wald. Dabei kamen sechs der sieben Besatzungsmitglieder zu Tode.[202]

- 14. Dezember – Eine Douglas DC-4-1009 der schweizerischen Swissair (HB-ILO) verunglückte am Flughafen Amsterdam Schiphol (Niederlande) beim versuchten Durchstarten. Bei einem ILS-Anflug in dichtem Nebel kam es aufgrund falscher Vorgehensweise der Flugbesatzung zum Totalschaden des Flugzeugs. Alle 20 Insassen, vier Besatzungsmitglieder und 16 Passagiere, überlebten den Unfall.[203]

- (A) 16. Dezember – Eine Curtiss C-46 der US-amerikanischen Miami Airline (N1678M) stürzte aufgrund eines Triebwerkschadens kurz nach dem Start vom Flughafen Newark, New Jersey, in den Elizabeth River. Alle 56 Insassen starben (siehe auch Flugunfall der Miami Airline (1951)).[204]

- 22. Dezember – Eine SNCASE Languedoc (SU-AHH) der ägyptischen Misrair stürzte 10 Kilometer westlich des Flughafens Teheran-Mehrabad ab, nachdem sie den Flughafen während eines Schneesturms bereits zweimal umkreist hatte. Alle 22 Personen an Bord wurden getötet.[205]

- 23. Dezember – Eine Douglas DC-6 der italienischen Linee Aeree Italiane (I-LUCK) überrollte bei der Landung auf dem Flughafen Mailand-Malpensa (Italien) das Landebahnende. Das Flugzeug wurde irreparabel beschädigt. Alle 28 Insassen, vier Besatzungsmitglieder und 24 Passagiere, überlebten den Unfall.[206]

- 29. Dezember – Eine Curtiss C-46A-50-CU Commando der US-amerikanischen Continental Charters (N3944C) wurde nahe Salamanca (New York) (USA) in einen bewaldeten Hügel geflogen, 24 Kilometer vom vorgesehenen Kurs entfernt. Flugziel war der Flughafen Buffalo Municipal. Die Piloten waren trotz Wetters für Instrumentenflugbedingungen im Sichtflug geflogen. Durch diesen CFIT (Controlled flight into terrain) wurden von den 40 Insassen 26 getötet, drei Besatzungsmitglieder und 26 Passagiere.[207]

- 30. Dezember – Eine Curtiss C-46F-1-CU der US-amerikanischen Transocean Air Lines (N68963) verunglückte in der Nähe des Flughafens Fairbanks (Alaska). Zuvor hatten die Piloten mitgeteilt, dass der Radiokompass (ADF) ausgefallen sei. Das Frachtflugzeug wurde erst vier Tage nach dem Unfall gefunden. Die vier Insassen kamen ums Leben.[208]

- 31. Dezember – Eine Douglas DC-3/C-47A-30-DK der indischen Kalinga Airlines (VT-COA) kollidierte beim Start in schlechter Sicht vom Flughafen Kalkutta mit Bäumen und stürzte ab. Alle 3 Besatzungsmitglieder des Frachtfluges kamen ums Leben.[209]

### 1952
- 2. Januar – Eine Amiot AAC.1 (Kopie der Junkers Ju 52/3m) der Air France (Luftfahrzeugkennzeichen F-BAMQ) verunglückte in der Nähe von Andapa (Madagaskar). Von den elf Insassen (acht Passagiere und drei Besatzungsmitglieder) kamen 3 Passagiere sowie alle drei Besatzungsmitglieder ums Leben.[210]

- 14. Januar – Eine Convair CV-240 der US-amerikanischen Northeast Airlines (N91238) setzte rund 1100 Meter vor der Landebahn des Flughafens New York-LaGuardia in der Flushing Bay auf. Die 3 Besatzungsmitglieder und 33 Passagiere überlebten. Das Flugzeug wurde als Totalverlust verbucht.[211][212]

- 19. Januar – Eine Douglas DC-4/C-54E der US-amerikanischen Northwest Airlines (N45342) verunglückte bei einer Ausweichlandung auf dem Flughafen von Sandspit, British Columbia, Kanada. Die Maschine befand sich auf einem Flug von der Elmendorf Air Force Base (Alaska, USA) zur McChord Air Force Base (Washington, USA), als im Reiseflug das Triebwerk Nr. 1 (links außen) abgestellt werden musste. Das Flugzeug setzte nach einem Drittel der Landebahnlänge auf. Kurz danach wurde ein Durchstarten eingeleitet, wobei es jedoch kaum stieg und unmittelbar vor dem Eintreten eines Strömungsabrisses und 1370 Meter hinter dem Landebahnende auf dem umgebenden Wasser aufschlug. Obwohl nahezu alle Insassen das Wrack verlassen konnten, starben 36 der 43 Insassen durch Unterkühlung, alle drei Besatzungsmitglieder und 33 der 40 Passagiere.[213]

- 22. Januar – Eine Convair CV-240 der American Airlines (N94229) stürzte bei Elizabeth, New Jersey (USA) im Landeanflug auf den Flughafen Newark 5,5 Kilometer südöstlich des Flughafens auf die Stadt. Alle 23 Menschen an Bord starben, ebenso 7 Personen am Boden.[214]

- 27. Januar – Eine Douglas DC-4/C-54A-5-DO der US-amerikanischen Seaboard & Western Airlines, betrieben für die isländische Loftleidir (N1512V) überrollte bei der Landung auf dem Flughafen Pisa (Italien) das Landebahnende und kam erst in einem Graben zum Stehen. Das Flugzeug wurde durch Feuer zerstört. Alle vier Besatzungsmitglieder des Frachtflugs überlebten den Unfall, allerdings nur drei der 50 geladenen Kühe.[215]

- (A) 4. Februar – Eine Douglas DC-3/C-47A-25-DK der belgischen Sabena (OO-CBN) stürzte nahe Kikwit (Belgisch-Kongo) ab, nachdem sich einer der Propeller zerlegt hatte und Trümmerteile davon Steuerseile durchtrennt hatten. In der Folge hatte die Besatzung die Kontrolle über die Maschine verloren. Das Flugzeug befand sich auf dem Weg von Costermansville nach Léopoldville (beides Belgisch-Kongo). Alle 16 Insassen starben (siehe auch Sabena-Flug 425).[216][217]

- 8. Februar – Eine Douglas DC-3 der Indian National Airways (VT-COK) stürzte nach dem Start vom Flughafen Bagdogra während des Steigflugs ab, nachdem es zu einem Strömungsabriss gekommen war. Alle drei Besatzungsmitglieder des Frachtflugs überlebten.[218]

- 11. Februar – Eine Douglas DC-6 der US-amerikanischen National Airlines (N90891) stürzte nach dem Start vom Flughafen Newark in ein Wohnhaus in Elizabeth, New Jersey. Von den 69 Insassen starben 29, außerdem noch 4 Einwohner. Ursachen waren eine selbsttätige Verstellung des Propellers Nummer 3 auf Umkehrschub, gefolgt vom fehlerhaften Abstellen des funktionierenden Triebwerks Nummer 4. Damit konnte die Höhe nicht gehalten werden; die Maschine stürzte in die Stadt.[219][220]

- 17. Februar – Eine Vickers Viking 1 der britischen Hunting Air Transport (G-AHPI) wurde in den Berg Monte la Cinta auf Sizilien (Italien) geflogen. Die Maschine war auf dem Weg von Nizza nach Malta und sollte schließlich nach Nairobi (Kenia) weiterfliegen. Alle 31 Insassen, 5 Besatzungsmitglieder und 26 Passagiere, wurden getötet. Unfallursache war ein Controlled flight into terrain (CFIT).[221]

- 21. Februar – An einer Curtiss C-46A-5-CU Commando der brasilianischen VARIG (PP-VCB) fiel nach dem Abheben vom Flughafen Rio de Janeiro–Santos Dumont (Brasilien) das Triebwerk Nr. 1 (links) aus. Im Gegensatz zu den notwendigen Verfahren wurde dessen Propeller nicht in die Segelstellung gebracht, was zum Strömungsabriss und zum Aufschlag im Wasser der Guanabara-Bucht führte. Die drei Besatzungsmitglieder, die einzigen Insassen auf dem Flug, überlebten den Unfall.[222]

- 28. Februar – Die Tragfläche einer Douglas DC-3A-393 der Panair do Brasil (PP-PCN) streifte beim Durchstarten am Flughafen Uberlândia (Brasilien) Bäume. Das Flugzeug stürzte ab. Von den 31 Insassen kamen 9 ums Leben, drei Besatzungsmitglieder und 6 Passagiere.[223]

- 2. März – Eine Douglas DC-4/C-54B-20-DO der US-amerikanischen Alaska Airlines (N90449) wurde 6 Kilometer westlich von Blyn (Washington, USA) in einer Höhe von etwa 300 Metern bei aufliegenden Wolken in Hügel geflogen. Trotz sehr schlechten Wetters waren die Piloten auf dem Flug von Fairbanks nach Seattle nach Sichtflugregeln geflogen. Bei diesem CFIT (Controlled flight into terrain) wurden alle 5 Insassen getötet, drei Besatzungsmitglieder und zwei Passagiere.[224]

- 3. März – Beim Start einer SNCASE Languedoc der Air France (F-BCUM) vom Flughafen Nizza blockierte aufgrund eines Konstruktionsfehlers das Querruder. Die Maschine drehte sich auf den Rücken und stürzte etwa 1 Kilometer nördlich des Flughafens ab. Bei diesem schwersten Unfall einer Languedoc wurden alle 38 Insassen getötet.[225]

- 10. März – Eine Douglas DC-3/C-47A-35-DL der Philippine Airlines (PI-C5) streifte beim Start vom Flughafen Mactan-Cebu (Philippinen) das Dach eines Hauses und stürzte ab. Alle 3 Besatzungsmitglieder, die einzigen Insassen auf dem Frachtflug, kamen ums Leben.[226]

- 11. März – Bei einer Avro York Mk.I der Air Charter (Großbritannien) (G-AMGL) fielen im Anflug auf den Flughafen Hamburg wegen Treibstoffmangels alle vier Triebwerke aus. Es wurde eine Bauchlandung im Gelände durchgeführt, bei der die Maschine irreparabel beschädigt wurde. Alle 10 Insassen, 3 Besatzungsmitglieder und 7 Passagiere, überlebten.[227]

- (A) 22. März – Die aus Johannesburg (Südafrika) kommende Douglas DC-6 (PH-TPJ) der niederländischen KLM Royal Dutch Airlines verunglückte während des Landeanflugs auf den Flughafen Frankfurt. Die Ursache konnte nicht geklärt werden. Von den 47 Insassen starben 45 (siehe auch KLM-Flug 592).[228]

- 23. März – Eine aus Karatschi kommende Lockheed L-749A-79-33 Constellation der niederländischen KLM Royal Dutch Airlines (PH-TFF) wurde bei einer Bruchlandung mit Triebwerksbrand auf dem Flughafen Bangkok-Don Mueang zerstört, nachdem sich im Anflug ein Propellerblatt gelöst hatte. Alle 44 Personen an Bord überlebten den Totalschaden.[229]

- 26. März – Mit einer Douglas DC-4/C-54A-10-DC der US-amerikanischen Braniff International Airways (N65143) gelang eine erfolgreiche Notlandung auf dem kleinen Hugoton Municipal Airport der Kleinstadt Hugoton (Kansas, USA). An der Maschine war ein unkontrollierbarer Triebwerksbrand entstanden. Unter den 45 Passagieren und vier Besatzungsmitgliedern gab es nur leichte Verletzungen. Die DC-4 wurde nach der erfolgreichen Landung durch Feuer zerstört. Kapitän Stanford wurde für sein schnelles Handeln und sein Urteilsvermögen gelobt.[230]

- 29. März – Eine Douglas DC-3 der TACA de Venezuela (YV-C-AZU) verunglückte am Berg Cerro Grande, 30 Kilometer östlich vom Zielflughafen San Felipe (Venezuela). Alle 12 Insassen, die drei Besatzungsmitglieder und 9 Passagiere, kamen ums Leben.[231]

- 30. März – Eine Douglas DC-3/C-47A-DL der Philippine Airlines (PI-C270) verunglückte beim Start vom Flughafen Baguio-Loakan (Philippinen). Dabei kamen von den 29 Insassen 10 ums Leben, zwei Besatzungsmitglieder und 8 Passagiere.[232]

- 30. März – Eine Curtiss C-46 Commando eines privaten US-amerikanischen Betreibers (Luftfahrzeugkennzeichen unbekannt) wurde gegen den Berg Otay (Kalifornien, USA) geflogen und explodierte. Die aus La Paz (Baja California Sur) (Mexiko) kommende Maschine war im Anflug auf den 35 Kilometer nordwestlich gelegenen Flughafen San Diego/Lindbergh Field. Durch diesen CFIT (Controlled flight into terrain) wurden beide Piloten getötet, die einzigen Insassen auf dem Frachtflug.[233]

- 2. April – Eine Douglas DC-3/C-47A-5-DK der norwegischen Fred. Olsens Flyselskap (LN-NAE) fiel nach einem Triebwerksausfall auf einen Strand bei Mimizan (Département Landes, Frankreich), 80 Kilometer südsüdwestlich des Zielflughafens Bordeaux. Alle 27 Insassen, sechs Besatzungsmitglieder und 21 Passagiere, überlebten den Unfall.[234]

- 5. April – An einer Curtiss C-46F-1-CU Commando der US-amerikanischen US Airlines (N1911M), betrieben von der United States Air Force (USAF), fiel das Triebwerk Nr. 2 (rechts) aus, als die Piloten wegen schlechter Sicht durchstarteten. In Turbulenz verloren sie die Kontrolle über das Flugzeug. Es stürzte 7 Kilometer nördlich des Flughafens New York-Idlewild (USA) in die Stadt, an der Kreuzung der 169th Street und 89th Avenue, Jamaica, New York. Beide Piloten, die einzigen Insassen auf dem Frachtflug, kamen ums Leben, ebenso wie 3 Personen auf der Straßenkreuzung.[235]

- 7. April – Eine Sud-Est SE.161/P7 Languedoc der Air France (F-BATB) kam beim Start auf dem Flughafen Paris-Le Bourget von der Startbahn ab und wurde irreparabel beschädigt. Alle 23 Insassen, fünf Besatzungsmitglieder und 18 Passagiere, überlebten den Unfall.[236]

- 9. April – Eine von der US-amerikanischen Northwest Airlines gemieteten Martin 2-0-2 (N93043) der Japan Airlines wurde während eines japanischen Inlandsfluges in den Mihara-Vulkan (Japan) geflogen. Durch diesen CFIT (Controlled flight into terrain) wurden alle 37 Personen an Bord getötet, vier Besatzungsmitglieder und 33 Passagiere.[237]

- (A) 11. April – Eine in auf dem Isla Grande Airport auf Puerto Rico gestartete Douglas DC-4 der US-amerikanischen Pan American World Airways (N88899) musste auf dem Flug nach New York wegen eines Triebwerkschadens nahe San Juan 7 Kilometer vor der Küste von Puerto Rico notgewassert werden. Von den 69 Insassen kamen 52 ums Leben (siehe auch Pan-Am-Flug 526A).[238]

- 18. April – Eine aus Phoenix (Arizona) kommende Curtiss C-46F-1-CU Commando der US-amerikanischen Robin Airlines (N8404C), gemietet von Air Charters, wurde im Anflug auf den Flughafen Burbank (Kalifornien, USA) in einen 980 Fuß (298 Meter) hohen Hügel geflogen. Die Piloten hatten eine Freigabe erhalten, nicht tiefer als 3000 Fuß zu sinken. Durch diesen CFIT (Controlled flight into terrain) wurden alle 29 Insassen getötet, drei Besatzungsmitglieder und 26 Passagiere.[239]

- (A) 29. April – Eine Boeing 377 der Pan American World Airways (N1039V) brach auf dem Flug von Rio de Janeiro nach Port of Spain nach dem Abriss eines Triebwerks aufgrund von starken Vibrationen in der Luft auseinander. Das Flugzeug stürzte 1640 Kilometer nordnordwestlich von Rio de Janeiro (Brasilien) in ein Waldgebiet. Alle 50 Insassen starben (siehe auch Pan-Am-Flug 202).[240]

- 4. Mai – Eine Douglas DC-3/C-47B-16-DK der französischen Société des Transports Aériens d'Extrême-Orient (STAEO) (F-BEIB) wurde beim Start vom Flugplatz Phan Thiết an der Südostküste Vietnams abgeschossen. Von den 14 Insassen kam ein Besatzungsmitglied ums Leben.[241]

- 5. Mai – Eine Douglas DC-3/C-47A-1-DK der norwegischen Fred. Olsens Flyselskap (LN-NAD) wurde im Anflug auf den Flugplatz Tønsberg-Jarlsberg durch einen Navigationsfehler 24 Kilometer südwestlich von Skien (Norwegen) ins Gelände geflogen. Bei diesem CFIT (Controlled flight into terrain) wurden 11 der 29 Insassen getötet, drei Besatzungsmitglieder und 8 Passagiere.[242]

- 13. Mai – An einer Douglas DC-3/C-47B-45-DK der VASP (PP-SPM) fiel auf dem Flug von São Paulo-Congonhas nach Bauru das linke Triebwerk aus, gefolgt von Problemen mit dem rechten Triebwerk aufgrund mangelhafter Wartung. Die Piloten verloren die Kontrolle bei der Vorbereitung einer Notlandung. Das Flugzeug wurde irreparabel beschädigt. Zwei Mitglieder der Flugbesatzung sowie 3 Passagiere verloren ihr Leben; es waren 22 Personen an Bord.[243]

- (A)  18. Mai – Ein Amphibienflugzeug des Typs Boeing-Canada PB2B-1 Canso A (PBY-5A) der kanadischen Maritime Central Airways (CF-FAN), mit dem ein Frachtcharterflug vom Flughafen Gander nach Cartwright durchgeführt werden sollte, verunglückte bei der Wasserlandung in der Sandwich Bay. Bei dem Unfall wurden alle drei Personen an Bord der Maschine getötet. Unfallursache war, dass der verantwortliche Pilot vergessen hatte, das Fahrwerk der Maschine für die Wasserlandung einzufahren, wodurch beim Aufsetzen der Räder eine Hebelwirkung erzeugt und das Heck der Maschine im Wasser augenblicklich in eine vertikale Position hochgehebelt wurde (siehe auch Flugunfall der Maritime Central Airways in der Sandwich Bay).[244]

- 24. Mai – Mit einer Curtiss C-46A-60-CK Commando der brasilianischen Loide Aéreo Nacional (PP-LDE) kam es bei der Rückkehr zum Flughafen Manaus/Ponta Pelada (Brasilien) nach einem Triebwerksausfall zu einem Strömungsabriss. Die Maschine stürzte in den Rio Negro. Alle 6 Besatzungsmitglieder, die einzigen Insassen auf dem Frachtflug, wurden getötet. Das Wartungspersonal hatte vergessen, alle Ruderverriegelungen zu entfernen.[245]

- 26. Mai – Die Besatzung einer Handley Page Hermes IV der britischen British Overseas Airways Corporation (BOAC) (G-ALDN) verirrte sich auf einem Flug von Tripolis (Libyen) nach Kano (Nigeria) vollkommen. Kurz bevor der Treibstoff vollständig ausging, wurde eine Bauchlandung in der Wüste gemacht. Deren Position lag 114 Kilometer südsüdöstlich von Atar (Mauretanien), volle 2200 Kilometer westlich abseits der geplanten Kurslinie. Von den 18 Insassen, acht Besatzungsmitglieder und zehn Passagiere, wurde der Erste Offizier getötet.[246]

- 6. Juli – Der zweite Prototyp der Nord Noratlas 2501 des französischen Herstellers Nord Aviation (F-WFUN) stürzte auf einem Vorführflug ab. Bei einer nationalen Luftfahrtveranstaltung am Flughafen Lyon-Bron (Frankreich) wurde zu Demonstrationszwecken ein Triebwerk abgestellt, wobei die Maschine an der äußersten Grenze ihres Flugbereichs betrieben wurde. Das Flugzeug stürzte aus einer Höhe von 200 Metern ab. Alle 6 Insassen kamen ums Leben, darunter die bekannte französische Flugpionierin Maryse Bastié.[247]

- 23. Juli – Eine Handley Page Hermes IVA der britischen Airwork Services (G-ALDB) machte auf dem Weg von Blackbushe nach Ägypten eine Bruchlandung auf dem Flugplatz Pithiviers (Département Loiret, Frankreich), nachdem das Triebwerk Nr. 4 (rechts außen) ausgefallen war. Alle 70 Insassen, sechs Besatzungsmitglieder und 64 Passagiere, überlebten den Unfall.[248]

- 25. Juli – Eine Vickers Viking 1A der britischen Crewsair (G-AHON) wurde bei einer sehr harten Landung auf dem Flughafen Malta-Luqa irreparabel beschädigt. Alle Insassen überlebten den Unfall.[249]

- 30. Juli – In einer SNCASE Languedoc der ägyptischen Misrair (SU-AHX) wurde auf dem Flug nach Khartum unnötig ein Triebwerk abgestellt und der dortige Feuerlöscher betätigt. Der Kapitän entschied auf Rückkehr zum Ausgangsort, dem Flughafen Kairo-Almaza (Ägypten). Dort wurde dann auch noch eine Bauchlandung gemacht, bei der das Flugzeug irreparabel beschädigt wurde. Alle 38 Insassen, 5 Besatzungsmitglieder und 33 Passagiere, überlebten die Bruchlandung.[250]

- 4. August – An einer US-amerikanischen, auf R. P. Weesner registrierten Curtiss C-46A-40-CU Commando (N79096) fiel die Steuerung des Höhenruders aus. Der Kapitän versuchte, mithilfe der Höhenrudertrimmung eine Notlandung auf dem Flughafen Miami (Florida, USA) durchzuführen. Während der Anflug zunächst einigermaßen normal verlief, kam es im Endanflug ab etwa 50 Metern Höhe zu immer stärkeren vertikalen Bewegungen der Maschine. Als sie wieder 50 Meter passierte, kam es zum Kontrollverlust und das Flugzeug schlug fast vertikal auf dem Boden auf. Die Unfalluntersuchung ergab, dass das Versagen des Steuerungssystems das Ergebnis mangelhafter Wartung und unzureichender Inspektion während der Überholung und Modifikation des Flugzeugs war. Alle 4 Insassen, Besatzungsmitglieder und Passagiere, die einzigen Insassen auf dem Überführungsflug, wurden getötet.[251]

- 12. August – In einer Douglas DC-3/C-47A-90-DL der Transportes Aéreos Nacionales (Brasilien) (PP-ANH) brach nach dem Start vom Flughafen Goiânia (Brasilien) ein Feuer aus. Laut Augenzeugen „explodierte“ das Flugzeug dann in der Luft und schlug etwa 74 Kilometer westsüdwestlich vom Startflughafen auf. Die Unfallursache konnte nicht ermittelt werden, auch weil viele Wrackteile von der örtlichen Bevölkerung geplündert wurden. Alle 24 Insassen, vier Besatzungsmitglieder und 24 Passagiere, kamen ums Leben.[252]

- 14. August – Eine Douglas DC-3/C-47 der Lineas Aereas de Nicaragua (LANICA) (AN-A..) verschwand auf dem 270 Kilometer langen Inlandsflug vom Flughafen Bonanza-San Pedro (Nicaragua) zum Flughafen Managua. Alle 3 Besatzungsmitglieder, die einzigen Insassen auf dem Frachtflug, kamen ums Leben.[253]

- 24. August – Bei einer Avro York C.1 der britischen Eagle Aviation (G-AGNZ) musste nach dem Start vom Flugplatz Berlin-Gatow (Deutschland) das Triebwerk Nr. 1 abgestellt werden. Noch während der Rückkehr zum Startflugplatz breitete sich jedoch rasch ein Feuer im Triebwerk aus, wodurch die Besatzung zu einer Notlandung in einem Feld bei Potsdam gezwungen wurde. Dabei wurde eines der drei Besatzungsmitglieder des Frachtfluges getötet.[254]

- (A) 25. August – Bei einer Handley Page Hermes IVA der britischen Airwork Services (G-ALDF) mussten auf einem Nachtflug von Blackbushe nach Malta die Triebwerke Nr. 2 (links innen) und Nr. 3 (rechts innen) aufgrund von Problemen abgestellt werden. Deshalb fiel die gesamte Stromerzeugung aus. Bald danach fielen auch die zwei verbliebenen äußeren Triebwerke Nr. 1 und Nr. 4 aus, wahrscheinlich durch einen Fehler des Flugingenieurs. Deshalb musste eine Notwasserung etwa 3 Kilometer westlich von Trapani (Sizilien, Italien) durchgeführt werden. Von den 57 Insassen kamen 7 ums Leben, 6 Passagiere und ein Besatzungsmitglied (siehe Flugunfall einer Handley Page Hermes der Airwork bei Trapani).[255]

- 27. August – Der erste Prototyp der Vickers Viscount 630 des britischen Ministry of Supply (G-AHRF) verunglückte bei Landetests auf dem Flughafen Khartum (Sudan). Durch den Bruch eines Bolzens brach das rechte Hauptfahrwerk zusammen und die Maschine geriet seitlich der Landebahn in weichen Boden. Alle fünf Besatzungsmitglieder überlebten ohne schwere Verletzungen. Das Flugzeug wurde irreparabel beschädigt.[256][257]

- 14. Oktober – Eine Douglas DC-3/C-47-DL der Aerovías Brasil (PP-AXJ) wurde durch Navigationsfehler nahe São Francisco de Paula (Rio Grande do Sul) (Brasilien) in hochgelegenes Gelände geflogen. Die aus São Paulo kommende Maschine befand sich noch 83 Kilometer nordöstlich des Ziels, dem Flughafen Porto Alegre. Bei diesem CFIT (Controlled flight into terrain) wurden von den 18 Insassen 14 getötet, alle vier Besatzungsmitglieder und 10 Passagiere.[258]

- 22. Oktober – Eine Douglas DC-3/C-47A-15-DK der pakistanischen Orient Airways (AP-AAZ) verunglückte bei einer Notlandung in der Nähe von Jamshedpur (Indien). Von den drei Besatzungsmitgliedern, den einzigen Insassen auf dem Frachtflug, kam eines ums Leben.[259]

- 11. November – Eine Douglas DC-4/C-54B der französischen Union Aéromaritime de Transport (UAT) (F-BFVO) verunglückte in der Nähe des Tschadsees, etwa 120 Kilometer nordnordwestlich des Startorts Fort-Lamy (heute N’Djamena (Tschad)) zu Beginn des Fluges nach Beirut. Vier der fünf Besatzungsmitglieder und der einzige Passagier kamen ums Leben.[260]

- 20. November – Eine Curtiss C-46D Commando der chinesischen CAAC (B-213) konnte beim Start auf dem Flugplatz Kunming Wujiaba (China) aufgrund von Triebwerksproblemen nicht rechtzeitig abheben, so dass der Start abgebrochen wurde. In der Folge wurde das Flugzeug irreparabel beschädigt, als es auf ein Weizenfeld aufrollte, wodurch das Fahrwerk zusammenbrach. Alle 24 Insassen, Besatzungsmitglieder und Passagiere, überlebten den Unfall.[261]

- (A) 22. November – Die Piloten einer Lissunow Li-2P der bulgarischen TABSO (LZ-TUE), mit der ein Flug vom Flughafen Sofia nach Warna mit Zwischenstopp in Gorna Orjachowiza durchgeführt werden sollte, missachteten in der Absicht, Zeit und Kraftstoff zu sparen, vorsätzlich das vorgegebene Anflugverfahren. In der Folge befand sich die Maschine in unzureichender Höhe, als sie das Balkangebirge erreichte. Die Maschine prallte gegen die Flanke des Berges Weschen, etwa 20 Meter unterhalb des Gipfels. Alle 30 Insassen (26 Passagiere und 4 Besatzungsmitglieder) kamen dabei ums Leben (siehe auch Flugunfall der Lissunow Li-2 LZ-TUE der TABSO).[262]

- 27. November – Eine Avro York Mk.I des britischen Surrey Flying Service (G-AMGM) sank während eines Radaranflugs auf die RAF Station Lyneham (Wiltshire) so tief unter den vorgeschriebenen Gleitpfad, dass sie mit hoher Sinkgeschwindigkeit in Bäume und einen Hügel stürzte. Beitragende Faktoren waren starke Fallböen, schlechte Sicht und Fehler der Piloten und des Radarlotsen. Das Flugzeug befand sich auf einem Überführungsflug vom Flughafen London-Stansted. Alle drei Besatzungsmitglieder überlebten.[263]

- 5. Dezember – Eine Amiot AAC.1 (Junkers Ju 52) der Air France (F-BANK) wurde auf dem Flughafen Antsirabato (Madagaskar) irreparabel beschädigt. Nähere Einzelheiten, auch über Personenschäden, sind nicht bekannt.[264]

- 6. Dezember – Eine Douglas DC-4 der Cubana (CU-T397) stürzte gut 4 Kilometer nach dem Start vom Flughafen Kindley Field, Bermuda, ins Meer. Das Flugzeug hatte auf Bermuda auf dem Weg von Madrid nach Havanna einen Zwischenstopp zur Betankung eingelegt. Von den 41 Menschen an Bord starben 37. Lediglich drei Passagiere sowie ein Besatzungsmitglied überlebten den Unfall.[265]

- 16. Dezember – An einer Curtiss C-46 Commando der chinesischen CAAC (B-216) fing im Steigflug nach dem Start vom Militärflugplatz Chongqing-Baishiyi (China) in 9000 Fuß (2740 Meter) Höhe die rechte Triebwerksgondel Feuer. Die Besatzung kehrte zur Notlandung zurück und konnte das Feuer innerhalb von zehn Minuten löschen. Der erste Offizier interpretierte jedoch die Anzeigeleuchten des Fahrwerks falsch und verriegelte das Fahrwerk vor dem Aufsetzen nicht. Infolgedessen fuhr das Fahrwerk am Boden von selbst wieder ein und das Flugzeug wurde irreparabel beschädigt. Alle drei Besatzungsmitglieder und sämtliche Passagiere überlebten den Unfall. Das Flugzeug wurde zerstört.[266]

- 21. Dezember – Eine Douglas DC-3 der Syrian Airways (YK-AAF) flog bei schlechtem Wetter nahe an-Nabk (Syrien) in einen Berg. Die Maschine befand sich auf einem Flug von Damaskus nach Aleppo. Die Piloten waren von der Strecke abgewichen, um die Suche nach einer vermissten Consolidated PBY Catalina der niederländischen Marineflieger zu unterstützen, die im Libanon verschwunden war. Von den 15 Insassen kamen 9 ums Leben.[267]

- 21. Dezember – Eine Curtiss C-46D-15-CU Commando der venezolanischen RANSA – Rutas Aéreas Nacionales SA (YV-C-ARC) verschwand über dem Atlantik vor dem Zielort, dem Flughafen Miami (Florida, USA). Alle 3 Besatzungsmitglieder, die einzigen Insassen, kamen ums Leben.[268]

- 25. Dezember – Eine aus Isfahan kommende Douglas DC-3 der Iranian Airways (EP-ACJ) stürzte im Anflug auf den Flughafen Teheran-Mehrabad sieben Kilometer vor dem Ziel ab. Von den 25 Insassen starben 24.[269]

- (A) 30. Dezember – Eine Douglas DC-3/C-47 der Philippine Airlines (PI-C38) wurde auf dem Flug von Laoag nach Aparri durch einen chinesischen Passagier entführt, der zuvor zwei Menschen erschossen hatte und sich auf der Flucht befand. Der Entführer forderte eine Umkehr nach Festlandchina, doch der Kapitän versuchte ihn durch abrupte Flugmanöver handlungsunfähig zu machen. Daraufhin erschoss der Entführer den Kapitän und kurz darauf auch den Flugbegleiter. Im Luftraum der Republik China (Taiwan) wurde die Maschine später von Jagdflugzeugen der Kuomintang beschossen, da die taiwanischen Befehlshaber eine Invasion befürchteten. Schließlich gelang die Notlandung in Kinmen, wo der Erste Offizier, der Entführer und die verbliebenen sechs Passagiere von Bord gehen konnten (siehe auch Entführung einer Douglas DC-3 der Philippine Air Lines 1952).[270]

### 1953
- 1. Januar – Bei einer Douglas DC-3D der irischen Aer Lingus (Luftfahrzeugkennzeichen EI-ACF) kam es zu einem fast gleichzeitigen Ausfall beider Triebwerke. Die Maschine war auf dem Flug von Dublin nach Birmingham. Die Piloten führten eine Notlandung bei Spernall (Warwickshire, Vereinigtes Königreich) durch. Der doppelte Motorausfall war durch eine fehlerhafte, durch die Piloten nicht erkannte Tankschaltung ausgelöst worden. Die Maschine wurde irreparabel beschädigt. Alle 25 Insassen, drei Besatzungsmitglieder und 22 Passagiere, überlebten den Unfall.[271]

- 5. Januar – Nach einem planmäßigen Flug vom Flughafen Northolt flog eine Vickers Viking 1B der British European Airways (BEA) (G-AJDL) am Flughafen Belfast-Nutts Corner, Nordirland vor der Landebahn in die Anflugbefeuerung und dann in das Gebäude des Instrumentenlandesystems. Dabei starben 27 Menschen, 8 überlebten den Unfall.[272][273]

- 7. Januar (Ortszeit) – Eine Curtiss C-46F-1-CU Commando der US-amerikanischen Associated Air Transport (N1648M) geriet 13 Kilometer westlich von Fish Haven (Idaho, USA) bei einer Flughöhe von 13.000 Fuß (3.960 Metern) in ein Gebiet mit verstärkter Vereisung und starker Turbulenz. Die Maschine wurde so tief herunter gedrückt, dass sie in einer Höhe von 8545 Fuß (2600 Metern) mit Bäumen kollidierte. Alle 40 Insassen, drei Besatzungsmitglieder und 37 Passagiere, kamen ums Leben. Das Flugzeug wurde erst fünf Tage später gefunden.[274]

- 7. Januar – (Ortszeit) Eine Douglas DC-4/C-54B der US-amerikanischen Flying Tiger Line (N86574) wurde auf dem Weg von San Francisco zum Boeing Field (Seattle) in einen Berg geflogen (CFIT, Controlled flight into terrain). Nachdem bereits die Anflugfreigabe erteilt worden war, kam die Maschine vom Kurs ab, streifte beim Anflug etwa 19 Kilometer vor dem Zielflughafen Bäume nahe dem Gipfel des Squak Mountain und stürzte in das angrenzende Tal nahe einer Farm an der Issaquah-Hobart Road. Alle sieben Insassen (vier Besatzungsmitglieder und drei Passagiere) wurden getötet.[275][276][277]

- 10. Januar – Eine Douglas DC-3/C-47B der Union of Burma Airways (XY-ACL) streifte im Endanflug auf den Flughafen von Myeik (Birma) Bäume. Die Maschine schlug 240 Meter vom Aufsetzpunkt hart auf dem Boden auf, woraufhin das rechte Triebwerk abriss. Das ausgebrochene Feuer zerstörte den vorderen Rumpf. Die örtliche Feuerwehr war unzureichend ausgerüstet. Alle 18 Insassen überlebten. Das Flugzeug wurde irreparabel beschädigt.[278]

- 19. Januar – Auf einer Bristol 170 Mk.21 der britischen Silver City Airways (G-AICM) ging der Treibstoff aus. Da eine Landung auf dem Zielflughafen Berlin-Tempelhof wegen Nebels nicht möglich war, kam es zur Bruchlandung in der Nähe. Beide Piloten überlebten den Totalschaden, der auf Grund mangelnder Treibstoffreserven zustande kam.[279][280]

- 22. Januar – Mit einer Lockheed L-049 Constellation der US-amerikanischen Intercontinent Airways (N38936) kam es auf dem Lockheed Air Terminal Burbank (Kalifornien, USA) zu einer Bauchlandung. Alle fünf Besatzungsmitglieder, die einzigen Insassen auf dem Testflug, überlebten den Unfall. Das Flugzeug wurde irreparabel beschädigt.[281]

- 26. Januar – Eine Douglas DC-3/C-47-DL der Linee Aeree Italiane (LAI), später in Alitalia umbenannt (I-LAIL), stürzte 20 Kilometer nördlich des Startflughafens Cagliari (Sardinien, Italien) ab, nachdem die linke Tragfläche zerbrochen war. Die Maschine stürzte in bergiges Gelände nahe Sinnai. Alle 19 Insassen, vier Besatzungsmitglieder und 15 Passagiere, kamen ums Leben.[282]

- 29. Januar – An einer Curtiss C-46A-45-CU Commando der kolumbianischen Lineas Interamericana Aérea (HK-605) fiel unmittelbar nach dem Start das linke Triebwerk aus. Die Besatzung musste in Bogotas Vorort Santa Lucia, 6 Kilometer südöstlich des Startflughafens Bogotá-Techo (Kolumbien), eine Notlandung durchführen. Beide Piloten, die einzigen Insassen auf dem Frachtflug, überlebten den Unfall.[283]

- 2. Februar – Eine Avro York der britischen Skyways (G-AHFA) verschwand im Atlantischen Ozean, etwa 500 Kilometer östlich von Neufundland (Kanada). Die Maschine war auf dem Flug von Lajes (Azoren) nach Gander. An Bord befanden sich 33 Passagiere und 6 Besatzungsmitglieder.[284]

- 3. Februar – Eine Douglas DC-3/C-47B-15-DK der französischen Air Outre Mer (F-OAFR) wurde in der Nähe von Lai Châu (Vietnam) irreparabel beschädigt. Über Personenschäden ist nichts bekannt.[285] Nach anderer Quelle wird das Flugzeug seit dem 25. März 1953 am selben Ort vermisst.[286]

- 7. Februar – Eine Douglas DC-4/C-54A der französischen Union Aéromaritime de Transport (UAT) (F-BFGR) verunglückte im Anflug auf den Flughafen Bordeaux 5,5 Kilometer nordöstlich des Platzes. Die Maschine befand sich auf dem Flug von Abidjan über Casablanca nach Paris. Bei sehr schlechter Sicht sank das Flugzeug zu früh und kollidierte mit einem Wäldchen. Als entscheidender Faktor wird im Unfallbericht eine Übermüdung der Besatzung durch eine exzessive vorangegangene Flugdienstzeit benannt. Neun der 21 Personen an Bord wurden getötet.[287]

- 14. Februar – Eine Douglas DC-6 der US-amerikanischen National Airlines (N90893) stürzte etwa 32 Kilometer südöstlich von Mobile Point (Alabama, USA) in den Golf von Mexiko, nachdem sie beim Durchfliegen eines Gewitters mit schweren Turbulenzen strukturell beschädigt worden war. Alle 46 Insassen, fünf Besatzungsmitglieder und 41 Passagiere, wurden getötet.[288]

- 15. Februar – Eine Curtiss C-46 Commando der kolumbianischen Lineas Interamericana Aérea (HK-606) wurde bei der Landung auf dem Flughafen Medellin-Olaya Herrera (Kolumbien) irreparabel beschädigt. Alle sechs Insassen, fünf Besatzungsmitglieder und ein Passagier, überlebten den Unfall.[289]

- (A) 3. März – Die Piloten einer De Havilland DH.106 Comet 1A (CF-CUN) der Canadian Pacific Air Lines nahmen beim Start vom Militärflugplatz Karatschi-Mauripur (Pakistan) die Flugzeugnase zu steil nach oben; die Maschine schoss über das Bahnende hinaus und stürzte in ein ausgetrocknetes Flussbett. Die Maschine befand sich auf ihrem Auslieferungsflug nach Kanada. Alle 11 Insassen kamen ums Leben. Es war der erste tödliche Unfall eines Passagier-Jets (siehe auch Flugunfall einer de Havilland DH.106 Comet der Canadian Pacific Airlines in Karatschi 1953).[290][291]

- 4. März – Eine Curtiss C-46F-1-CU Commando der US-amerikanischen Slick Airways (N4717N) wurde beim Anflug unter tiefhängenden Wolken 2,5 Kilometer südwestlich des Flughafens Bradley (Connecticut, USA) in Bäume geflogen. Bei diesem CFIT (Controlled flight into terrain) wurden beide Piloten getötet, die einzigen Insassen auf dem Frachtflug.[292]

- 13. März – Eine Douglas DC-3/C-47-DL der polnischen Polskie Linie Lotnicze LOT (SP-LCH) wurde am Flughafen Katowice (Polen) irreparabel beschädigt. Personen kamen nicht zu Schaden.[293]

- 14. März – Eine von der pakistanischen Regierung gemietete Convair CV-240-7 der Orient Airways (ab 1955: Pakistan International Airlines) (AP-AEG) wurde auf dem Flug von Delhi (Indien) zum Flughafen Dhaka-Tejgaon (Ostbengalen) in einen Berg im Bundesstaat Tripura (Indien) geflogen. Die Maschine war auf einem Flug von Karatschi über Delhi nach Dhaka. Der Kapitän war bei schlechter Sicht immer tiefer geflogen, um seine Position zu bestimmen. Bei diesem CFIT (Controlled flight into terrain) wurden alle 16 Insassen, 5 Besatzungsmitglieder und 11 Passagiere, getötet.[294][295]

- 17. März – Eine Douglas DC-3/C-47A-70-DL der französischen Aigle Azur (F-BEFG) stürzte vom Flughafen Hue/Phu Bai kommend beim Anflug auf den Flughafen Da Nang in schlechtem Wetter nahe der Halbinsel Tien Sha ab. Alle 8 Insassen kamen ums Leben.[296][297]

- 20. März – Eine Douglas DC-4/C-54G der US-amerikanischen Transocean Air Lines (N88942) stürzte 19 Kilometer südwestlich von Alvarado (Kalifornien) ab, während sie nahe dem Zielflughafen Oakland in einer Warteschleife kreiste. Die Ursache für den Kontrollverlust konnte nicht ermittelt werden. Alle 35 Insassen, fünf Besatzungsmitglieder und 30 Passagiere, starben beim Aufprall.[298]

- 20. März – An einer Curtiss C-46A-50-CU Commando der US-amerikanischen Aerovias Sud Americana (N66559) wurde das Triebwerk Nr. 2 (rechts) abgestellt. Beim Anflug auf den Flughafen St. Petersburg (Florida, USA) mit nur einem laufenden Triebwerk war die Maschine zu hoch. Beim einmotorigen Durchstarten kam es zum Strömungsabriss, da die Landeklappen noch voll ausgefahren waren, und das Flugzeug stürzte in ein Waldgebiet. Alle drei Besatzungsmitglieder, die einzigen Insassen auf dem Frachtflug, überlebten dennoch den Unfall.[299]

- 27. März – An einer Douglas DC-4/R5D-1 der US-amerikanischen California Eastern Airways (N229A) fiel nach dreieinhalb Stunden Flugzeit zunächst das Triebwerk Nr. 4 (rechts außen) aus. Die auf dem Weg nach Hawaii befindliche Besatzung war bereits zum Startort Fairfield in Kalifornien umgekehrt, als nach einer weiteren Stunde auch das Triebwerk Nr. 3 (rechts innen) ausfiel. Die Flughöhe konnte mit nur noch 2 Motoren nicht mehr gehalten werden, so dass noch vor San Francisco notgewassert werden musste. Die Maschine schwamm noch über 5 Stunden lang, und alle 4 Insassen, drei Besatzungsmitglieder und ein Passagier, konnten gerettet werden.[300]

- 27. März – An einer Curtiss C-46 Commando der AREA Ecuador (HC-SJA) brach bei der Landung auf dem Flughafen Panama–Tocumen das Fahrwerk zusammen. Die Maschine geriet von der Landebahn ab, stürzte in eine Schlucht und brannte aus. Beide Piloten, die einzigen Insassen auf dem Frachtflug, überlebten den Unfall.[301]

- (A) 29. März – Eine Vickers Viking 1B der Central African Airways (VP-YEY) zerbrach während des Fluges in der Nähe von Mkwaya (Tansania). Das Flugzeug war auf dem Weg vom Flughafen Blantyre-Chileka (Malawi) nach Daressalam. Als Ursache wurde die Verwendung eines ungeeigneten Schmiermittels bei der Wartung der Bolzen festgestellt, das zur Korrosion geführt hatte. Alle 13 Insassen, 5 Besatzungsmitglieder und 8 Passagiere, wurden getötet (siehe auch Flugunfall einer Vickers Viking der Central African Airways 1953).[302]

- 7. April – Eine Sud-Ouest S.O.30P Bretagne der Air Maroc (F-BEHA) wurde auf dem Flughafen Paris-Le Bourget (Frankreich) irreparabel beschädigt. Über Personenschäden ist nichts bekannt.[303]

- 10. April – Eine Amiot AAC.1 (Junkers Ju 52) der Air France (F-BALE) verunglückte am Flughafen Miandrivazo (Madagaskar) beim Start zu einem Frachtflug. Alle 4 Insassen, drei Besatzungsmitglieder und ein Passagier, wurden getötet.[304]

- 14. April – An einer Douglas DC-3/C-47A-70-DL der indischen Airways (India) (VT-AUJ) brach während des Fluges 80 Kilometer südwestlich von Guwahati (Indien) die linke Tragfläche wegen Überlastung ab. Das Frachtflugzeug war auf dem Weg vom damaligen Flughafen Guwahati zu ihrem Heimatflughafen Kalkutta-Dum Dum. Alle 3 Besatzungsmitglieder, die einzigen Insassen kamen ums Leben.[305]

- 16. April – Bald nach dem Start brach an einer Douglas DC-3/C-47A-75-DL der französischen Aigle Azur (F-BESS) auf dem Weg vom Flughafen Hanoi/Gia Lam zum Flughafen Son-La/Na San, einem heftig umkämpften französischen Militärstützpunkt im Indochinakrieg, eine Tragfläche ab. Beim Absturz wurden alle 30 Insassen, 3 Besatzungsmitglieder und 27 Passagiere getötet. Die Maschine befand sich auf einem militärischen Charterflug.[306][307]

- 20. April – Eine Douglas DC-6B der US-amerikanischen Western Air Lines (N91303) wurde vor der Landung auf dem Flughafen Oakland in die Bucht von San Francisco geflogen. Bei diesem CFIT (Controlled flight into terrain) wurden 8 der 10 Insassen getötet, 4 Besatzungsmitglieder und 4 Passagiere.[308]

- 23. April – Eine Curtiss C-46F-1-CU Commando der United States Air Force (USAF), betrieben für die US-amerikanische American Air Transport (N1693M) wurde 12 Kilometer östlich von Selleck (Washington) in Bäume auf dem 4000 Fuß (1220 Meter) hohen Cedar Mountain geflogen. Die Maschine befand sich im Anflug auf das Boeing Field (Washington, USA). Durch diesen CFIT (Controlled flight into terrain) wurden beide Piloten auf dem Überführungsflug getötet, die zwei Passagiere überlebten.[309]

- 30. April – Eine Iljuschin Il-12P der sowjetischen Aeroflot (CCCP-L1777) musste auf dem Flug von Moskau zum Flughafen Kasan im Anflug infolge eines Vogelschlags in der Wolga notgewassert werden. Die Notwasserung überlebten alle 23 Insassen, jedoch ertrank ein mit einem dicken Mantel bekleideter Fluggast später in dem Fluss.[310]

- 2. Mai – Sechs Minuten nach dem Start vom Flughafen Kalkutta, Indien, zerbrach eine De Havilland DH.106 Comet 1 (G-ALYV) der britischen BOAC im Steigflug während eines starken Monsunregens 32 Kilometer nordwestlich des Startflughafens. Alle 43 Personen an Bord starben.[311][312]

- (A) 9. Mai – Eine Douglas DC-3/C-47A (VT-AUD) der Air India stürzte nach dem Start vom Flughafen Delhi-Palam etwa 30 Kilometer südlich davon aufgrund von Kontrollverlust ab. Alle 18 Insassen wurden getötet (siehe auch Flugunfall der Air India bei Delhi 1953).[313]

- 11. Mai – Eine Amiot AAC.1 (Ju 52) der französischen Compagnie Autrex (F-BBZL) wurde bei einer Bruchlandung an einem unbekannten Ort in Vietnam zerstört. Über Personenschäden ist nichts bekannt.[314]

- 17. Mai – Eine Douglas DC-3/DST-318 der US-amerikanischen Delta Air Lines (N28345) wurde beim Durchflug eines Gewitters 21 Kilometer östlich von Marshall (Texas) (USA) durch einen Downburst zu Boden gedrückt und fing Feuer. Die Maschine war noch 43 Kilometer vom Ziel entfernt, dem Flughafen Shreveport (Louisiana). Von den 20 Insassen kamen 19 ums Leben, drei Besatzungsmitglieder und 16 Passagiere.[315]

- 22. Mai – Eine Curtiss C-46F-1-CU Commando der US-amerikanischen Resort Airlines (N1669M), gemietet von der USAF, geriet 18 Kilometer nordöstlich von Des Moines (Iowa, USA) in ein schweres Gewitter. Nach dem Bruch des rechten Querruderantriebs verloren die Piloten die Kontrolle über das Flugzeug. Die Überlastung der Maschine führte zum Verlust der rechten Tragfläche und zum Absturz. Beide Piloten, die einzigen Insassen auf dem Überführungsflug, kamen ums Leben.[316]

- (A) 25. Mai – Der Kapitän einer Convair CV-240 der niederländischen KLM (PH-TEI) brach den Start vom Flughafen Amsterdam Schiphol ab, nachdem schon fast 20 Meter Höhe erreicht waren und das Fahrwerk eingefahren war. Das Flugzeug raste auf dem Bauch durch den Flughafenzaun über eine Straße in ein Feld. Zwei Mädchen auf der Straße wurden getötet. Die 34 Insassen des Flugzeugs überlebten (siehe auch Flugunfall der Convair CV-240 "Paulus Potter" der KLM).[317]

- 9. Juni – Mit einer Vickers Viking 1B der argentinischen Líneas Aéreas del Estado (LADE) (T-6) musste nahe der Stadt Juan A. Pradere in der Provinz Buenos Aires (Argentinien) eine Notlandung durchgeführt werden, nachdem beide Triebwerke wegen Treibstoffmangels ausgefallen waren. Auf dem Flug nach Comodoro Rivadavia geriet die Maschine in Nebel, woraufhin der Kommandant beschloss, nach Bahia Blanca zurückzukehren. Dabei verloren die Piloten die Orientierung, gerieten über das Meer, flogen wieder Richtung Land und landeten ohne Motorleistung in einem Gelände mit Bäumen und Büschen. Als eine Tragfläche gegen einen Baum prallte, wurde das Flugzeug irreparabel beschädigt. Alle 23 Insassen überlebten den Unfall.[318]

- 15. Juni – Eine Douglas DC-3/C-47B-5-DK der costa-ricanischen Lacsa (TI-1002) kollidierte bei schlechter Sicht mit einem Berg. Das Flugzeug befand sich auf dem Weg von Palmar Sur (Provinz Puntarenas) nach San Isidro de El General (Provinz San José). Von den 15 Insassen kamen neun ums Leben.[319]

- 15. Juni – Eine Lockheed 18-56-23 Lodestar der LAN Chile (CC-CLD-0100) stürzte kurz nach dem Start vom Flughafen von Copiapó (Chile) aufgrund eines Triebwerkfeuers ab.[320]

- 16. Juni – An einer Douglas DC-3/C-47A-65-DL der französischen Aigle Azur (F-BEST) brach während des Fluges ein Feuer aus. Das Flugzeug stürzte am Hügel Phou-Lassi in Laos ab. Das Wrack wurde erst zwei Wochen später, am 29. Juni, gefunden. Die Maschine hatte sich auf einem Flug von Vientiane nach Saigon befunden. Alle 34 Insassen, 5 Besatzungsmitglieder und 29 Passagiere wurden getötet.[321]

- 17. Juni – Eine Lockheed L-049 Constellation der brasilianischen Panair do Brasil (PP-PDA) wurde 6,5 Kilometer südwestlich des Zielflughafens São Paulo-Congonhas (Brasilien) in einem engen Tal ins Gelände geflogen. Die aus Rio de Janeiro kommende Maschine wurde zerstört. Bei diesem CFIT (Controlled flight into terrain) wurden alle 17 Insassen getötet, sieben Besatzungsmitglieder und 10 Passagiere.[322]

- 17. Juni – Eine Douglas DC-4/C-54A-5-DO der Aerolíneas Argentinas (LV-ABQ) wurde im Anflug auf den Flughafen Córdoba (Argentinien) durch grobe Navigationsfehler, verbunden mit falschen Windangaben, 12 Kilometer vor der Landebahn ins Gelände geflogen. Bei diesem CFIT (Controlled flight into terrain) überlebten trotzdem alle 41 Insassen, sieben Besatzungsmitglieder und 34 Passagiere, den Unfall.[323]

- 25. Juni – Eine aus Paris kommende De Havilland Comet 1A der französischen UAT (F-BGSC) überrollte bei der Landung auf dem Flughafen Dakar-Yoff das Landebahnende. Sie kreuzte dabei einen Entwässerungsgraben, was zum Verlust ihres Fahrwerks führte, und blieb rund 40 Meter hinter dem Landebahnende auf dem Rumpf liegen. Alle zehn Passagiere und sieben Besatzungsmitglieder überlebten. Die erst acht Wochen alte Maschine wurde irreparabel beschädigt.[324]

- 29. Juni – Bei einer Douglas DC-3A der US-amerikanischen Western Air Lines (N15569) schlug unmittelbar nach dem Abheben auf dem Flughafen Los Angeles (Kalifornien, USA) die rechte Tragfläche auf den Boden. Sie brach ab und das Flugzeug kam nach einem Ringelpiez zum Stillstand. Offensichtlich waren bei der vorherigen Überholung des Flugzeugs die Steuerkabel für die Querruder vertauscht angeschlossen worden. Eines der drei Besatzungsmitglieder auf dem Testflug wurde getötet.[325]

- (A) 12. Juli – Eine Douglas DC-6A der US-amerikanischen Transocean Air Lines (N90806) stürzte ca. 630 Kilometer östlich der Insel Wake in den Pazifik. Zum Unfallzeitpunkt wurden in der Region Gewitter mit starken Turbulenzen registriert. Alle 58 Personen an Bord starben (siehe Transocean-Air-Lines-Flug 512).[326]

- 19. Juli – Eine Curtiss C-46F-1-CU Commando der US-amerikanischen Southern Air Transport (N1679M) schlug kurz vor der Landung auf dem Dallas Love Field (Texas, USA) auf einer Böschung auf. Die Maschine sprang hoch und stürzte ab. In der Absturzsequenz brach die rechte Tragfläche ab, woraufhin das Flugzeug sich auf den Rücken drehte. Beide Piloten, die einzigen Insassen auf dem Frachtflug, überlebten den Unfall.[327]

- 25. Juli – Am Flughafen Kalkutta geriet eine De Havilland Comet 1 der britischen BOAC (G-ALYR) beim Rollen auf unbefestigten Boden, wobei das rechte Fahrgestell nach oben durch die Tragfläche gedrückt wurde, was zum Totalschaden führte. Auslöser war eine Fehlkonstruktion der Scheinwerfer der Comet. Alle 42 Personen an Bord blieben unverletzt.[328]

- 30. Juli – Eine Douglas DC-3/C-47A-20-DL der vietnamesischen Regierung (F-VNAD) brannte auf dem Flughafen Hanoi/Gia Lam (Vietnam) bei einem Treibstoffbrand vollständig aus. Über Personenschäden ist nichts bekannt.[329]

- 3. August – An einer Lockheed L-749A Constellation der französischen Air France (F-BAZS) entstanden auf einem Nachtflug von Rom nach Beirut starke Vibrationen, woraufhin das Triebwerk Nr. 3 (rechts innen) von der Tragfläche abbrach. Die Vibrationen blieben bestehen und die Flughöhe konnte nicht mehr gehalten werden. Bei Fethiye (Türkei) wurde eine Notwasserung im Mittelmeer durchgeführt, 2400 Meter von der Küste entfernt. Beim Untergang des Flugzeugs kamen 4 Passagiere von den insgesamt 42 Insassen ums Leben. Auslöser war zunächst der Bruch eines Propellerblatts mit folgender starker Unwucht. Das Wrack wurde erst im Jahr 2018 von einem Schiff der türkischen Marine entdeckt.[330]

- 3. August – Eine Douglas DC-3/C-47-DL der pakistanischen Orient Airways (AP-AAD) geriet kurz nach dem Start vom Flughafen Schardscha (Britisches Emirat) in eine steile Sinkkurve. Die Maschine wurde vom Ersten Offizier vom linken Sitz des Kapitäns geflogen. Der Kapitän übernahm die Steuerung, konnte aber den Aufschlag auf den Boden nicht mehr verhindern. Der Erste Offizier hatte in der Dunkelheit die Kontrolle verloren, weil er den Instrumentenflug nicht beherrschte. Von den 25 Insassen wurde ein Passagier getötet.[331]

- 4. August – Eine Handley Page Marathon 1A der Union of Burma Airways (XY-ACX) überrollte bei der Landung auf dem Flughafen von Myaungmya (Birma) das Ende der Landebahn und fing Feuer. Alle 21 Insassen, 3 Besatzungsmitglieder und 18 Passagiere, überlebten. Das Flugzeug wurde zerstört.[332]

- 12. August – An einer Vickers Viking 1B der British European Airways (BEA) (G-AIVG) platzte beim Start vom Flughafen Paris-Le Bourget (Frankreich) ein Reifen. Die Piloten kehrten zurück und machten eine geplante Bauchlandung. Dabei wurde das Flugzeug irreparabel beschädigt. Alle 34 Insassen, die vier Besatzungsmitglieder und 30 Passagiere, überlebten den Unfall.[333]

- 18. August – Eine Curtiss C-46A-1-CU Commando der mexikanischen Aerovias Contreras (XA-GOT) wurde ostsüdöstlich des Flughafens San Diego (Kalifornien, USA) in einen Hügel geflogen. Bei diesem CFIT (Controlled flight into terrain) wurden beide Piloten getötet, die einzigen Insassen auf dem Frachtflug.[334]

- 20. August – Mit einer Curtiss C-46A Commando der brasilianischen Companhia Itaú de Transportes Aéreos (PP-ITD) kam es nach dem Durchstarten am Flughafen Corumbá (Brasilien) zum Strömungsabriss und Absturz. Von den vier Besatzungsmitglieder kamen 3 ums Leben. Die Maschine konnte repariert werden.[335]

- 23. August – Eine Douglas DC-3/C-47-DL der brasilianischen REAL Transportes Aéreos (PP-YQK) stürzte auf einem Frachtflug 6 Kilometer vom Flughafen Campo Grande (Brasilien) entfernt ab. Der Unfall ereignete sich bei Nacht während stark böiger Winde, als die Piloten beim dritten Landeversuch unter die vorgeschriebene Mindestsicherheitshöhe flogen. Alle vier Besatzungsmitglieder, die einzigen Insassen, überlebten. Das Flugzeug wurde irreparabel beschädigt.[336]

- 1. September – Während des Sinkfluges auf die südfranzösische Stadt Nizza kollidierte eine Lockheed L-749A Constellation der Air France (F-BAZZ) mit einem Berg 80 Kilometer nördlich Nizza, Frankreich. Bei diesem CFIT (Controlled flight into terrain) wurden alle 42 Insassen getötet, 9 Besatzungsmitglieder und 32 Passagiere.[337]

- 1. September – Eine Douglas DC-3/C-49K der US-amerikanischen Regina Cargo Airlines (N19941) wurde 19 Kilometer südöstlich von Vail (Washington, USA) ins Gelände geflogen, 42 Kilometer vor dem Zielflugplatz McChord Air Force Base. Die Piloten flogen trotz Wetter für Instrumentenflugbedingungen im Sichtflug. Durch diesen CFIT (Controlled flight into terrain) wurden alle 21 Insassen getötet, zwei Besatzungsmitglieder und 19 Passagiere.[338]

- 6. September – An einer Lockheed L-1049 Super Constellation der US-amerikanischen Northwest Airlines (N6214C) überdrehte kurz nach dem Start vom Flughafen Seattle-Tacoma der Propeller Nr. 3 (rechts innen). Obwohl er in die Segelstellung geschaltet wurde, drehte er mit 400 rpm weiter. Im Steigflug durch 5000 Fuß musste wegen starken Ölverlusts auch das Triebwerk Nr. 4 (rechts außen) abgestellt werden. Für die Notlandung auf der 40 Kilometer südlich von Seattle gelegenen McChord Air Force Base (Washington, USA) konnte aufgrund eines Konstruktionsfehlers der Super Constellation nur das rechte Hauptfahrwerk verriegelt werden. Daher schleuderte die Maschine von der Landebahn herunter und brach in Flammen aus. Alle 32 Personen an Bord, sechs Besatzungsmitglieder und 26 Passagiere, konnten rechtzeitig evakuiert werden und überlebten den Unfall.[339]

- 14. September – Eine Curtiss C-46A-1-CU Commando der brasilianischen Loide Aéreo Nacional (PP-LDM) streifte bei der Rückkehr im Anflug auf den Flughafen São Paulo–Congonhas (Brasilien) Bäume und fiel zu Boden. Ursache war die falsche Auslegung der Navigationskarten für die Instrumentenlandung unter IFR-Bedingungen. Alle 17 Insassen, fünf Besatzungsmitglieder und 12 Passagiere, überlebten den Unfall.[340]

- 16. September – Eine Convair CV-240-0 der American Airlines (N94255) wurde im Anflug auf den Flughafen Albany (New York, USA) fünf Kilometer südwestlich des Flughafens bei Nebel in den Boden geflogen. Bei diesem CFIT (Controlled flight into terrain) wurden alle 28 Insassen, 3 Besatzungsmitglieder und 25 Passagiere, getötet.[341]

- 22. September – An einer Curtiss C-46F-1-CU Commando der US-amerikanischen Caribbean-American Airlines, betrieben für North Star Airlines (N1673M), brach kurz nach dem Start vom Flughafen Miles City (Montana, USA) im Triebwerk Nr. 2 (rechts) ein Feuer aus. Die Piloten versuchten, zum Flugplatz zurückzukehren, mussten jedoch eine Notlandung in einem Stoppelfeld durchführen. Das Flugzeug wurde durch Feuer zerstört. Alle 44 Insassen, sieben Besatzungsmitglieder und 37 Passagiere, überlebten den Unfall.[342]

- 25. September – Eine Douglas DC-3/C-47A-35-DL der türkischen Türkiye Devlet Hava Yollari (DHY) (der heutigen Turkish Airlines) (TC-EGE) stürzte nach dem Start vom Flughafen Ankara-Etimesgut (Türkei) in ein trockenes Flussbett, nachdem ein Triebwerksbrand entstanden war. Von den 21 Insassen kamen ums 5 Leben, vier Besatzungsmitglieder und ein Passagier.[343]

- 28. September – Eine Curtiss C-46F-1-CU Commando der US-amerikanischen Resort Airlines (N66534), gemietet von der USAF, nahm beim Durchstarten am Flughafen Louisville-Standiford (Kentucky, USA) eine extrem steile Steigfluglage ein. In einer Höhe von 100 Metern kam es zum Strömungsabriss, die Maschine schlug auf dem Boden auf und explodierte in Flammen. Von den 41 Insassen kamen 25 ums Leben, alle drei Besatzungsmitglieder und 22 Passagiere. Auslöser war das Abbrechen des linken Höhenruders, welches auf den Einbau nicht zulässiger Teile und mangelhafte Wartung zurückzuführen war.[344]

- 13. Oktober – Bei einer Sud-Ouest S.O.30P Bretagne der Air Maroc (F-DABD) kam es kurz nach dem Start vom Flughafen Tanger (Marokko) zu Triebwerksproblemen. Bei einer Bruchlandung auf dem Strand kam ein Passagier ums Leben. Das Flugzeug wurde irreparabel beschädigt. Es war auf dem Weg nach Casablanca.[345]

- (A) 14. Oktober – Kurz nach dem Abheben vom Flughafen Frankfurt, Deutschland, stürzte 2150 Meter hinter dem Pistenende von Startbahn 25 eine Convair CV-240 der belgischen Sabena (OO-AWQ) aus geringer Höhe in den Kelsterbacher Wald. Die mangelnde Motorenleistung wurde verursacht durch starken Bleiansatz an den Zündkerzen, der Zündaussetzer zur Folge hatte. Alle 44 Menschen an Bord starben. Es war der schwerste Unfall einer Convair CV-240, gemessen an der Anzahl der Todesopfer (siehe auch Flugunfall der Sabena bei Kelsterbach).[346][347]

- 17. Oktober – Eine Douglas DC-3/C-47B-1-DK der französischen Service Impérial de Liaisons Aériennes – SILA (F-VNAE) stürzte in der Nähe von Lai Châu (Stadt) (Vietnam) beim Abwerfen von Versorgungsgütern ab. Zwei der 7 Besatzungsmitglieder, der einzigen Insassen auf dem Frachtflug, kamen ums Leben.[348]

- 19. Oktober – Eine Douglas DC-3 der mexikanischen Petróleos Mexicanos (Pemex) (XC-PMX) stürzte nahe Mamulique (Mexiko) in eine Schlucht, 46 Kilometer nördlich vom Ausgangspunkt Flughafen Monterrey-Del Norte. Alle 15 Insassen kamen ums Leben.[349]

- (A) 19. Oktober – Eine Lockheed L-749A Constellation der US-amerikanischen Eastern Air Lines (N119A) wurde kurz nach dem Start vom Flughafen New York-Idlewild in den Boden geflogen. Ursache war die fehlerhafte Wahrnehmung der Fluglage durch die Piloten beim Start in ein Nebelgebiet. Bei diesem CFIT (Controlled flight into terrain) wurden zwei der 27 Insassen getötet (siehe auch Eastern-Air-Lines-Flug 627).[350]

- 29. Oktober – Eine Douglas DC-6 der australischen British Commonwealth Pacific Airways (VH-BPE) wurde im Anflug auf den Flughafen San Francisco (Kalifornien, USA) in Bäume auf einem Hügel geflogen, 12 Kilometer südöstlich der Half Moon Bay. Dann überquerte sie eine schmale Schlucht und prallte etwa eine halbe Meile nach dem ersten getroffenen Baum gegen einen steil ansteigenden Hang. Durch diesen CFIT (Controlled flight into terrain) wurden alle 19 Insassen getötet, acht Besatzungsmitglieder und 11 Passagiere.[351]

- 3. November – Eine Douglas DC-3-314 der Lloyd Aéreo Boliviano (CP-600) kollidierte nahe Tarabuco mit einem Berg. Das Flugzeug befand sich auf dem Weg von Camiri nach Sucre. Alle 28 Insassen starben.[352]

- 4. Dezember – Eine Bristol Freighter Mk. 21 der spanischen Aviaco (EC-AEG) flog auf einem Flug von Bilbao zum Flughafen Madrid-Barajas 20 Minuten Flugzeit vor Ankunft in einen Bergrücken bei Guaderrama (Spanien). 23 der 33 Insassen wurden getötet.[353]

- 12. Dezember – Eine Douglas DC-3/C-47A-DK der Indian Airlines (VT-CHF) stürzte 1200 Meter vom Flughafen Nagpur entfernt ab und explodierte. Nach einem zeitweiligen Leistungsverlust kurz nach dem Abheben flogen die Piloten eine sehr steile Rückkehrkurve in viel zu niedriger Höhe mit ausgefahrenem Fahrwerk. Von den 14 Insassen wurden 13 getötet, 3 Besatzungsmitglieder und alle 10 Passagiere.[354]

- 15. Dezember – Eine Vickers Viking 1B der ägyptischen Misrair (SU-AFK) stürzte nach dem Start vom Flughafen Kairo-Almaza (Ägypten) 8 Kilometer östlich davon auf dem Weg nach Luxor ab. Alle sechs Insassen kamen ums Leben.[355]

- 15. Dezember – Eine Curtiss C-46D-15-CU Commando der guatemaltekischen Aviateca (TG-AQA) wurde in den gut 2400 Meter hohen Berg Cerro Tecpan (Guatemala) geflogen. Bei diesem CFIT (Controlled flight into terrain) wurden beide Piloten, die einzigen Insassen auf dem Frachtflug, getötet.[356]

- 19. Dezember – Eine Convair CV-240 der belgischen Sabena (OO-AWO) wurde im Anflug auf den Flughafen Zürich (Schweiz) 2,5 Kilometer vor der Landebahn 16 in den Boden geflogen. Bei dem Nachtanflug in schlechtem Wetter waren die Piloten weit unter den Gleitpfad geflogen. Bei diesem CFIT (Controlled flight into terrain) wurde ein Passagier getötet, die anderen 39 sowie alle drei Besatzungsmitglieder überlebten.[357]

- 20. Dezember – Eine Vickers Viking 1B der britischen Eagle Aviation (G-AHPO) wurde nach einem Landeunfall auf vereister Landebahn am Flughafen Nürnberg-Fürth als Totalverlust verbucht. Die dreiköpfige Besatzung des Frachtfluges überlebte.[358][359]

### 1954
- 5. Januar – Eine Douglas DC-3/C-47A-80-DL der türkischen Türkiye Devlet Hava Yollari (DHY) (der heutigen Turkish Airlines) (Luftfahrzeugkennzeichen TC-BAG) wurde 31 Kilometer nordöstlich des Zielflughafens Çanakkale (Türkei) in einen Hügel geflogen. Bei diesem CFIT (Controlled flight into terrain) wurden 4 der 10 Insassen getötet, 2 Besatzungsmitglieder und 2 Passagiere.[360]

- 6. Januar – Eine Sud-Est SE.161 Languedoc (OD-ABU) der Air Liban geriet auf dem Flughafen Beirut beim Start nach Kuwait infolge eines Triebwerkschadens von der Startbahn ab, wobei das Fahrgestell zusammenbrach und die Maschine ausbrannte. Alle fünf Besatzungsmitglieder und vier Passagiere überlebten.[361][362]

- 10. Januar – Etwa zwanzig Minuten nach dem Start vom Flughafen Rom-Ciampino Richtung London zerbrach in der Nähe der Insel Elba (Italien) im Steigflug über dem Meer die de Havilland Comet 1 G-ALYP der britischen BOAC – alle 35 Insassen kamen ums Leben. Während der laufenden Untersuchungen wurde über die Comet vorerst ein Flugverbot verhängt. Die Unfallursache konnte zunächst nicht ermittelt werden. Nur zwei Monate nachdem das Startverbot wieder aufgehoben worden war, verunglückte am 8. April (siehe dort) eine weitere Comet unter ähnlichen Umständen.[363][364]

- 11. Januar – Eine Douglas DC-3/C-47A-80-DL der kolumbianischen Avianca (HK-160) wurde nahe Manizales (Kolumbien) in einen Berg geflogen. Bei diesem CFIT (Controlled flight into terrain) wurden alle 21 Insassen getötet, drei Besatzungsmitglieder und 18 Passagiere.[365]

- 12. Januar – Eine Douglas DC-3/C-47-A-1-DK der tschechoslowakischen CSA (OK-WDS) stieg nach dem Abheben vom Flughafen Prag-Ruzyne (Tschechoslowakei) so gut wie gar nicht, prallte gegen einen Schornstein in Hostivice, berührte Stromleitungen und stürzte etwa 500 Meter vom Flughafen entfernt ab. Alle 13 Insassen, vier Besatzungsmitglieder und 9 Passagiere, kamen ums Leben.[366]

- 14. Januar – Die Piloten einer Douglas DC-6 der Philippine Airlines (PI-C294) verloren 6 Kilometer östlich des Flughafens Rom-Fiumicino (Italien) während des Sinkflugs die Kontrolle über das Flugzeug, nachdem es in heftige Turbulenzen eingeflogen war. Alle 16 Insassen, neun Besatzungsmitglieder und 7 Passagiere, kamen ums Leben.[367]

- 20. Januar – An einer Convair CV-240-0 der US-amerikanischen American Airlines (N94244) ging unmittelbar nach dem Abheben vom Buffalo Municipal Airport (New York (Bundesstaat), USA) der linke Propeller in die Segelstellung. Es gelang den Piloten nicht, das Triebwerk wieder anzulassen, weshalb sie eine Bauchlandung in einer kleinen Lichtung machen mussten. Auslöser der plötzlichen Segelstellung war ein Defekt der Torquemeter-Boost-Pumpe. Alle 24 Insassen, drei Besatzungsmitglieder und 21 Passagiere, überlebten den Unfall.[368]

- 24. Januar – Eine Douglas DC-3/C-47A-10-DK der französischen Compagnie Autrex (F-BEFS) streifte kurz vor der Landebahn am Flughafen Beirut (Libanon) einen Hügel, woraufhin das rechte Hauptfahrwerk bei der Landung zusammenbrach und das Flugzeug irreparabel beschädigt wurde. Beitragend war das überhöhte Landegewicht der Maschine bei der ungeplanten Zwischenlandung. Alle drei Besatzungsmitglieder, die einzigen Insassen auf dem Überführungsflug von Paris nach Hanoi (Vietnam), überlebten den Unfall.[369]

- 31. Januar – Eine Douglas DC-3/C-47A-25-DL der französischen Aigle Azur (F-BGXD) wurde zerstört, als das Fahrwerk beim Start auf dem Flugplatz von Dien Bien Phu (Vietnam) schon eingefahren wurde, bevor das Flugzeug in der Luft war. Alle Insassen überlebten.[370][371]

- 31. Januar – Eine Curtiss C-46D-10-CU Commando der kolumbianischen Lineas Interamericana Aérea (HK-603) wurde bei einer Notlandung nahe dem Startflughafen Bogotá-Techo (Kolumbien), die als Bauchlandung ausgeführt wurde, irreparabel beschädigt und brannte aus. Beide Piloten, die einzigen Insassen auf dem Trainingsflug, überlebten den Unfall.[372]

- 4. Februar – Bei einer Bristol Britannia 101 des britischen Ministry of Supply (G-ALRX) musste sieben Minuten nach dem Start vom Flughafen Bristol-Filton (Großbritannien) das Triebwerk 3 (rechts innen) abgestellt werden und fing später Feuer. Als Vorsichtsmaßnahme wurde auch das benachbarte Triebwerk 4 abgestellt. Im Anflug auf Filton fielen die beiden verbliebenen Triebwerke 1 und 2 (links) aus. Sie konnten zwar schnell wieder gestartet werden, aber eine Notlandung im Marschland des Flusses Severn wurde unvermeidlich. Alle 13 Insassen, 7 Besatzungsmitglieder und 6 Passagiere, überlebten den Totalschaden der Maschine.[373]

- 13. Februar – Eine Douglas DC-3/C-47A-20-DK der französischen Air Outre Mer (F-OAHY) wurde auf dem Flugplatz Muong Sai (Laos) irreparabel beschädigt, möglicherweise durch Granatenbeschuss. Über Personenschäden ist nichts bekannt.[374][375]

- 25. Februar – Eine Douglas DC-3/C-47A-90-DL der Indian Airlines (VT-ATU) stürzte 16 Kilometer vom Flughafen Delhi-Safdarjung (Indien) entfernt ab. Auf dem Flug sollte versucht werden, die Ursache für den Unfall der DC-3 VT-CHF am 12. Dezember 1953 bei Nagpur zu ermitteln. Alle 3 Besatzungsmitglieder, die einzigen Insassen auf dem Testflug, kamen ums Leben.[376]

- 26. Februar – Eine Convair CV-240-1 der US-amerikanischen Western Airlines (N8407H) stürzte bei Wright (Wyoming, USA) aus ihrer Reiseflughöhe von 17.000 Fuß (etwa 5.200 Metern) plötzlich ab. Die Wetterbedingungen in dem Gebiet umfassten wahrscheinlich mäßige bis starke Vereisung und mäßige bis starke Turbulenzen. Alle 9 Insassen, drei Besatzungsmitglieder und 6 Passagiere, kamen ums Leben.[377]

- 4. März – Eine Douglas DC-3/R4D-3 der Aigle Azur (F-OAPC) wurde auf dem Flughafen Hanoi/Gia Lam (Vietnam) im Zuge von Kämpfen des Indochinakriegs am Boden zerstört.[378][379]

- 4. März – Eine weitere Douglas DC-3/C-47-DL der französischen Air Outre Mer (F-OANH) wurde auf dem Flughafen Hanoi/Gia Lam zerstört. Über Personenschäden ist nichts bekannt.[380][381]

- 4. März – An einer Curtiss C-46D-10-CU Commando der brasilianischen Loide Aéreo Nacional (PP-LPH) fiel während eines Trainingsflugs am Flughafen Rio de Janeiro–Santos Dumont (Brasilien) nach einem Touch-and-Go ein Triebwerk aus. Die Maschine kollidierte mit dem Mast eines Schiffs und fiel ins Wasser. Alle drei Besatzungsmitglieder, die einzigen Insassen, überlebten den Unfall. Das Flugzeug wurde irreparabel beschädigt.[382]

- 13. März – Eine Lockheed L-749A Constellation der britischen BOAC (G-ALAM) setzte bei der Landung auf dem Flughafen Singapur-Kallang vor der Landebahn auf und streifte einen Deich. Beim erneuten Aufsetzen, nun auf der Landebahn, brach das beschädigte Fahrwerk zusammen und die rechte Tragfläche vom Rumpf ab. Das Flugzeug drehte sich auf den Rücken und brannte aus. Als Ursachen wurden ein instabiler Anflug mit zu frühem Aufsetzen sowie Übermüdung der Piloten ermittelt. Von den 40 Insassen kamen 33 ums Leben, zwei Besatzungsmitglieder sowie sämtliche 31 Passagiere.[383]

- 13. März – Eine Curtiss C-46E-1-CS Commando der französischen Aigle Azur Maroc (F-DAAR) wurde auf dem Flughafen Dien Bien Phu (Vietnam) am Boden zerstört. Über Personenschäden ist nichts bekannt.[384]

- 13. März – Eine Douglas DC-3/C-47-DL der französischen Compagnie Autrex (F-BCYI) verunglückte bei der Landung auf dem Flughafen Xieng Khouang (Laos) und wurde irreparabel beschädigt. Nach einer anderen Quelle wurde das Flugzeug kurz vor der Landung abgeschossen. Alle Insassen überlebten den Unfall.[385][386]

- 16. März – In einer Convair CV-340-35 der US-amerikanischen Continental Airlines (N90853) kam es beim Start vom Flughafen Midland (Texas) (USA) in einer Höhe von 20 Metern zu schweren Vibrationen. Das Flugzeug nahm daraufhin die Nase nach unten. Die Besatzung konnte gerade noch verhindern, dass die Convair in den Boden stürzte; es gelang ihr, eine Bauchlandung auf einem unbewachsenen Feld durchzuführen. Als Ursache wurde festgestellt, dass der Kontrollverlust aufgrund eines Versagens der Druck-Zug-Stange der rechten Höhenruder-Trimmklappe ausgelöst wurde. Dies war durch einen verkehrten Einbau der rechten Höhenruder-Trimmklappenrolle verursacht worden, weil Wartungstechniker nur die Bilder des illustrierten Teilekatalogs des Herstellers als Wartungsreferenz benutzt hatten. Alle 11 Insassen, drei Besatzungsmitglieder und 8 Passagiere, überlebten den Unfall.[387]

- 25. März – Eine Douglas DC-3/C-53-DO der Aeronaves de México (XA-GUN) verunglückte auf dem Flug von Mazatlán zum Flughafen Monterrey-Del Norte. Während die Piloten auf die Landeerlaubnis warteten, flogen sie die Maschine 16 Kilometer nördlich von Monterrey gegen den Berg Friars Peak. Durch diesen CFIT (Controlled flight into terrain) wurden alle 18 Insassen getötet, drei Besatzungsmitgliedern und 15 Passagiere.[388]

- 3. April – Eine vom Flughafen Adana nach Istanbul gestartete Douglas DC-3/C-47A-80-DL der türkischen Türkiye Devlet Hava Yollari (DHY) (der heutigen Turkish Airlines) (TC-ARK) stürzte 15 Minuten nach dem Start ab. Alle 25 Insassen wurden getötet, 5 Besatzungsmitglieder und 20 Passagiere.[389]

- 4. April – Eine Douglas DC-4/C-54A-10-DC der französischen Autrex (F-BFGQ) kollidierte im Anflug auf den Flughafen Hanoi-Gia Lam (Nordvietnam) mit einem Baum und stürzte in den Roten Fluss. Alle 4 Besatzungsmitglieder, die einzigen Insassen auf dem Frachtflug, kamen ums Leben.[390]

- 8. April – Gut eine halbe Stunde nach dem Start vom Flughafen Rom-Ciampino zerbrach in der Nähe von Stromboli eine durch South African Airways gecharterte de Havilland Comet 1 der BOAC (G-ALYY) und stürzte nahe Stromboli, Italien, ins Tyrrhenische Meer – alle 21 Menschen an Bord kamen um. Innerhalb eines Jahres war es der dritte Unfall einer de Havilland Comet unter ähnlichen Umständen. Dem Typ wurde daraufhin die Musterzulassung entzogen. Durch aufwändige Untersuchungen wurde Materialermüdung durch Nutzung der Druckkabine als Unfallursache festgestellt, eine damals neue Erkenntnis, und der Flugzeugtyp umkonstruiert.[391][392][393]

- 13. April – Eine Avro York C.1 der Scottish Airlines (G-AMUM) verunglückte auf dem Flughafen Malta-Luqa. Der Anlasser eines der Triebwerke war defekt. Deshalb kam der Kapitän auf die glorreiche Idee, dieses Triebwerk anzulassen, indem der Propeller durch Fahrtwind beim Rollen beschleunigt werden sollte. Dies gelang tatsächlich, aber erst so kurz vor dem Ende der Startbahn, dass dieses zügig überrollt und das Flugzeug irreparabel beschädigt wurde. Alle 3 Besatzungsmitglieder überlebten das Missgeschick.[394]

- 23. April – Eine Douglas DC-3/C-47A-5-DK der Aerolíneas Argentinas (LV-ACX) wurde in der Region Sierra del Vilgo (Argentinien) gegen einen Berg geflogen. Die Maschine war auf dem Weg zum Flughafen Córdoba. Das Wrack wurde erst drei Tage später gefunden. Durch diesen CFIT (Controlled flight into terrain) wurden alle 25 Insassen getötet, vier Besatzungsmitglieder und 21 Passagiere.[395]

- 24. April – Die Besatzung einer SNCASE Languedoc der ägyptischen Misrair (SU-AHZ) hatte im Anflug auf den damaligen internationalen Flughafen von Damaskus (Syrien) eine Warnanzeige über ein nicht korrekt ausgefahrenes Fahrwerk. Der Fluglotse auf dem Tower teilte ihr jedoch mit, das Fahrwerk sei ausgefahren. Nach dem Aufsetzen brach das rechte Hauptfahrwerk zusammen, da es nicht verriegelt war. Alle 22 Insassen, 5 Besatzungsmitglieder und 17 Passagiere, überlebten die Bruchlandung. Das Flugzeug wurde zum Totalschaden.[396]

- 25. April – Eine Douglas DC-3/C-47-DL der französischen Compagnie Autrex (F-BCYJ) verunglückte bei der Landung auf dem Flugplatz Nam Bac (Laos). Das Flugzeug wurde irreparabel beschädigt. Die beiden Piloten, die einzigen Insassen, überlebten den Unfall.[397]

- 30. April – Eine Sud-Ouest S.O.30P Bretagne der Air Laos (F-OAMA) verunglückte beim Start vom Flughafen Saigon/Tan-Son-Nhat (Vietnam), nachdem ein Triebwerksbrand ausgebrochen war. Alle vier Besatzungsmitglieder, die einzigen Insassen auf dem Frachtflug, überlebten den Unfall. Das Flugzeug wurde zerstört.[398]

- 17. Mai – An einer Curtiss C-46A-55-CK Commando der Cubana de Aviación (CU-C556) brach bei der Landung auf dem Flugplatz Havanna-Rancho Boyeros (Kuba) das Hauptfahrwerk zusammen. Dabei wurde das Flugzeug irreparabel beschädigt. Alle Insassen überlebten den Unfall.[399]

- 21. Mai – Eine Douglas DC-3/C-47DL der französischen Compagnie Autrex (F-BEIP) stürzte 5 Kilometer südöstlich von Hanoi (Vietnam) in den Roten Fluss. Die Ladung bestand aus leeren Ölfässern. Alle 3 Besatzungsmitglieder, die einzigen Insassen auf dem Frachtflug, kamen ums Leben.[400]

- 31. Mai – Eine Douglas DC-3/C-47A-80-DL der Transportes Aéreos Nacionales (Brasilien) (PP-ANO) wurde gegen den Berg Cipo in der Bergkette Serra do Cipó (Minas Gerais, Brasilien) geflogen. Die Piloten waren 48 Kilometer von der vorgeschriebenen Route abgewichen und flogen unterhalb der Sicherheitsflughöhe. Durch diesen CFIT (Controlled flight into terrain) wurden alle 19 Insassen getötet, vier Besatzungsmitglieder und 15 Passagiere.[401]

- (A) 3. Juni – Eine Douglas DC-3/C-47-A-1-DK der belgischen Sabena (OO-CBY), die sich auf einem Tiertransport-Flug vom englischen Blackbushe Airport nach Belgrad befand, wurde beim Passieren der österreichisch-jugoslawischen Grenze bei Maribor ohne Vorwarnung von einem sowjetischen Jagdflugzeug des Typs MiG-15 beschossen. Dabei starb der Funker, zwei weitere Besatzungsmitglieder wurden verletzt. Der unverletzt gebliebene britische Erste Offizier, ein ehemaliger Kampfpilot der Royal Air Force, übernahm daraufhin die Kontrolle über die Maschine und flog Ausweichmanöver. Es gelang eine Notlandung auf dem Flughafen Graz. Ermittlungen ergaben, dass die Maschine außerhalb von jeglichen Flugverbotszonen unterwegs war, als sich der Beschuss ereignete. Die sowjetische Seite bestritt dies (siehe auch Beschuss einer Douglas DC-3 der Sabena bei Maribor).[402]

- 4. Juni – Eine Curtiss C-46A-45-CU Commando der brasilianischen VARIG (PP-VBZ) stürzte beim Start vom Flughafen São Paulo–Congonhas (Brasilien) ab. Der Grund dafür war, dass die Ruderverriegelung des Höhenruders vor dem Start nicht entfernt worden war. Alle 3 Besatzungsmitglieder, die einzigen Insassen auf dem Frachtflug, wurden getötet.[403]

- 8. Juni – Eine Douglas DC-3/C-47-DL der französischen Société des Transports Aériens d'Extrême-Orient (STAEO) (F-BCCL) verunglückte am Flughafen Da Nang (Vietnam). Alle 4 Insassen, zwei Besatzungsmitglieder und 2 Passagiere, kamen ums Leben.[404]

- 15. Juni – An einer Douglas DC-4/C-54G-1-DO der US-amerikanischen Great Lakes Airlines (1954) (N30070) geriet ein Motorbrand am Triebwerk Nr. 3 (rechts innen) derart außer Kontrolle, dass eine Notlandung nahe dem kleinen Gage Airport (Oklahoma, USA) durchgeführt werden musste. Alle 82 Insassen, drei Besatzungsmitglieder und 79 Passagiere, überlebten den Unfall. Das Flugzeug brannte komplett aus.[405][406]

- (A) 19. Juni – Eine Convair CV-240 der schweizerischen Fluggesellschaft Swissair (HB-IRW) musste auf dem Flug von Genf nach London wegen Treibstoffmangel nahe Folkestone, Großbritannien, notgewassert werden. Von den neun Insassen ertranken drei Nichtschwimmer; es gab keinerlei Schwimmwesten oder ähnliches an Bord (siehe auch Flugunfall der Swissair im Ärmelkanal).[407]

- 26. Juni – Von einer Avro York C.1 der britischen Skyways (G-AGNY) löste sich während des Fluges vom Flughafen Hamburg nach Berlin das Triebwerk Nr. 1. Es kam zum Kontrollverlust; die Maschine stürzte bei Kyritz (DDR) zu Boden. Alle 3 Besatzungsmitglieder kamen ums Leben.[408]

- 23. Juli – Eine Douglas DC-4/C-54A-10-DC der Cathay Pacific aus Hongkong (VR-HEU) wurde über dem Südchinesischen Meer von den Luftstreitkräften der Volksrepublik China abgeschossen, da diese das Flugzeug für ein taiwanisches Militärflugzeug hielten. Von den 18 Insassen wurden 10 getötet, zwei Besatzungsmitglieder und 8 Passagiere.[409]

- 3. August – Die Piloten einer Lockheed L-1049C Super Constellation der Air France (F-BGNA) wichen auf dem Flug von Paris-Orly zum Flughafen New York-Idlewild wegen Nebels zum Flughafen Boston aus. Rund 60 Kilometer vor dem Ziel ging jedoch der Treibstoff aus, und bei Preston City wurde eine Bauchlandung in einem Feld durchgeführt. Die Maschine brannte aus, dennoch überlebten alle 37 Insassen, 8 Besatzungsmitglieder und 29 Passagiere.[410]

- 9. August – Eine Lockheed L-749A-79 Constellation der kolumbianischen Avianca (HK-163) wurde 9 Kilometer westsüdwestlich des Startflughafens Lajes (Azoren, Portugal) in nur 620 Metern Höhe in einen Berg geflogen. Der Kapitän hatte nach dem Start eine Linkskurve geflogen, statt wie vorgeschrieben und vom Kontrollturm eigens noch einmal mitgeteilt nach rechts zu fliegen. Bei diesem CFIT (Controlled flight into terrain) wurden alle 30 Insassen getötet, neun Besatzungsmitglieder und 21 Passagiere.[411][412]

- 12. August – Eine Douglas DC-3 der französischen Compagnie Autrex (F-BSGS) verunglückte auf einem Flug von Saigon (Südvietnam) nach Hanoi (Nordvietnam) an einem unbekannten Ort in Vietnam. Alle 3 Besatzungsmitglieder, die einzigen Insassen, kamen ums Leben.[413]

- 15. August – Bei einer Vickers Viking 1B der britischen Airwork Services (G-AIXS) strömte 10 Minuten nach dem Start mit Ziel Nizza Öl aus dem Triebwerk Nr. 2 (rechts). Das Triebwerk wurde abgestellt. Bei der Rückkehr zum Flughafen Blackbushe (England) kam es zum Strömungsabriss. Das Flugzeug schlug 120 Meter vor der Landebahn auf den Boden und wurde irreparabel beschädigt. Alle 37 Insassen, fünf Besatzungsmitglieder und 32 Passagiere, überlebten den Unfall.[414]

- 16. August – Die Piloten einer Bristol 170 Mk.21E der Air Vietnam (F-VNAI) wichen auf ihrem Flug von Hanoi nach Saigon auf Grund von Triebwerksproblemen für eine Notlandung zum Flughafen Pakse (Laos) aus. Im Anflug stürzte die Maschine in einen Nebenfluss des Mekong. Auf dem Flug wurden Familienangehörige von Truppen aus dem Bereich des Roten Flusses im Norden Vietnams evakuiert; das Flugzeug war überladen. Von den 55 Insassen wurden 47 getötet, 46 Passagiere und ein Steward. Dies war der schwerste Unfall einer Bristol 170.[415][416]

- 22. August – Eine Douglas DC-3/C-47-DL der US-amerikanischen Braniff International Airways (N61451) wurde beim Durchflug einer Gewitterzelle 26 Kilometer südlich vom Flughafen Mason City Municipal (Iowa, USA) zu Boden gedrückt und irreparabel beschädigt. Von den 19 Insassen kamen 12 ums Leben, zwei Besatzungsmitglieder und 10 Passagiere.[417]

- (A) 23. August – Eine in Shannon gestartete Douglas DC-6B der niederländischen KLM (PH-DFO) flog nach einem unkontrollierten Irrflug über Nordholland wieder auf die Nordsee hinaus, wo das Flugzeug aufschlug.[418] Die Ursache konnte nicht geklärt werden. Alle 21 Insassen kamen ums Leben (siehe KLM-Flug 608).

- 25. August – Eine Lockheed L-749 Constellation der französischen Air France (F-BAZI) begann bei der Landung auf dem Flughafen Gander (Neufundland, Kanada), auf der nassen Landebahn nach links zu driften. Alle Versuche der Piloten, die Maschine auf der Landebahn zu halten, misslangen und das Flugzeug rutschte nach links von der Bahn in einen 7 Meter breiten Graben. Alle 67 Insassen, neun Besatzungsmitglieder und 58 Passagiere, überlebten den Unfall. Das Flugzeug wurde irreparabel beschädigt.[419]

- 30. August – Eine Sud-Ouest Bretagne der Aigle Azur (F-BEHS) wurde bei einer Notlandung in Hanoi, Nordvietnam irreparabel beschädigt. Über Personenschäden ist derzeit nichts bekannt.[420]

- 4. September – Eine Douglas DC-3/C-47B-10-DK der französischen Air Outre Mer (F-BEIO) wurde bei der Landung auf dem Flughafen Hanoi/Gia Lam (Nordvietnam) irreparabel beschädigt. Alle Insassen überlebten den Unfall.[421]

- (A) 5. September – Eine Lockheed L-1049C Super Constellation der niederländischen KLM (PH-LKY) verunglückte auf dem Flug von Shannon zum Flughafen New York-Idlewild. Die Maschine schlug beim Start 31 Sekunden nach dem Überfliegen des Starbahnendes im Schlamm des Flusses Shannon auf. Bei dem Unfall wurden 28 der 56 Insassen getötet, 3 Besatzungsmitglieder und 25 Passagiere. Die Rettungsarbeiten wurden erst eingeleitet, nachdem sich der Navigator durch das Flussdelta zum Flughafen durchgekämpft hatte. Gründe waren vorzeitiges Einfahren der Landeklappen und verfrühte Reduzierung der Motorleistung sowie ein schon länger defektes Warnlicht für den Einfahrzustand des Fahrwerks (siehe auch KLM-Flug 633).[422][423]

- 12. September – Die Piloten einer Douglas DC-3/C-47A der brasilianischen Cruzeiro do Sul (PP-CDJ) kehrten zum Startflughafen Rio de Janeiro-Santos Dumont (Brasilien) zurück, als die Wetterbedingungen am Zielflughafen São Paulo-Congonhas unter die Minima gefallen waren. Wegen schwerer Vibrationen im Triebwerk 1 (links) wurde dieses abgestellt. Im Endanflug war das Flugzeug zu hoch; beim versuchten Durchstarten geriet das Flugzeug in einen Sinkflug und schlug auf das Wasser der Guanabara-Bucht auf. Bei diesem Unfall wurden 6 der 21 Passagiere getötet, alle 4 Besatzungsmitglieder und die anderen 15 Passagiere überlebten.[424]

- 15. September – Eine Vickers Viking 1B der ägyptischen Misrair (SU-AFO) stürzte auf einem Testflug nach einer größeren Inspektion am Flughafen Kairo-Almaza (Ägypten) ab. Beim Durchstarten mit einem simulierten Triebwerksausfall kam es zum Strömungsabriss und Absturz. Drei der vier Besatzungsmitglieder kamen um.[425]

- 22. September – Eine Avro York C.1 der Scottish Airlines (G-ANRC) driftete beim Seitenwind-Start auf dem Flughafen Stansted (UK) nach links weg; es wurde überkorrigiert und die Maschine schwang nach rechts, wobei das Fahrwerk zusammenbrach. Ein Feuer brach aus und zerstörte das Flugzeug. Alle 49 Insassen, 5 Besatzungsmitglieder und 44 Passagiere, überlebten.[426]

- 11. Oktober – Mit einer Douglas DC-3/C-47-DL der pakistanischen Orient Airways (AP-AAF) kam es nach dem Start vom Flughafen Skardu (Pakistan) zu einer Notlandung im Einzugsgebiet des Flusses Skardu. Das Flugzeug wurde irreparabel beschädigt. Alle 11 Insassen, drei Besatzungsmitglieder und acht Passagiere, überlebten den Unfall.[427]

- 16. Oktober – Der Kapitän einer Convair CV-240-6 der Aerolíneas Argentinas (LV-ADQ) versuchte, eine markante Frontalzone des Wetters zu unterfliegen statt ihr auszuweichen. Dabei wurde die Maschine schließlich bei Capilla del Señor (Argentinien) in den Boden geflogen und irreparabel beschädigt. Der Unfall ereignete sich 78 Kilometer nordwestlich vom Flughafen Buenos Aires–Ezeiza (Argentinien), wo die Maschine gestartet war. Alle 32 Insassen, fünf Besatzungsmitglieder und 27 Passagiere, überlebten den Unfall.[428]

- 31. Oktober – Eine Vickers Viscount 720 der Trans Australia Airlines (VH-TVA) stürzte kurz nach dem Start vom Flughafen in Mangalore (Victoria) ab. Von den acht Insassen dieses Trainingsfluges kamen drei ums Leben.[429]

- 16. November – Eine Douglas DC-3 der TAM Peru (Transporte Aéreo Militar) (FAP403) flog auf dem Weg vom Flughafen Pucallpa nach Lima in einer Höhe von 5500 Meter (18.000 Fuß) in den Berg Jirishanca. Erst am 4. Dezember wurde das Flugzeug gefunden. Alle 24 Insassen wurden getötet (3 Besatzungsmitglieder und 21 Passagiere).[430][431]

- 30. November – Eine Douglas DC-3 der Northeast Airlines (N17891) befand sich auf dem Weg von Laconia (New Hampshire) zum 120 Kilometer nördlich davon gelegenen Flughafen von Berlin (New Hampshire). Im Anflug auf den Berlin Regional Airport in Milan (New Hampshire) wurde die Maschine in den 1050 Meter hohen Berg Mount Success geflogen, noch 22 Kilometer südöstlich des Ziels. Bei diesem CFIT (Controlled flight into terrain) wurden der Erste Offizier und ein Mitarbeiter der Northeast Airlines getötet; der Kapitän, die Stewardess und zwei der drei Passagiere überlebten verletzt. Der Kapitän hatte zu weit vom Flughafen entfernt versucht, unter eine Wolkendecke zu gelangen, um einen Sichtanflug durchführen zu können. Außerdem befand sich die Maschine 13 Kilometer östlich des vorgesehenen Flugwegs.[432][433]

- 4. Dezember – Eine Douglas DC-3/C-47A-70-DL der Aigle Azur (F-BEIA) stürzte 30 Kilometer nördlich des Startflughafens Luang Prabang, Laos, ab. Die Maschine war im Auftrag der Air Laos unterwegs, um deren ersten Linienflug auf der Strecke Vientiane – Luang Prabang – Namtha – Muong-Sing durchzuführen. Alle 29 Insassen, 3 Besatzungsmitglieder und 26 Passagiere kamen ums Leben.[434][435]

- 12. Dezember – Eine Douglas DC-3/C-47A-10-DK der tschechoslowakischen CSA (OK-WDK) schlug 14,5 Kilometer nordnordöstlich des Flughafens Bratislava (Tschechoslowakei) in einem Wald auf. Im Anflug waren offensichtlich die Pitotrohre durch Niederschlag blockiert, so dass keine zuverlässige Geschwindigkeits- oder Höhenanzeige mehr erfolgen konnte. Die Staurohrheizung wurde im Wrack ausgeschaltet vorgefunden. Alle 4 Besatzungsmitglieder, die einzigen Insassen auf dem Frachtflug, wurden getötet.[436]

- 17. Dezember – Eine Lockheed L-1049E Super Constellation der Trans-Canada Air Lines (CF-TGG) flog beim Landeanflug auf den Flughafen Toronto-Malton (Canada) zu tief an und zerbrach in drei Teile auf einem Feld, noch 19 Kilometer vor der Landebahn. Alle 23 Passagiere und Besatzungsmitglieder überlebten den Unfall. Die Piloten waren zu weit unterhalb des Instrumentenanfluggleitpfades angeflogen. Möglicherweise führte Übermüdung der Flugbesatzung zu einer Fehlinterpretation der Höhenanzeige.[437][438]

- (A) 18. Dezember – Eine Douglas DC-6B der italienischen Fluggesellschaft Linee Aeree Italiane (I-LINE) kollidierte beim vierten Anflugversuch auf den Flughafen New York-Idlewild, New York City im Nebel mit der Anflugbefeuerung, stürzte in das kalte Wasser der Jamaica Bay und explodierte. Von den 32 Menschen an Bord starben 26, 6 wurden gerettet. Ursache des zur Kollision führenden instabilen Anflugs war Übermüdung der Besatzung, die rund 30 Stunden auf der Strecke von Rom über Mailand, Paris, Shannon, Gander und Boston nach New York eingesetzt wurde (siehe auch Linee-Aeree-Italiane-Flug 451 (1954)).[439][440][441]

- 25. Dezember – Mit einer Boeing 377 der British Overseas Airways Corporation (BOAC) (G-ALSA) kam es auf dem Flughafen Prestwick zu einem extrem harten Aufsetzen vor dem Landebahnanfang. Die aus London kommende Maschine sprang wieder hoch und stürzte auf die Landebahn. Von den 36 Insassen wurden 28 getötet, darunter alle Passagiere bis auf einen.[442][443]

- 29. Dezember – An einer Curtiss C-46 Commando der kolumbianischen Líneas Aéreas del Caribe (LIDCA) (HK-459) brach kurz nach dem Start vom Flughafen Barranquilla (Kolumbien) ein Brand im Triebwerk Nr. 2 (rechts) aus. Das Flugzeug schlug auf dem Boden auf und wurde irreparabel beschädigt. Alle vier Insassen, die einzigen Insassen auf dem Frachtflug, überlebten den Unfall.[444]

### 1955
- 10. Januar – Eine Lockheed 18-50 Lodestar der US-amerikanischen National Airlines (Luftfahrzeugkennzeichen N33369) kam nach einem Triebwerksschaden beim Start auf dem Flughafen St. Petersburg-Pinellas (Florida) von der Bahn ab. Das Fahrwerk brach zusammen, ein Tank riss auf. Alle 13 Insassen überlebten. Das Flugzeug wurde als Totalverlust abgeschrieben.[445]

- (A) 12. Januar – Eine Martin 2-0-2 der US-amerikanischen Trans World Airlines (TWA) (N93211) kollidierte kurz nach dem Start vom Flughafen Cincinnati (Kentucky, USA) in etwa 250 Meter Höhe mit einer Douglas DC-3 (N999B) und stürzte 4 Kilometer westlich ab. Alle 13 Insassen sowie die beiden der DC-3 kamen um (siehe auch Trans-World-Airlines-Flug 694).[446][447]

- 21. Januar – Eine Douglas DC-3/C-47A-25-DK der Indian Airlines (VT-COZ) wurde im Anflug auf den Flughafen Guwahati (Indien) etwa 15 Kilometer davor in Bäume geflogen. Durch diesen CFIT (Controlled flight into terrain) wurden alle 3 Besatzungsmitglieder getötet, die einzigen Insassen auf dem Frachtflug.[448]

- 22. Januar – Eine Curtiss C-46F-1-CU Commando der US-amerikanischen Resort Airlines (N1242N) wurde im Anflug auf den Flughafen Chattanooga (Tennessee, USA) unter den Gleitpfad geflogen und rammte Bäume. Ein Teil der linken Tragfläche brach ab, das Flugzeug stürzte auf den Boden und kam an einem Bahndamm und einer Brücke zum Stehen. Bei diesem CFIT (Controlled flight into terrain) überlebten beide Piloten, die einzigen Insassen auf dem Frachtflug.[449]

- 2. Februar – Eine Douglas DC-3/C-47A-20-DK der Indian Airlines (VT-CVB) wurde nach dem nächtlichen Start vom Flughafen Nagpur (Indien) in einer Kurve auf den Boden geflogen, zerlegte sich und ging in Flammen auf. Bei diesem CFIT (Controlled flight into terrain) wurden alle 10 Insassen getötet, vier Besatzungsmitglieder und 6 Passagiere.[450]

- 5. Februar – Eine Bristol 170 Freighter 21E der nigerianischen West African Airways Corporation (VR-NAD) stürzte während des Flugs von Enugu nach Calabar aus 1200 Meter Höhe ab. Grund war das strukturelle Versagen der linken Tragfläche. Keiner der 13 Insassen überlebte den Absturz in eine dicht bewaldete Hügelgegend.[451]

- 5. Februar – Eine Curtiss C-46 Commando der kolumbianischen Lineas Interamericana Aérea (LIA) (HK-6..) geriet bei der Landung auf dem Flughafen Bogotá-Techo (Kolumbien) von der Landebahn ab und rollte in eine Gruppe von Arbeitern. Einer davon wurde getötet. Alle Insassen auf dem Frachtflug überlebten den Unfall. Das Flugzeug wurde nur leicht beschädigt.[452]

- 13. Februar – Eine Douglas DC-6 der belgischen Sabena (OO-SDB) auf dem Weg von Brüssel nach Leopoldville (Kongo) über Rom-Ciampino wurde 96 Kilometer nordöstlich von diesem Flughafen in 1700 Meter Höhe in den Berg Monte Terminillo geflogen. Die Besatzung hatte teilweise die Orientierung verloren und war weit vom Kurs abgekommen. Alle 29 Insassen wurden getötet.[453]

- (A) 19. Februar – Eine zweimotorige Martin 404 der US-amerikanischen TWA (N40416) prallte nach dem Start vom Flughafen Albuquerque (New Mexico, USA) nach Santa Fé in dichten Wolken gegen den Gebirgszug Sandia, in einer Höhe von rund 3000 Meter und 21 Kilometer nordöstlich des Startflughafens. Die dreiköpfige Besatzung und die 13 Passagiere waren sofort tot. Dies war der erste Totalverlust einer Martin 4-0-4. Der unausgesprochene Verdacht eines erweiterten Selbstmordes durch Flugkapitän Ivan Spong konnte erst in jahrelangen Recherchen der Pilotenvereinigung ALPA ausgeräumt werden. Ursache des Unfalls war ein hängengebliebener Kurskreisel (siehe auch Trans-World-Airlines-Flug 260).[454][455]

- 23. Februar – Eine Douglas DC-47B-15-DK der Central African Airways (VP-YKO) verunglückte während des Starts vom Flughafen Salisbury-Belvedere. Das Flugzeug hatte gerade abgehoben und das Fahrwerk war eingefahren, als sich Rauch im Cockpit entwickelte und der Pilot Flying sich zu einer Bauchlandung entschloss. Dabei brachen die Propeller ab, schnitten durch den Rumpf und töteten den Flugingenieur. Das Flugzeug kam hinter der Landebahn zum Stehen. Die weiteren 25 Insassen, 4 Besatzungsmitglieder und 21 Passagiere, überlebten.[456]

- 6. März – Eine Douglas DC-3A der brasilianischen REAL Transportes Aéreos (PP-YPZ) kollidierte beim Durchstarten am Flughafen von Vitória da Conquista (Brasilien) mit einem Pfosten. Die Maschine stürzte ab und fing Feuer. Grund für das Durchstarten war ein Verriegelungsfehler des Fahrwerks. Von den 21 Insassen wurden 5 getötet, ein Besatzungsmitglied und 4 Passagiere.[457]

- 8. März – Eine Douglas DC-3A-228D der Mexicana de Aviación (XA-DIK) verunglückte in der Bergkette Cerro del Cabre, 20 Kilometer westnordwestlich des Zielflugplatzes Talpa de Allende (Mexiko). Die Maschine befand sich auf dem nur 52 Kilometer langen Flug von Puerto Vallarta. Alle 26 Insassen, drei Besatzungsmitglieder und 23 Passagiere, wurden getötet.[458]

- 14. März – Eine Douglas DC-3/C-47A-35-DL der Air Laos (F-BFGN) verunglückte nach dem Start vom Flughafen Phonesavanh (Laos). Alle Insassen überlebten den Unfall. Das Flugzeug wurde irreparabel beschädigt.[459]

- 17. März – Eine Vickers Viking 1B der Central African Airways (VP-YEX) setzte während eines heftigen Regenschauers auf dem Flughafen Salisbury (Rhodesien) vor der Landebahn auf und rutschte noch 300 bis 400 Meter weiter. Das Flugzeug wurde irreparabel beschädigt. Alle 28 Insassen, 5 Besatzungsmitglieder und 23 Passagiere, überlebten.[460]

- 18. März – Eine Douglas DC-3 der Air France (F-BAXL) kollidierte unmittelbar nach dem Start von der Startbahn 31 des Flughafens Beauvais-Tillé (Frankreich) mit einer Hochspannungsleitung. Neun Personen an Bord kamen ums Leben.[461]

- 20. März – Eine Convair CV-240-0 der US-amerikanischen American Airlines (N94234) wurde im Anflug auf den Springfield-Municipal Airport (Missouri, USA) 400 Meter vor der Landebahn in den Boden geflogen. Trotz tiefer Wolken war ein Sichtanflug durchgeführt worden. Bei diesem CFIT (Controlled flight into terrain) wurden 13 der Insassen getötet, 2 Besatzungsmitglieder und 11 Passagiere. Die übrigen 22 Insassen überlebten.[462][463]

- 26. März – Das Triebwerk Nr. 3 einer Boeing 377 der US-amerikanischen Pan American World Airways (N1032V) riss im Flug ab. Der Besatzung gelang eine Notwasserung etwa 56 Kilometer vor der Küste Oregons. Bei dem Unfall kamen 4 der 23 Insassen ums Leben.[464]

- 29. März – Eine Douglas DC-3/C-47A-20-DK der indischen Airways (India) (VT-CUZ) setzte bei der Landung auf dem Flughafen Khowai (Indien) zu spät auf und überrollte das Ende der nassen Landebahn. Die Maschine blieb in einem Graben stecken und wurde irreparabel beschädigt. Alle acht Insassen, vier Besatzungsmitglieder und 4 Passagiere, überlebten den Unfall.[465]

- 2. April – Eine Curtiss C-46A-45-CU Commando der US-amerikanischen Aaxico Airlines (N51424) stürzte nahe Pensacola (Florida, USA) ins Meer, als sie ein Gebiet mit Gewittern und Turbulenz durchflog. Beide Piloten, die einzigen Insassen auf dem Frachtflug, kamen ums Leben.[466]

- 3. April – Eine Curtiss C-46A-60-CK Commando der brasilianischen Companhia Itaú de Transportes Aéreos (PP-ITG) wurde bei einem Instrumentenanflug auf den Flughafen Vitória (Brasilien) in einen Hügel 2 Kilometer vor der Landebahn geflogen. Durch diesen CFIT (Controlled flight into terrain) wurden alle 3 Besatzungsmitglieder getötet, die einzigen Insassen auf dem Überführungsflug.[467]

- (A) 4. April – In einer Douglas DC-6 der US-amerikanischen United Airlines (N37512) wurde beim Start auf dem Flughafen Islip-Long Island MacArthur (Long Island, USA) der Gashebel des Triebwerks Nr. 4 (rechts außen) versehentlich in die Schubumkehr-Position gestellt. Da die anderen drei Motoren vollen Vorwärts-Schub lieferten, senkte sich in 15 Metern Höhe die rechte Tragfläche, bis in etwa 40 Metern Höhe die Schräglage 90 Grad erreicht hatte. Durch den Kontrollverlust stürzte die Maschine zu Boden und ging in Flammen auf. Alle 3 Besatzungsmitglieder, die einzigen Insassen auf dem Trainingsflug, wurden getötet (siehe auch Flugunfall der United Air Lines am Long Island MacArthur Airport 1955).[468]

- 11. April – Eine Avro York C.1 der kanadischen Associated Airways (CF-HMZ) verunglückte beim Start mit acht Tonnen Fracht vom Flughafen Yellowknife (Nordwest-Territorien). Die beiden Piloten überlebten den Unfall, das Flugzeug wurde zerstört.[469]

- (A) 11. April – An Bord einer Lockheed L-749A Constellation der Air India (VT-DEP) wurde durch eine Zeitbombe eine Explosion verursacht. Die Maschine befand sich im Reiseflug zwischen Hongkong und Jakarta. Die Bombe war im rechten Hauptfahrwerkschacht platziert gewesen, wo sie bei ihrer Detonation Treibstoffleitungen zerriss und ein Feuer auslöste. An der rechten Tragfläche entstand ein Feuer, woraufhin Triebwerk Nr. 3 abgestellt wurde. Während eines Notsinkflugs fielen auch die hydraulischen und elektrischen Systeme aus. Aufgrund des dichten Rauchs im Cockpit missglückte eine Notwasserung bei den Natuna-Inseln (Indonesien), da die Maschine mit der rechten Tragflächenspitze zuerst auf dem Wasser aufschlug und abstürzte. Wahrscheinlich war der Premierminister der Volksrepublik China Zhou Enlai das Ziel des Anschlags, der jedoch erst drei Tage später nach Jakarta reiste. Von den 19 Insassen kamen 16 ums Leben, fünf Besatzungsmitglieder und alle 11 Passagiere (siehe auch Air-India-Flug 300).[470][471]

- 12. April – Eine Avro York C.1 der kanadischen Arctic Wings (CF-HMX) kollidierte am Hall Lake (Nordwest-Territorien) mit einem Schneewall und wurde irreparabel beschädigt. Alle Insassen überlebten.[472]

- 18. April – Eine von Flughafen Yaoundé-Ville kommende De Havilland Heron 1B der französischen Union Aéromaritime de Transport (UAT) (F-BGOI) flog in den Berg Kupe (Kamerun). Alle 12 Insassen wurden getötet; ein erster nigerianischer Zeitungsbericht, nach dem es vierzehn Insassen und zwei Überlebende gegeben haben sollte, hat sich nicht bestätigt.[473][474]

- 18. Mai – Eine Douglas DC-3/C-47B-40-DK der East African Airways (VP-KKH) wurde in den Südosthang des Mawenzi im Kilimandscharo-Massiv geflogen. Die Maschine startete um 10:39 Lokalzeit vom Flughafen Daressalam nach Nairobi. Um 11:56 Uhr wurde aus einer Höhe von etwa 3200 Meter (FL105) die letzte Positionsmeldung empfangen. Das Wrack der Maschine wurde vier Tage später entdeckt. Durch diesen CFIT (Controlled flight into terrain) wurden alle 16 Passagiere und die 4 Besatzungsmitglieder getötet.[475]

- 26. April 1955 Eine Curtiss C-46D-10-CU Commando der venezolanischen RANSA – Rutas Aéreas Nacionales SA (YV-C-ARD) stürzte nahe dem Flughafen Caracas (Venezuela) ins Meer. Alle 3 Besatzungsmitglieder, die einzigen Insassen auf dem Testflug, kamen ums Leben.[476]

- 26. Mai – Eine Avro York C.1 der kanadischen Associated Airways (CF-HMY) kollidierte nach dem Abheben vom Edmonton Municipal Airport (Alberta) mit einem Hindernis, stürzte ab und fing Feuer. Die beiden Besatzungsmitglieder wurden getötet. Unter den herrschenden Wetterverhältnissen wäre ein sicherer Start nicht möglich gewesen. Allerdings hatte die Fluggesellschaft die Piloten weder mit für die Berechnung notwendigen Unterlagen versehen noch die Piloten auf ihre Eignung überprüft. Auch die kanadische Aufsichtsbehörde hatte ohne Überprüfungen das Flugzeug und den Kapitän mit den notwendigen Genehmigungen ausgestattet.[477][478]

- 3. Juni – Eine Douglas DC-4/C-54A der französischen Union Aéromaritime de Transport (UAT) (F-BFVT) überschlug sich bei der Landung auf dem Flughafen Fort-Lamy (heute N’Djamena). Sie soll während eines Gewitters beim Aufsetzen von einem Blitz getroffen worden sein.[479] Die dreiköpfige Besatzung des aus Douala kommenden Frachtflugs kam dabei ums Leben.[480]

- 16. Juni – Eine Lockheed L-049 Constellation der brasilianischen Panair do Brasil (PP-PDJ) wurde 12,9 Kilometer südwestlich des Zielflughafens Asunción (Paraguay) ins Gelände geflogen. Ursachen waren eine falsche Einstellung des Höhenmessers und Abweichung vom Anflugverfahren durch falsche Zeitablesung. Ein wesentlicher Faktor war Übermüdung des Kapitäns, der in einem Monat 113 Flugstunden fliegen musste und auf diesem Flug schon 18 Stunden im Dienst war. Bei diesem CFIT (Controlled flight into terrain) wurden 16 der 24 Insassen getötet, sieben Besatzungsmitglieder und 9 Passagiere. Die anderen acht Insassen überlebten den Unfall.[481][482][483]

- 18. Juni – Eine Curtiss C-46 Commando der mexikanischen Tigres Voladores (XA-LID) stürzte nach dem Start vom Flughafen Guanajuato (Mexiko) in Bäume und fing Feuer. Vorausgegangen war ein Triebwerksausfall. Von den 42 Insassen kamen zwei Passagiere ums Leben.[484]

- 18. Juni – Eine Curtiss C-46A-45-CU Commando der kanadischen World Wide Airways (CF-HVJ) verunglückte 30 Kilometer nördlich vom Flughafen Coral Harbour (Nordwest-Territorien, Kanada). Das Flugzeug wurde irreparabel beschädigt. Nähere Einzelheiten sind derzeit nicht verfügbar. Beide Piloten, die einzigen Insassen, kamen ums Leben.[485]

- 13. Juli – Eine Curtiss C-46 der kolumbianischen Lineas Interamericana Aérea (HK-607) verunglückte auf einem Frachtflug vom Flughafen Cúcuta (Kolumbien) zum Flughafen Cravo Norte in der Nähe von Capacho (Venezuela) und wurde zerstört. Von den vier Insassen kamen alle 3 Besatzungsmitglieder ums Leben, der einzige Passagier überlebte.[486]

- 17. Juli – Die Piloten einer Convair CV-340-32 der US-amerikanischen Braniff International Airways (N3422) unterschritten beim Anflug auf den Flughafen Chicago Midway (Illinois, USA) die Mindestsinkflughöhe und flogen die Maschine am Flugplatzrand in den Boden. Das Flugzeug schlug in Rückenlage auf und fing Feuer. Durch diesem CFIT (Controlled flight into terrain) wurden 22 der 43 Insassen getötet, zwei Besatzungsmitglieder und 20 Passagiere.[487][488]

- (A) 27. Juli – Eine Lockheed Constellation L-149 der israelischen Fluggesellschaft El Al (4X-AKC), auf dem Flug von Wien nach Tel Aviv, wurde nach einem Navigationsfehler von bulgarischen Düsenjägern angegriffen und nahe Petric (Bulgarien) abgeschossen, nachdem das Flugzeug bulgarischen Luftraum verletzt hatte. Alle 58 Menschen an Bord starben (siehe auch El-Al-Flug 402).[489][490]

- 3. August – Eine Grumman Mallard der kanadischen Pacific Western Airlines (CF-IOA) verschwand zwischen Kemano und Kitimat (British Columbia). Die Suche wurde nach einem Monat eingestellt. Drei Jahre später, am 23. Juli 1958, wurde das Wrack in rund 1500 Meter Höhe in der Nähe von Kemano gefunden. Alle 5 Insassen, zwei Piloten und drei Passagiere, waren ums Leben gekommen.[491][492]

- 4. August – Eine Convair CV-240-0 der American Airlines (N94221) stürzte im Anflug auf den Flugplatz Fort Leonard Wood-Forney Army Airfield (Missouri, USA) etwa einen Kilometer vor der Landebahn ab. Die Maschine war auf dem Flug vom Springfield-Municipal Airport nach St. Louis, als die Piloten in mehreren Notrufen einen starken Triebwerksbrand des Motors Nummer 2 (rechts) meldeten. Sie steuerten für eine Notlandung den Armeeflugplatz an, jedoch brach kurz vor der Landebahn die rechte Tragfläche ab, woraufhin die Maschine zu Boden stürzte. Auslöser war der Einbau eines bereits defekten Zylinders in den Motor am Tag vor dem Unfall, der einen Treibstoffverteiler zerriss, als er sich durch einen Ermüdungsriss zerlegte. Das Feuer war derart heftig, dass die Benutzung der Feuerlöschanlage erfolglos blieb. Alle 30 Insassen, 3 Besatzungsmitglieder und 27 Passagiere, kamen durch diesen Wartungsfehler ums Leben. Gemessen an der Opferzahl war dies der zweitschwerste Unfall einer Convair CV-240.[493][494]

- 26. August – Eine Douglas DC-3A der brasilianischen Cruzeiro do Sul (PP-CBY) kollidierte mit einem Berg in der Serra do Costelo zwischen Castelo, RJ und Cachoeiro de Itapemirim (Brasilien). Das Flugzeug befand sich auf dem Flug von Campos dos Goytacazes nach Caravelas (Bahia) und war weit von der Luftstraße und dem Flugplankurs abgewichen. Bei diesem CFIT (Controlled flight into terrain) wurden alle 13 Insassen, 4 Besatzungsmitglieder und 9 Passagiere getötet.[495]

- 2. September – Eine von Meiktila kommende Douglas DC-3/C-47A der Union of Burma Airways (XY-ACQ) flog 45 Kilometer östlich des Zielflughafens Lanywa (Birma) in den Berg Mount Popa. Alle 9 Insassen, 3 Besatzungsmitglieder und 6 Passagiere, wurden getötet. Das Flugzeug wurde zerstört.[496]

- 5. September – Eine Boeing B-17G (CP-597) und eine Douglas DC-3/C-49E (CP-572) (beide Lloyd Aéreo Boliviano) kollidierten in der Luft nahe Cochabamba. Die DC-3 konnte in Trinidad notlanden, keiner der Insassen kam zu Schaden. Die B-17 stürzte ab. Alle drei Insassen dieses Frachtfluges kamen ums Leben.[497][498]

- 14. September – Eine Curtiss C-46 der venezolanischen Avensa (YV-C-EVL) verschwand auf einem Flug vom Flughafen Caracas (Venezuela) nach Guatemala über dem Golf von Venezuela. Alle 4 Besatzungsmitglieder, die einzigen Insassen auf dem Frachtflug, kamen ums Leben.[499]

- 14. September – Bei einer Avro York C.1 der iranischen Persian Air Services (EP-ADA) verlor kurz nach dem Start vom Flughafen Abadan (Iran) zunächst das Triebwerk 3 (rechts innen) an Leistung, als die Maschine eine Höhe von rund 150 Meter erreicht hatte. Kurz darauf begann das Triebwerk 4 (rechts außen) stark zu stottern. Es wurde eine Notlandung auf irakischem Gebiet durchgeführt, etwa 20 Kilometer südlich des Startflughafens. Alle 13 Insassen, 4 Besatzungsmitglieder und 9 Passagiere, überlebten die Notlandung.[500]

- 17. September – Bei einer Bristol 170 Mk. 31 der kanadischen Pacific Western Airlines (PWA) (CF-GBT) kam es auf einem Flug nach Yellowknife zu einem Triebwerksausfall, woraufhin die Piloten entschieden, zum Startflughafen Edmonton-Municipal umzukehren. Nach anderer Quelle wurde die Maschine von Associated Airways betrieben, die im selben Jahr von PWA übernommen wurde. Unter anderem aufgrund von mindestens 635 Kilogramm Überladung stürzte das Flugzeug jedoch 22 Kilometer nördlich von Thorhild (Alberta) auf einen Acker, obwohl man damit begonnen hatte, Ladung abzuwerfen. Von den 6 Insassen kamen 2 ums Leben, der Kapitän und ein Passagier.[501][502]

- 20. September – Eine Curtiss C-46A-5-CK Commando der bolivianischen CBF Corporación Boliviana de Fomento (CP-549) verunglückte nahe dem Flughafen La Paz-El Alto (Bolivien). Das Flugzeug wurde irreparabel beschädigt. Über Personenschäden ist nichts bekannt.[503]

- 21. September – Nach drei fehlgeschlagenen Anflugversuchen auf den Flughafen Tripolis (Libyen) wurde eine Canadair C-4 Argonaut der British Overseas Airways Corporation (BOAC) (G-ALHL) ins Gelände geflogen, als die Maschine beim vierten Versuch 360 Meter vor der Landebahn Bäume streifte und abstürzte (Controlled flight into terrain). Von den 47 Personen an Bord wurden 15 getötet.[504]

- 21. September – Eine Douglas DC-3/C-47A50-DL der Air France (F-BCYU) stürzte beim Versuch, in dichtem Nebel auf dem Flughafen Bordeaux (Département Gironde) zu landen, in ein Feld. Das Flugzeug wurde irreparabel beschädigt. Alle drei Besatzungsmitglieder, die einzigen Insassen, überlebten den Unfall.[505]

- 21. September – Eine Boeing B-17F der Lloyd Aéreo Boliviano (CP-570) wurde auf dem Flughafen La Paz-El Alto (Bolivien) irreparabel beschädigt. Die Maschine war für einen Frachtflug eingesetzt. Über Personenschäden ist nichts bekannt.[506]

- 24. September – Eine Douglas DC-4/C-54A-15-DC der US-amerikanischen Flying Tiger Line (N90433) wurde 1600 Kilometer westlich von Honolulu (Hawaii, USA) im Pazifik notgewassert. Die Maschine war auf einem Frachtflug unterwegs zum Flugplatz Wake Island, als wegen fehlerhafter Bedienung der Tankschaltungen nacheinander drei Triebwerke ausfielen. Von den fünf Besatzungsmitgliedern, den einzigen Insassen, wurden 3 getötet.[507]

- 29. September – Eine Avro York C.1 der kanadischen Associated Airways (CF-HMV) wurde auf einem See in den (Nordwest-Territorien) notgewassert, etwa 180 Kilometer nördlich von Beaver Lodge (Saskatchewan), da der Treibstoffvorrat zu Ende gegangen war. Das Flugzeug versank jedoch nur teilweise im Wasser, so dass die beiden Piloten sich zunächst auf eine Tragfläche retten konnten. Sie hatten allerdings keinen Zugang zu Notausrüstung oder Lebensmitteln. Der Kapitän starb nach zwei Tagen, der Erste Offizier überlebte.[508]

- 2. Oktober – Eine Douglas DC-4/C-54A-1-DC der peruanischen Faucett Perú (OB-PAZ-228) verunglückte nahe der Stadt Viñac im gleichnamigen Distrikt Viñac (Peru). Nach Ausbruch eines Triebwerksbrandes misslang der Versuch einer Notlandung in dem bergigen Gelände, so dass die Maschine zerstört wurde. Von den 35 Insassen überlebten nur 14 Passagiere; die 4 Besatzungsmitglieder und 17 Passagiere kamen ums Leben.[509]

- 6. Oktober – Eine Douglas DC-4 der US-amerikanischen United Airlines (N30062) wurde auf dem Weg von Denver nach Salt Lake City nahe Laramie (Wyoming) (USA) gegen einen Berg in den Laramie Mountains geflogen. Die Maschine flog in rund 3500 Meter Höhe 40 Kilometer (nach einem anderen Bericht 32 Kilometer) abseits der normalen Flugstrecke. Bei diesem CFIT (Controlled flight into terrain) wurden alle 66 Menschen an Bord getötet. Es war der bis dahin folgenschwerste Unfall einer DC-4.[510][511][512]

- (A) 10. Oktober – Eine Convair CV-340-58 (YU-ADC) der Jugoslovenski Aerotransport (JAT) prallte im Anflug auf den Flughafen Wien-Schwechat um 15:40 Uhr gegen den Nordwesthang des Kahlenbergs im Wienerwald und ging in Flammen auf. Von 29 Menschen an Bord starben 7. Ursache war ein Orientierungsverlust bei den Vorbereitungen zur Landung. Die 1955 gebaute Maschine war auf einem Linienflug von Belgrad nach London mit planmäßigen Zwischenlandungen in Wien und Frankfurt (siehe: Flugunfall auf dem Leopoldsberg von 1955).[513]

- 10. Oktober – Eine Vickers Viking 1B der Iraqi Airways (YI-ABQ) geriet beim Start vom Flughafen Bagdad (Irak) von der Startbahn ab, kollidierte mit einem Graben und ging in Flammen auf. Alle 19 Insassen überlebten den Unfall.[514]

- (A) 1. November – Eine Douglas DC-6B der US-amerikanischen United Airlines (N37559) explodierte in 3300 Meter Höhe 56 Kilometer bei Longmont (Colorado), USA, nördlich Denver, nachdem im Gepäckraum eine Bombe detoniert war. Alle 44 Menschen an Bord fanden den Tod. Die Bombe war vom Sohn einer Passagierin deponiert worden, der vorher eine Lebensversicherung auf seine Mutter abgeschlossen hatte (siehe auch United-Air-Lines-Flug 629).[515][516]

- 14. November – An einer Martin 2-0-2 der US-amerikanischen Allegheny Airlines (N172A) geriet während eines Trainingsflugs das linke Triebwerk in Brand. Bei der Landung auf dem Flughafen Wilmington (Delaware, USA) brach das linke Hauptfahrwerk zusammen. Das Flugzeug wurde irreparabel beschädigt. Alle drei Besatzungsmitglieder überlebten.[517]

- 17. November – Eine Douglas DC-4/C-54-DO der US-amerikanischen Peninsular Air Transport (N88852) stürzte nach dem Start vom Boeing Field (US-Bundesstaat Washington) 4 Kilometer südlich davon in ein Wohngebiet. Von den 74 Insassen wurden 28 getötet, ein Besatzungsmitglied und 27 Passagiere. Ursachen waren falsch eingestellte Propellerblätter und ein defekter Mechanismus, diese in die Segelstellung zu bringen. Auch wurde eine ganze Reihe von falsch ausgeführter und unterlassener Wartung ermittelt.[518]

- 1. Dezember – Das linke Triebwerk einer Douglas DC-3/C-47B der brasilianischen Cruzeiro do Sul (PP-CCC) verlor kurz nach dem Abheben vom Flughafen Belém-Val-de-Cans (Pará, Brasilien) an Leistung. Die Piloten schalteten die Hydraulikpumpe aus, was dazu führte, dass das Fahrwerk in halb ausgefahrener Position hängenblieb. Durch dessen hohen Luftwiderstand, gekoppelt mit dem des im Leerlauf drehenden Propellers, kam es zum Sinkflug, bis ein Baum gestreift wurde. Die Maschine stürzte ab und fing Feuer. Alle 6 Insassen, 4 Besatzungsmitglieder und 2 Passagiere, kamen ums Leben.[519]

- 17. Dezember – Eine Curtiss C-46F Commando der US-amerikanischen Riddle Airlines (N9904F) zerbrach während des Reiseflugs nahe Hollywood (South Carolina, USA). Durch unkontrollierte Ausschläge des Höhenruders durch die Flettner-Ruder kam es zur strukturellen Überlastung des Flugzeugs. Es stürzte in mehreren Teilen zu Boden. Bei der Modifikation von der ursprünglichen Baureihe C-46A in eine C-46F war die ausführende italienische Firma durch den Hersteller Curtiss-Wright mit einem unvollständigen Satz von Zeichnungen versehen worden. Da das Originalmaterial nicht verfügbar war, wurden beim Umbau verschiedene andere Materialien verwendet. Unabhängig davon zeigte die Untersuchung, dass ein Vergleich der Höhenruder, ihrer Laschen und ihrer Steuermechanismen an dem durch die Italiener umgebauten Unfallflugzeug mit den entsprechenden Curtiss-Wright-Zeichnungen zahlreiche Abweichungen ergab. Beide Piloten, die einzigen Insassen auf dem Frachtflug, wurden durch diese Fehler bei der Modifikation des Flugzeugs getötet.[520]

- 17. Dezember – Eine Lockheed L-749A Constellation der Air Algérie (F-BAZG) wurde bei einem Trainingsflug auf dem Flughafen Algier-Maison Blanche (Algerien) derart hart gelandet, dass das Hauptfahrwerk durch die Tragflächen hindurchgerammt wurde. Das aus den aufgerissenen Tanks auslaufende Flugbenzin entzündete sich; die Maschine ging schnell in Flammen auf und brannte völlig aus. Alle sechs Besatzungsmitglieder, die einzigen Insassen, überlebten den Unfall; nur eines davon wurde verletzt.[521][522]

- 21. Dezember – Eine Lockheed L-749A Constellation der US-amerikanischen Eastern Air Lines (N112A) wurde einen Kilometer südwestlich des Flughafens Jacksonville-Imeson (Florida, USA) in den Boden geflogen. Im Anflug in dichtem Nebel kam die Maschine nach links und nach unten vom Sollflugweg des ILS ab; dabei war zu spät das Durchstarten eingeleitet worden. Bei diesem CFIT (Controlled flight into terrain) wurden alle 17 Insassen getötet, fünf Besatzungsmitglieder und 12 Passagiere.[523][524][525]

- 22. Dezember – Auf einem Positionierungsflug vom Flughafen Ronaldsway (Isle of Man) nach Düsseldorf verunglückte eine Douglas DC-3 (G-AMZC) der britischen Manx Airlines (Flugbetrieb von 1947 bis 1958) bei Ratingen, Nordrhein-Westfalen. Trotz schlechter Sicht und plötzlich auftretender Nebelschwaden setzten die Piloten den Flug nach Sichtflugregeln fort. Die Maschine geriet unter den Gleitpfad, kollidierte 5 Kilometer nordöstlich der Pistenschwelle des Flughafens Düsseldorf-Lohausen mit Bäumen und stürzte ab. Die dreiköpfige Crew kam ums Leben.[526][527]

- 30. Dezember – Eine Martin 2-0-2 der US-amerikanischen Southwest Airways (N93061) wurde auf dem Flughafen San Francisco (Kalifornien, USA) bei einem Hangarbrand zerstört. Personen kamen nicht zu Schaden.[528][529]

### 1956
- 17. Januar – Eine Douglas DC-3/C-47B-20-DK der kanadischen Quebecair (Luftfahrzeugkennzeichen CF-GVZ) musste nahe Oreway (Québec) bei schlechtem Wetter auf offenem Gelände notgelandet werden. Zuvor war das linke Triebwerk ausgefallen. Das Flugzeug flog in Vereisungsbedingungen und war um 330 Kilogramm überladen. Von den 18 Insassen kamen 4 ums Leben, alle drei Crewmitglieder und ein Passagier.[530][531]

- 18. Januar – Eine Douglas DC-3/C-47A-20-DL der tschechoslowakischen CSA (OK-WDZ) wurde auf einem Ausweichflug zum Flughafen Poprad-Tatry (Tschechoslowakei) in einer Höhe von 4042 Fuß (1230 Metern) in die Flanke des Bergs Skapova geflogen. Die Piloten waren 32 Kilometer zu weit östlich unterwegs, als die Kollision geschah. Durch diesen CFIT (Controlled flight into terrain) wurden von den 26 Insassen 22 getötet, vier Besatzungsmitglieder und 18 Passagiere.[532]

- 20. Januar – Eine Vickers Viscount 701 der British European Airways (BEA) (G-AMOM) überschlug sich am Flughafen Blackbushe. Die Maschine startete zu einem Trainingsflug, als der Trainingskapitän versehentlich beide rechte Triebwerke gleichzeitig stilllegte. Die gesamte fünfköpfige Besatzung überlebte.[533][534]

- 24. Januar – An einer Avro York C.1 der kanadischen Maritime Central Airways (CF-HMU) brach bei der Landung auf dem Flughafen Fort Chimo (Québec) das rechte Hauptfahrwerk zusammen. Alle Insassen überlebten. Das Flugzeug wurde irreparabel beschädigt.[535]

- 24. Januar – Eine Douglas DC-3/C-47A-15-DL der Air France (F-BAXT) stürzte während eines Trainingsfluges auf eine Eisenbahnlinie nahe dem Flughafen Nantes (Département Loire-Atlantique). Das Flugzeug wurde zerstört. Alle fünf Besatzungsmitglieder, die einzigen Insassen, überlebten den Unfall.[536]

- 28. Januar – Eine Douglas DC-3/C-47-DL der Air France (F-BCYK) streifte beim nächtlichen Anflug auf den Flughafen Lyon-Bron (Frankreich) Telefonkabel und stürzte ab. Alle drei Besatzungsmitglieder, die einzigen Insassen auf dem Nachtluftpostflug, kamen ums Leben.[537]

- (A) 13. Februar – Eine Bristol 170 Mk.31 der kanadischen Maritime Central Airways (CF-FZU) stürzte zwei Minuten nach dem Start vom Flughafen Frobisher Bay zu Boden, wobei alle drei Insassen starben. Als Unfallursache wurde eine unzureichende Ladungssicherung festgestellt, sodass sich beim Start ein verladenes LKW-Fahrgestell in Bewegung setzte. Dadurch verlagerte sich der Schwerpunkt und der Kapitän verlor beim Versuch, zum Flughafen zurückzukehren, die Kontrolle über die Maschine (siehe auch Flugunfall einer Bristol 170 der Maritime Central Airways).[538]

- 16. Februar – Eine Douglas DC-3 der Saudi Arabian Airlines (HZ-AAO) verunglückte beim Start vom Flughafen Nadschran (Saudi-Arabien). Alle Insassen überlebten, aber das Flugzeug wurde irreparabel beschädigt.[539]

- 17. Februar – Eine Martin 4-0-4 der US-amerikanischen Eastern Air Lines (N445A) stürzte beim Anflug auf den Owensboro-Daviess County Regional Airport (Kentucky, USA) ab. In regnerischem Wetter kam es zum Strömungsabriss, nach dem das Flugzeug in Rückenlage kurz vor der Landebahn 05 liegen blieb. Alle Insassen überlebten den schweren Unfall.[540][541]

- 18. Februar – Eine Avro York der Scottish Airlines (G-ANSY) stürzte kurz nach dem Start vom Flughafen Malta-Luqa nach einem Triebwerksschaden ab. Alle 50 Personen an Bord kamen ums Leben.[542][543]

- 18. Februar – Eine Douglas DC-3/C-47B-10-DK der britischen Hunting-Clan Air Transport (G-AMSL), die für Kuwait National Airways betrieben wurde, wurde auf dem Flugplatz Dukhan (Qatar) irreparabel beschädigt. Über Personenschäden ist nichts bekannt.[544][545][546][547]

- 20. Februar – Eine Douglas DC-6B der französischen Transports Aériens Intercontinentaux (TAI) (F-BGOD) wurde 29 Kilometer östlich des Flughafens Kairo-International (Ägypten) in den Boden geflogen. Die Piloten der aus Karatschi kommenden Maschine unterschritten im Anflug die Mindestflughöhe um 1500 Fuß (knapp 500 Meter). Von den 64 Insassen wurden 52 getötet. Unfallursache war ein Controlled flight into terrain.[548]

- 20. Februar – Eine Vickers Viscount 744 der US-amerikanischen Capital Airlines (N7404) musste nach einem Landeunfall auf dem Flughafen Chicago Midway als Totalverlust abgeschrieben werden. Unter den 42 Insassen gab es keine Todesopfer.[549]

- 24. Februar – Eine Douglas DC-3/C-47B-10-DK der Syrian Airways (YK-AAE) stürzte nach einem Blitzschlag und beidseitigem Triebwerksausfall 24 Kilometer vom Startflughafen Aleppo entfernt ab. Die Maschine befand sich auf einem Flug nach Damaskus. Mit 19 Toten war dieser Absturz der schwerste Unfall in der Unternehmensgeschichte.[550][551]

- 25. Februar – Eine Douglas DC-3/C-47B-40-DK der Pakistan International Airlines (AP-ACZ) wurde bei widrigem Wetter in eine Schlucht geflogen, die von 5.096 Meter hohen Bergen flankiert ist. In der Nähe des Dorfes Jalkot wurden noch zwei Kreise geflogen, bis die Maschine in einer Höhe von 14.000 bis 15.000 Fuß (4.270 bis 4.600 Metern) Höhe den Berg Lash Golath (Pakistan) rammte. Durch diesen CFIT (Controlled flight into terrain) wurden alle 3 Besatzungsmitglieder getötet, die einzigen Insassen auf dem Frachtflug.[552]

- 4. März – Im vorderen Frachtraum einer Handley Page Hermes IV der britischen Skyways (G-ALDW) explodierte auf dem Flughafen Nikosia (Britisch-Zypern) eine Sprengladung. Die Maschine sollte mit 68 Passagieren nach England fliegen, war aber verspätet, weil einer der Piloten nicht geweckt worden war und sein Frühstück einnehmen musste, bevor er sich zum Abflug bereit machen konnte. Deshalb kamen Personen nicht zu Schaden. Das Flugzeug wurde irreparabel beschädigt.[553]

- 18. März – Eine Curtiss C-46F-1-CU Commando der US-amerikanischen Flying Tiger Line (N9995F) wurde bei einem nächtlichen Sichtanflug auf den Flugplatz Pelly Bay (Kanada) mit der linken Tragfläche in ansteigendes Gelände geflogen. Das Flugzeug wurde irreparabel beschädigt. Bei diesem CFIT (Controlled flight into terrain) überlebten beide Piloten und der einzige Passagier den Unfall.[554]

- 21. März – Eine Douglas DC-3/C-47A-20-DK der Indian Airlines (VT-CGN) wurde bei der Landung auf dem Flughafen Tezpur (Indien) schlecht abgefangen, sprang wieder hoch und kam in einen Strömungsabriss. Dann schlug sie mit der rechten Tragfläche zuerst auf dem Boden auf und schwang von der Landebahn herunter. Das Flugzeug wurde irreparabel beschädigt. Von den 21 Insassen kamen 2 Passagiere ums Leben.[555]

- 28. März – Eine Douglas DC-3/C-47B-35-DK der britischen Starways (G-AMRB) wurde während des Anflugs auf den Flughafen Glasgow bei Largs, Schottland, (28 Kilometer westsüdwestlich des Ziels) direkt in einen 1250 Fuß (380 Meter) hohen Hügel geflogen. Eines der drei Besatzungsmitglieder wurde bei diesem CFIT (Controlled flight into terrain) auf dem Überführungsflug getötet.[556]

- (A) 1. April – Eine Martin 4-0-4 der US-amerikanischen TWA (N40403) stürzte kurz nach dem Start 500 Meter südwestlich des Greater Pittsburgh Airport ab. Nach einer (nur optischen) Feuerwarnung in 30 Metern Höhe wurde das linke Triebwerk abgestellt, wobei der Propeller durch unkoordiniertes Handeln der beiden Piloten in der sehr kurzen zur Verfügung stehenden Zeit nicht in die Segelstellung gebracht wurde. Aufgrund des zu hohen Luftwiderstands kam es zur Bodenberührung. Von den 36 Insassen kamen 22 ums Leben (siehe auch Trans-World-Airlines-Flug 400).[557][558]

- 2. April – Bei einer Boeing 377 der US-amerikanischen Northwest Airlines (N74608) kam es nach dem Einfahren der Landeklappen kurz nach dem Start vom Flughafen Seattle-Tacoma (USA) zu schweren Vibrationen. Die Flughöhe konnte nicht mehr gehalten werden, und es wurde eine Notwasserung in der Meeresbucht Puget Sound durchgeführt, knapp 9 Kilometer südwestlich des Startflughafens. Etwa 15 Minuten später sank das Flugzeug. Von den 38 Insassen kamen 5 ums Leben, 1 Besatzungsmitglied und 4 Passagiere.[559]

- 3. April – Eine Curtiss C-46F-1-CU Commando der Transair (Kanada) (CF-HZI) geriet auf dem Flughafen Hall Beach (Nordwest-Territorien, Kanada) von der Landebahn ab und wurde irreparabel beschädigt. Alle Insassen überlebten den Unfall.[560]

- 22. April – Eine Avro York C.1 der British Overseas Airways Corporation (BOAC) (G-AGNS) wurde auf dem Tripoli Idris International Airport (Libyen) am Boden irreparabel beschädigt. Alle Insassen überlebten.[561]

- 30. April – Eine nach Malta startende Avro York C.1 der Scottish Airlines (G-AMUL) geriet bei einem Startabbruch auf dem Flughafen Stansted (UK) von der Startbahn ab und überquerte einen Graben, wobei das Fahrwerk zusammenbrach. Von den 54 Insassen kamen 2 Passagiere ums Leben; alle 5 Besatzungsmitglieder und 47 Passagiere überlebten. Das Flugzeug wurde irreparabel beschädigt.[562]

- 15. Mai – Eine Douglas DC-3/C-47A-20-DK der Indian Airlines (VT-DBA) setzte bei der Landung auf dem Flughafen Kathmandu (Nepal) mit weit überhöhter Geschwindigkeit auf, sprang wieder hoch und geriet in einen Strömungsabriss. Zwar wurde Vollgas gegeben, doch war die verbleibende Landebahnlänge für eine sichere Landung unzureichend. Die Maschine überrollte das Landebahnende, stürzte einen steilen Abhang hinunter und wurde irreparabel beschädigt. Von den 33 Insassen kamen 14 Passagiere ums Leben, außerdem wurde eine Person am Boden getötet.[563]

- 18. Mai – Eine Douglas DC-3/C-47A-30-DK der Indian Airlines (VT-CCD) wurde am Flughafen Ahmedabad (Indien) vor der Landebahn aufgesetzt. Die Maschine sprang wieder hoch, es kam zum Strömungsabriss und Aufschlag auf die Landebahn. Das Flugzeug wurde irreparabel beschädigt. Alle 19 Insassen, drei Besatzungsmitglieder und 16 Passagiere, überlebten den Unfall.[564]

- 24. Mai – Eine Douglas DC-3/C-47-DL der guatemaltekischen Aviateca (TG-AHA) wurde in der Sierra de Las Minas (Guatemala) in einen Berg geflogen und hatte vorher in einer Höhe von rund 8500 Fuß (2590 Metern) Bäume gestreift. Der Unfall ereignete sich etwa 55 Kilometer nordöstlich des Startplatzes Flughafen Guatemala-Stadt. Das Flugzeug wurde erst sechs Tage später gefunden. Bei diesem CFIT (Controlled flight into terrain) wurden von den 31 Insassen 30 getötet, drei Besatzungsmitglieder und 27 Passagiere.[565]

- 30. Mai – Das linke Hauptfahrwerk einer Bristol 170 Mk. 31 der Pacific Western Airlines (CF-TFZ) brach bei der Landung auf dem zugefrorenen Beaverlodge Lake (Nordwest-Territorien) durch das Eis des Sees. Das Flugzeug fiel auf die linke Tragfläche und wurde irreparabel beschädigt. Alle drei Besatzungsmitglieder überlebten.[566] Auch nach über 50 Jahren ist das Wrack dort noch gut erhalten (siehe Foto von 2010 auf Airliners.net[567]).

- 14. Juni – Eine Bristol 170 Mk.31E der Air Laos (F-OAOU) verunglückte bei einem missglückten Durchstartversuch am Flughafen Vientiane-Wattay (Laos), nachdem ein Triebwerk ausgefallen war und die Maschine mit Bäumen kollidierte. Eigentümerin des Flugzeugs war die französische Aigle Azur Extrême Orient.[568] Über Personenschäden ist nichts bekannt.[569][570][571]

- 18. Juni – Eine Bristol 170 Freighter Mk. 31 der Transair (Kanada) (CF-TFY) brach auf einer Eispiste nahe dem östlichen Ufer der Hudson Bay (Kanada) beim Entladen mit dem rechten Hauptfahrwerk durch das Eis. Nach ein paar Stunden brach auch das rechte Hauptfahrwerk durch das Eis. Das Eis brach auf und die Wasserströmung beschädigte das Flugzeug irreparabel. Etwa drei Wochen vor diesem Unfall war die Bristol 170 CF-TFZ der Pacific Western Airlines ebenfalls durch das Eis gebrochen – dieses Mal bei der Landung. Alle 3 Besatzungsmitglieder, die einzigen Insassen auf dem Frachtflug, überlebten den Unfall.[572][573]

- 24. Juni – Nahe dem Flughafen Kano (Nigeria) stürzte eine Canadair C-4 Argonaut der British Overseas Airways Corporation (BOAC) (G-ALHE) kurz nach dem Start ab, als sie nach Einflug in eine Gewitterzelle hinter der Landebahn Bäume streifte. Von den 45 Personen an Bord wurden 32 getötet.[574]

- (A) 30. Juni – Eine Lockheed Super Constellation der US-amerikanischen Trans World Airlines (TWA) (N6902C) kollidierte mit einer Douglas DC-7 der ebenfalls US-amerikanischen United Airlines (N6324C) in nicht überwachtem Luftraum. Der Unfall ereignete sich über dem Grand Canyon in Arizona (USA). Alle 128 Personen an Bord beider Flugzeuge starben (70 in der DC-7, 58 in der Super Constellation) (siehe: Flugzeugkollision über dem Grand Canyon).[575][576]

- 6. Juli – Eine Curtiss C-46F-1-CU Commando der Transair (Kanada) (CF-HZL) verunglückte auf dem Flugplatz Coral Harbour (Nordwest-Territorien, Kanada). Nähere Einzelheiten sind derzeit nicht verfügbar. Das Flugzeug wurde irreparabel beschädigt. Über Personenschäden ist nichts bekannt.[577]

- 9. Juli – Eine Curtiss C-46D-15-CU Commando der costa-ricanischen Lacsa (TI-1008) kollidierte im Anflug auf den Flughafen San José/La Sabana (Costa Rica) mit einer Piper PA-18 Super Cub (TI-237). Diese stürzte auf eine Ranch etwa 200 Meter nordwestlich des Flughafengeländes. Beide Insassen der Piper kamen ums Leben. Die C-46 wurde am Heck beschädigt und konnte sicher gelandet werden. Alle 28 Insassen der C-46 überlebten den Unfall.[578][579]

- (A) 15. Juli – Eine fabrikneue Convair CV-440 der schweizerischen Luftfahrtgesellschaft Swissair (HB-IMD) befand sich auf ihrem Überführungsflug in die Schweiz. Von Gander kommend stürzte sie im Anflug auf den Flughafen Shannon (Irland) ab, als die Endanflugkurve sehr tief und zu steil geflogen wurde und es zum Strömungsabriss kam. Die vier Besatzungsmitglieder, drei Amerikaner und ein Schweizer, starben. Als beitragender Unfallfaktor wurde Übermüdung ermittelt (siehe auch Flugunfall der Swissair bei Shannon).[580][581]

- 16. Juli – Eine Douglas DC-3/C-47A-25-DK der Aerolíneas Argentinas (LV-ACD) wurde im Anflug auf den Flughafen Río Cuarto (Argentinien) unter die Mindestsinkflughöhe geflogen und krachte deshalb gegen einen Berg. Durch diesen CFIT (Controlled flight into terrain) wurden alle 18 Insassen getötet, vier Besatzungsmitglieder und 14 Passagiere.[582]

- (A) 20. Juli 1956 (Ortszeit) (nach anderer Quelle am 20. Juni) – Eine vom Flughafen New York-Idlewild gestartete Lockheed Super Constellation L-1049E der Linea Aeropostal Venezolana (YV-C-AMS) stürzte infolge eines Tragflächenfeuers während eines Treibstoffschnellablasses etwa 65 Kilometer südöstlich des Startflughafens in den Atlantik. Alle 74 Insassen kamen ums Leben (siehe auch Aeropostal-Flug 253 (Juni 1956)).[583][584]

- 5. August – Eine Handley Page Hermes IVA der britischen Britavia (G-ALDK) verunglückte bei der Landung auf der falschen Landebahn in Karatschi. Bei Wetterbedingungen unter den vorgeschriebenen Minimalwerten landeten die Piloten auf der viel zu kurzen Landebahn 08 des militärischen Flughafenteils Drigh Road Air Force Station statt auf der Landebahn 07 des Flughafens Karatschi (Pakistan). Beim Überrollen des Landebahnendes brach das Fahrwerk zusammen; die Maschine rutschte noch ein Stück auf dem Rumpf weiter und wurde irreparabel beschädigt. Ein beitragender Faktor war der defekte Scheibenwischer auf der Kapitänsseite bei dem Anflug in starkem Regen. Alle 72 Menschen an Bord überlebten, davon sechs leicht verletzt.[585][586]

- 8. August – Eine Douglas DC-3/C-47B der Union of Burma Airways (XY-ADC) flog auf dem Weg von Rangun bei Thazi (Birma) in einen Berg, etwa 120 Kilometer südlich des nach Zielflughafens Mandalay. Von den 22 Insassen kamen 11 ums Leben, 3 Besatzungsmitglieder und 8 Passagiere. Das Flugzeug wurde zerstört.[587]

- 25. August – Eine Douglas DC-3/C-47D der Lloyd Aéreo Boliviano (CP-605) stürzte im Landeanflug auf den Flughafen El Alto aufgrund des Verlusts eines Propellers ab. Von den drei Insassen dieses Frachtfluges kamen zwei ums Leben.[588]

- 29. August – An einer Douglas DC-6B der Canadian Pacific Air Lines (CPAL) (CF-CUP) wurden beim Durchstarten am Flughafen Cold Bay (Alaska, USA) die Landeklappen nicht wie vorgeschrieben auf 20 Grad zurückgefahren, sondern voll eingefahren. Daraufhin sackte das Flugzeug in einer Linkskurve durch, schlug auf und fing Feuer. Von den 22 Insassen wurden 15 getötet, vier Besatzungsmitglieder und 11 Passagiere.[589]

- September 1956 (genaues Datum unbekannt) – Eine Curtiss C-46A-60-CK Commando der dominikanischen Dominicana de Aviacion (HI-36) verunglückte an einem unbekannten Ort, vermutlich in der (Dominikanischen Republik). Das Flugzeug wurde irreparabel beschädigt. Nähere Einzelheiten sind derzeit nicht verfügbar. Über Personenschäden ist nichts bekannt.[590]

- 9. September – Die Besatzung einer Curtiss C-46A der Jordan International Airlines (JY-ABV) konnte nach dem Start in Amman-Marka keine Höhe gewinnen. Die Piloten leiteten daraufhin eine Platzrunde ein. Im Endanflug schlug die Maschine mit noch eingefahrenem Fahrwerk an einem Hügel auf, rutschte über dessen Spitze hinweg und kam auf der anderen Hangseite zum Liegen. Das Flugzeug geriet danach in Brand. An Bord befanden sich vier Besatzungsmitglieder und 53 Passagiere, von denen einer ums Leben kam.[591]

- 9. September – Eine Curtiss C-46F Commando der US-amerikanischen Westair Transport (Luftfahrzeugkennzeichen unbekannt) wurde bei der Landung auf dem Flughafen Kotzebue (Alaska, USA) schwer beschädigt. Bei einer Landung mit 18–20 Knoten Seitenwind wurde Gas gegeben, um die Richtungskontrolle zu behalten. Die C-46 kam seitlich von der Landebahn ab und stieß mit einer DC-3 zusammen. Das Flugzeug rollte weiter und kam in einer Wassertiefe von 6 Fuß (1,83 Meter) neben dem Ufer zum Stillstand. Berichten zufolge war es im Flugzeug zu einer Lastverschiebung aufgrund schlechter Beladung und Sicherung von Rigipsplatten gekommen. Der Copilot ertrank bei dem Versuch, ans Ufer zu schwimmen. Die anderen zwei Insassen überlebten den Unfall.[592]

- 13. September – Eine Avro York C.1 der Transair (Kanada) (CF-HFQ) geriet bei der Landung auf dem Flughafen Hall Beach (Nordwest-Territorien) von der Landebahn ab und wurde irreparabel beschädigt. Alle Insassen des Frachtfluges überlebten.[593]

- 17. September – In einer Avro York C.1 der iranischen Persian Air Services (EP-ADB) explodierte während der Durchführung von Wartungsarbeiten auf dem Flughafen London-Stansted ein Treibstofftank. Die Maschine wurde zerstört. Es kamen keine Personen ums Leben.[594]

- 23. September – Eine Curtiss C-46D-10-CU Commando der kanadischen World Wide Airways (CF-IHR) überrollte bei der Landung an der DEW Line Site 28 (Nordwest-Territorien, Kanada) das Landebahnende und wurde irreparabel beschädigt. Alle Insassen überlebten den Unfall.[595]

- 26. September – Eine Avro York C.1 der kanadischen Maritime Central Airways (CF-HMW) verunglückte 28 Kilometer nordwestlich des Zielflughafens Fort Chimo (Québec). Die Maschine befand sich auf dem Rückflug vom Flughafen Frobisher Bay. Von den 3 Besatzungsmitgliedern des Frachtflugs kamen 2 ums Leben. Das Wrack der Maschine ist heute noch auf Google Earth zu sehen (Koordinaten 58° 18' 07 N, 68°42' 44 W).[596]

- 29. September – Eine SNCASE Languedoc der spanischen Aviaco (EC-AKV) stürzte auf einem Flug von Málaga nahe dem Flughafen Teneriffa-Los Rodeos beim Anflug in ein Haus. Die 38 Flugzeuginsassen überlebten, jedoch wurde eine Person am Boden getötet.[597][598]

- 1. Oktober – Eine Vickers Viscount 739 der ägyptischen Misrair (SU-AIC) wurde auf dem Flughafen Kairo-Almaza während der Sueskrise durch einen Luftangriff der britischen Royal Air Force zerstört. Personen kamen dabei nicht zu Schaden.[599]

- 5. Oktober – Eine Vickers Viking 1B der Central African Airways (VP-YMO) verunglückte auf einem Trainingsflug drei Kilometer nördlich des Flughafens Salisbury (Rhodesien). Die beiden Piloten kamen ums Leben.[600][601]

- (A) 16. Oktober – Die Piloten einer Boeing 377 der US-amerikanischen Pan American World Airways (N90943) führten auf dem Flug von Honolulu nach San Francisco nach Triebwerksproblemen eine Notwasserung neben einem Schiff der US-Küstenwache durch. Das Flugzeug sank im Pazifischen Ozean innerhalb von 20 Minuten; alle Passagiere und Besatzungsmitglieder konnten gerettet werden (siehe Pan-Am-Flug 6).[602][603]

- 19. Oktober Eine Douglas DC-3 der Indian Airlines (VT-DGK)– wurde am Flughafen Agartala (Indien) beim dritten Landeversuch während des Durchstartens in schlechtem Wetter in Bäume geflogen und stürzte ab. Die Wetterbedingungen lagen unter den vorgeschriebenen Minima. Durch diesen CFIT (Controlled flight into terrain) wurden alle 3 Besatzungsmitglieder getötet, die einzigen Insassen auf dem Frachtflug.[604]

- 20. Oktober – Eine Lockheed 18-50 Lodestar der der US-amerikanischen National Airlines (N33368) verunglückte bei der Landung auf dem Flughafen Dale Mabry Field in Tallahassee. Die Maschine wurde auf der nassen Landebahn zu spät aufgesetzt, vollführte einen Ringelpiez, rollte durch einen Graben und in Bäume. Alle Insassen überlebten. Das Flugzeug wurde irreparabel beschädigt.[605]

- 2. November – Eine vom Flughafen Goa-Dabolim kommende Vickers Viking 1B der portugiesischen Transportes Aéreos da Índia Portuguesa (TAIP) (CR-IAD) kollidierte bei der Landung auf dem Flughafen Karachi (Pakistan) mit dem Hauptquartiers-Gebäude der Flughafenfeuerwehr. Dabei wurde das Flugzeug irreparabel beschädigt. Alle 27 Insassen, drei Besatzungsmitglieder und 24 Passagiere, überlebten den Unfall.[606]

- 3. November – Eine in Havanna gestartete Curtiss C-46D-5-CU Commando der chilenischen Sociedad de Transportes Aéreos (ALA) (CC-CAH-331) wurde nach 5 Stunden Flugzeit als vermisst gemeldet. Es zeigte sich dann, dass die Maschine bei einer Notlandung am Strand der San Miguel Bay (Panama) irreparabel beschädigt worden war. Sie hatte eine Ladung Schweine an Bord. Alle 7 Insassen, fünf Besatzungsmitglieder und 2 Passagiere, überlebten den Unfall.[607]

- 5. November – Eine Handley Page Hermes IVA der Britavia (G-ALDJ) kollidierte während des Anfluges auf Blackbushe mit Bäumen. Von den 80 Personen an Bord kamen 7 ums Leben.[608][609]

- (A) 7. November – Mit einer De Havilland Heron 2B der norwegischen Braathens SAFE (LN-SUR) kam es bei starkem Schneefall zu einer Bruchlandung auf dem Berg Hummelfjell in Tolga, Norwegen. Der Kapitän und ein Passagier wurden getötet, während der verbleibende Pilot und restlichen 9 die Passagiere überlebten. Der Unfall in Hummelfjell war der erste tödliche Unfall von Braathens SAFE. Die Ursache des Unfalls war eine ungewöhnlich starke Vereisung und ein starker Luftstrom nach unten (siehe auch Braathens-S.A.F.E.-Flug 253).[610]

- 15. November – In einer Douglas DC-4/C-54A-10-DC der mexikanischen Aerovias Guest (XA-HEG) brach während des Reiseflugs ein Feuer aus, so dass eine Notlandung durchgeführt werden musste. Bei der Bauchlandung 13 Kilometer nordnordwestlich von Puerto Somoza (Nicaragua) raste das Flugzeug aufgrund zu hoher Geschwindigkeit in eine Baumgruppe. Alle 25 Insassen, fünf Besatzungsmitglieder und 20 Passagiere, kamen ums Leben.[611]

- 15. November – Bei einer Martin 404 der US-amerikanischen Trans World Airlines (TWA) (N40404) fiel nach dem Start vom Flughafen Las Vegas-McCarran (Nevada, USA) das Triebwerk Nr. 2 (rechts) aus. Die Maschine wurde mit weit überhöhter Geschwindigkeit angeflogen und sprang nach dem ersten Aufsetzen auf der Landebahn mehrmals wieder in die Luft. Beim Versuch des Durchstartens mit nur einem laufenden Motor schlug die linke Tragfläche auf dem Boden auf. Das Flugzeug wurde irreparabel beschädigt, aber alle 38 Insassen überlebten.[612]

- 17. November – Eine Douglas DC-3/C-49G-DO der kolumbianischen Aerolineas del Pacifico (ARPA) (HK-385) wurde auf dem Flug von Buenaventura nach Cali in einer Höhe von 1890 Metern in den Berg El Rucio (Kolumbien) geflogen, da der Kapitän laut Unfallbericht exzessiv zu niedrig flog. Trotz Instrumentenflugbedingungen in schlechtem Wetter flog er nach Sichtflugregeln. Der Kapitän hatte den Ersten Offizier vom Flug abgesetzt, weil dessen Medizinisches Tauglichkeitszeugnis nach seiner Untersuchung noch immer bei der Luftfahrtbehörde zum Abstempeln lag. Stattdessen setzte er den Flugingenieur auf den rechten Sitz und flog die Maschine illegal alleine. Vor Abflug hatte er noch fünf Passagiere einsteigen lassen, obwohl die Sitzplätze bereits alle belegt waren. Bei diesem CFIT mit der überladenen Maschine (Controlled flight into terrain) wurden alle 36 Insassen getötet, drei Besatzungsmitglieder und 33 Passagiere.[613][614]

- 24. November – Eine Iljuschin Il-12 der tschechoslowakischen Fluggesellschaft CSA (OK-DBP) mit Flugziel Prag stürzte – vermutlich wegen Triebwerksproblemen – nach dem Start 13 Kilometer vom Flughafen Zürich-Kloten entfernt nur ca. 150 Meter neben das Zollhaus am südlichen Ortsrand von Wasterkingen in eine landwirtschaftlich genutzte Fläche. Dabei starben alle 18 Passagiere und 5 Besatzungsmitglieder.[615][616]

- 24. November – Beim missglückten Start einer Douglas DC-6B der Linee Aeree Italiane (I-LEAD) kamen 34 Insassen ums Leben, darunter der italienische Dirigent Guido Cantelli. Etwa 15 Sekunden nach dem Abheben vom Flughafen Paris-Orly sank die Maschine wieder und flog 600 Meter hinter dem Startbahnende in ein Haus. Ein Passagier überlebte den Absturz. Der Flug sollte von Rom über Paris und Shannon nach New York verlaufen. Die Ursache für den Höhenverlust nach dem Abheben konnte nicht geklärt werden.[617]

- 27. November – Eine Lockheed L-749-79 Constellation der venezolanischen Linea Aeropostal Venezolana (YV-C-AMA) wurde im Anflug auf den Flughafen Caracas (Venezuela) in 2043 Metern Höhe in einen Berg geflogen, noch 18 Kilometer ostsüdöstlich vom Zielflughafen entfernt. Der Unfall ereignete sich aufgrund mehrerer Navigationsfehler, die sich zu einer zeitlichen Fehlberechnung von 9 Minuten addierten. Bei diesem CFIT (Controlled flight into terrain) wurden alle 25 Insassen getötet, sieben Besatzungsmitglieder und 18 Passagiere.[618][619][620]

- 9. Dezember (Ortszeit) – Eine in Vancouver (British Columbia, Kanada) gestartete Canadair North Star der Trans-Canada Air Lines (CF-TFD) kehrte auf dem Flug nach Calgary zum Startort zurück, nachdem ein Triebwerk in Brand geraten war. Im Sinkflug zerschellte die Maschine in 2300 Metern Höhe am Berg Mount Slesse, da vermutlich wegen Vereisung oder Turbulenz die Höhe nicht mehr gehalten werden konnte. Alle 62 Personen an Bord starben. Das Wrack der Maschine wurde erst im Mai 1957 gefunden.[621][622]

- 12. Dezember – Eine in Paris-Orly gestartete Vickers Viscount 708 der Air France (F-BGNK) stürzte auf einem Trainingsflug nach Reims aus einer Höhe von 900 bis 1500 Metern nahe Dannemois ab. Als Unfallursache wird Kontrollverlust aus unbekanntem Grund vermutet. Alle 5 Besatzungsmitglieder kamen dabei ums Leben.[623]

- 12. Dezember – An einer Curtiss C-46F-1-CU Commando der US-amerikanischen Aerovias Sud Americana (N1662M) überdrehte der linke Propeller. Da er nicht in die Segelstellung gebracht werden konnte, versuchten die Piloten, zum Flughafen Panama–Tocumen (Panama) umzukehren. Die Höhe ging jedoch so schnell verloren, dass eine Notwasserung 90 Kilometer südöstlich davon durchgeführt werden musste. Das Flugzeug schwamm noch eine halbe Stunde lang, bis es in 30 Meter tiefem Wasser versank. Beide Piloten, die einzigen Insassen auf dem Frachtflug, überlebten den Unfall.[624]

- 16. Dezember – Die Piloten einer Curtiss C-46A-45-CU Commando der US-amerikanischen Zantop Air Transport (N2028A) machten einen direkten Sichtanflug auf den Flughafen Long Beach (Kalifornien, USA). Am Ende gerieten sie in ein Gebiet mit Bodennebel. Die Sicht war Null, als die Maschine auf dem Boden aufschlug. Das Flugzeug wurde irreparabel beschädigt. Alle vier Besatzungsmitglieder, die einzigen Insassen, überlebten den Unfall.[625]

- 22. Dezember – Eine Douglas DC-3/C-47-DL der Linee Aeree Italiane (LAI), später in Alitalia umbenannt (I-LINC), wurde auf dem Flug von Rom-Ciampino nach Mailand-Malpensa in einen Berg geflogen. Die Piloten hielten sich nicht an den vorgeschriebenen, zunächst an der Küste entlang führenden Flugplan, sondern versuchten, eine direkte Abkürzung nach Mailand zu fliegen. Dabei rammten sie nach 2:12 Stunden Flugzeit in 2.600 Metern Höhe den Berg Monte Giner im Val di Sole (Trentino, Italien). Durch diesen CFIT (Controlled flight into terrain) wurden alle 21 Insassen getötet, vier Besatzungsmitglieder und 17 Passagiere.[626]

- 22. Dezember – Eine Convair CV-340 der Jugoslovenski Aerotransport (JAT) (YU-ADA) stürzte beim Anflug auf den Flughafen München-Riem etwa 7 Kilometer östlich davon nahe der Ortschaft Grub ab. Von den 30 Insassen wurden drei getötet.[627]

### 1957
- Im Jahr 1957 (genaues Datum unbekannt) stürzte eine Budd RB-1 Conestoga der kolumbianischen Aero Llanos (Luftfahrzeugkennzeichen HK-344X) durch ein Feuer in den Tragflächen an einem unbekannten Ort in Kolumbien ab. Über Personenschäden ist nichts bekannt.[628]

- 6. Januar – Eine Convair CV-240-0 der American Airlines (N94247) wurde im Anflug auf den Tulsa Municipal Airport (Oklahoma, USA) rund 6 Kilometer nördlich des Flughafens in den Boden geflogen, als der Erste Offizier die Höhenanzeige falsch interpretierte. Zuvor hatte der Kapitän einen Anflug mit Hilfe des Instrumentenlandesystems (ILS) zugunsten des Nicht-Präzisionsanflugverfahrens mittels ungerichtetem Funkfeuer abgelehnt, obwohl die Wolkenuntergrenze bei nur 60 Meter Höhe in Nieselregen und Nebel lag. Bei diesem CFIT (Controlled flight into terrain) wurde ein Passagier getötet, die übrigen neun Insassen überlebten, davon sechs schwer verletzt.[629][630]

- 8. Januar – Mit einer Avro York C.1 der Transair (Kanada) (CF-HIQ) musste am Ufer der Hudson Bay 33 Kilometer südlich des Flughafens Rankin Inlet (Nordwest-Territorien) notgelandet werden. Alle drei Besatzungsmitglieder des Frachtfluges überlebten. Die Maschine wurde zum Totalschaden.[631]

- 11. Januar – Eine Vickers Viking 1B der argentinischen Líneas Aéreas del Estado (LADE) (T-11) verunglückte beim Start vom Flughafen Buenos Aires–Jorge Newbery (Argentinien). Bei Seitenwind kollidierte das Flugzeug mit Bäumen, überquerte eine Straße und krachte in den Club de Pescadores am Ufer des Río de la Plata. Von den 32 Insassen kamen 17 ums Leben, drei Besatzungsmitglieder und 14 Passagiere. Außerdem wurde ein Fußgänger getötet.[632]

- 23. Januar – Mit einer Douglas DC-3/R4D-5 der Lineas Aereas de Nicaragua (LANICA) (AN-AEC) kam es zum Absturz am Vulkan Concepción auf der Insel Ometepe (Nicaragua). Da die Maschine völlig zerstört wurde, konnte nur vermutet werden, dass irgendein technischer Defekt zum Kontrollverlust und Absturz führte. Alle 16 Insassen, drei Besatzungsmitglieder und 13 Passagiere, kamen ums Leben.[633]

- 29. Januar – Eine Sud-Est SE.2010 Armagnac (F-BAVG) der französischen Fluggesellschaft SAGETA verunglückte bei einem missglückten nächtlichen Durchstartversuch im Nebel auf dem Flughafen Paris-Orly. Die Maschine war für einen Charterflug der Air France aus Tunis eingesetzt und befand sich bereits im zweiten Anflugversuch. Da zu spät Vollgas gegeben wurde, schlug die Maschine mit der rechten Tragfläche auf, die sich daraufhin löste. Der Rumpf zerbrach in vier Teile. Je ein Passagier und Besatzungsmitglied kamen ums Leben, die anderen 68 (nach anderer Quelle 64) Insassen des Flugzeugs überlebten, davon 30 verletzt.[634][635]

- 31. Januar – Eine Douglas DC-7B der US-amerikanischen Douglas Aircraft Company (N8210H) kollidierte auf einem Testflug 32 Kilometer nordöstlich vom Ausgangspunkt Flugplatz Santa Monica (Kalifornien, USA) mit einer Northrop F-89D Scorpion der United States Air Force (USAF) (52-1870). Beide Maschinen stürzten aus einer Höhe von 25.000 Fuß (rund 7.600 Metern) ab. Alle 4 Besatzungsmitglieder der DC-7, die einzigen Insassen, kamen ums Leben, ebenso einer der beiden Insassen der Scorpion. Außerdem wurden 3 Menschen auf einem Schulhof getötet.[636]

- 1. Februar – Eine Douglas DC-6A der US-amerikanischen Northeast Airlines (N34954) streifte kurz nach dem Start vom Flughafen New York-LaGuardia Bäume und schlug daraufhin 60 Sekunden nach dem Abheben bei Rikers Island (New York City) (USA) auf dem Boden auf. Von den 101 Personen an Bord starben 20.[637]

- 23. Februar – Eine Junkers Ju 52/3m der brasilianischen Viação Aérea São Paulo (VASP) (PT-AUX) stürzte während des Reisefluges in ein Feld, explodierte und brannte aus. Die Maschine befand sich auf dem Flug von São Paulo-Congonhas nach Rio de Janeiro. Alle sechs Insassen (vier Passagiere und zwei Besatzungsmitglieder) kamen ums Leben.[638]

- 9. März – Eine Douglas DC-3/C-47-DL der kolumbianischen Avianca (HK-155) wurde in einer Höhe von 7800 Fuß (2380 Metern) 32 Kilometer westlich von Tuluá (Kolumbien) in einen der Berge der Trujillo Hills geflogen, 60 Kilometer nördlich des Flughafens Cali. Die Untersuchung ergab, dass der Kapitän nicht auf der vorgeschriebenen Route geflogen war, sondern eine Abkürzung auf einer explizit verbotenen Strecke gewählt hatte, seine Position nicht mit Hilfe von Funkfeuern überprüft hatte und generell mit starker Selbstüberschätzung handelte. Durch diesen CFIT (Controlled flight into terrain) wurden alle 15 Insassen getötet, drei Besatzungsmitglieder und 12 Passagiere.[639]

- 10. März – Eine Martin 4-0-4 der US-amerikanischen Eastern Air Lines (N453A) wurde bei der Landung auf dem Flughafen Louisville (Kentucky, USA) zerstört. Die Landung war derart hart, dass die linke Tragfläche am Rumpf komplett abbrach und das Flugzeug sich auf den Rücken drehte. Erstaunlicherweise überlebten alle 34 Insassen den Totalschaden, lediglich ein Passagier wurde schwer verletzt.[640][641]

- 13. März – Eine Douglas DC-3/C-47A-25-DK der Indian Airlines (VT-CFB) trudelte bei einer Ausbildungsübung nahe dem Flughafen Delhi-Safdarjung (Indien) in den Boden. Die Übung zum Strömungsabriss war in einer zu niedrigen Höhe eingeleitet worden, um die Maschine daraus noch abfangen zu können. Beide Piloten, die einzigen Insassen auf dem Trainingsflug, wurden getötet, ebenso wie 3 weitere Menschen am Boden.[642]

- (A) 14. März – Eine aus Amsterdam kommende Vickers Viscount 701 der British European Airways (G-ALWE) stürzte im Landeanflug auf den Flughafen Manchester (Vereinigtes Königreich) in ein Wohngebiet in Wythenshawe. Ursache war der Ermüdungsbruch einer Landeklappenaufhängung. Alle 20 Insassen der Maschine sowie zwei Menschen am Boden kamen ums Leben (siehe auch British-European-Airways-Flug 411).[643]

- 18. März – Eine Douglas DC-3/C-53 der Lloyd Aéreo Boliviano (CP-535) kollidierte nahe Sayari (Departamento Cochabamba) mit einem Berg. Das Flugzeug befand sich auf dem Weg von Cochabamba nach Oruro, als es 66 Kilometer nordöstlich des Zielflughafens Oruro verunglückte. Alle 19 Insassen starben.[644]

- 19. März – Eine Douglas DC-3/C-47B der Union of Burma Airways (XY-ADB) verunglückte beim Start vom Flughafen in Loikaw (Birma), nachdem sie mit einem Hindernis kollidiert war. Das Flugzeug fing Feuer und wurde zerstört. Alle 23 Insassen überlebten.[645]

- 7. April – Eine gerade in Bagé (Brasilien) nach Porto Alegre gestartete Curtiss C-46 der brasilianischen VARIG (PP-VCF) verunglückte aufgrund eines Feuers im Fahrwerkschacht. Dessen Intensität führte zum Abbrechen der linken Tragfläche, woraufhin das Flugzeug auf das Flughafengelände stürzte. Die fünfköpfige Besatzung sowie die 35 Passagiere wurden getötet.[646]

- 8. April – Eine Douglas DC-3/C-47B-5-DK der Air France (F-BEIK) verlor beim Start vom Flughafen Biskra (Algerien) an Höhe und stürzte 800 bis 1600 Meter vom Flughafen entfernt ab. Nach Berichten war das Triebwerk Nr. 1 (links) ausgefallen. Alle 32 Insassen, fünf Besatzungsmitglieder und 27 Passagiere, kamen ums Leben.[647]

- 10. April – Während des Reiseflugs einer Douglas DC-3/C-47A-20-DK der brasilianischen REAL Transportes Aéreos (PP-ANX) entstand ein Triebwerksbrand im Motor Nr. 2 (rechts). Im Anflug für eine Notlandung in Ubatuba (Brasilien) bemerkten die Piloten in leichtem Regen den Berg Papagaio auf der Insel Anchieta zu spät. Beim abrupten Ausweichmanöver kam es zu einem Strömungsabriss und Absturz in den Berg. Von den 30 Insassen kamen 26 ums Leben, drei Besatzungsmitglieder und 23 Passagiere.[648]

- 11. April – Eine Curtiss C-46A Commando der Transa Chile (Sociedad de Transportes de Chile) (CC-CNC-0466) verunglückte bei der Notlandung auf dem Flugplatz Arica/El Buitre (Chile) und ging in Flammen auf. Das Flugzeug war vom Flughafen El Buitre gestartet und sollte 40 Vespa-Motorroller, 60 Fahrräder und andere Fracht nach Santiago transportieren. Ein Feuer nach dem Start zwang die Besatzung zur Rückkehr und Notlandung. Es gab keine Todesfälle unter den Insassen auf dem Frachtflug. Das Flugzeug wurde zerstört.[649]

- 18. April – Das rechte Hauptfahrwerk einer Douglas DC-4 der US-amerikanischen Capital Airlines (N88839) schlug bei der Landung auf dem Flughafen Pittsburgh (Pennsylvania, USA) in der Böschung vor dem Landebahnanfang auf. Das Flugzeug wurde irreparabel beschädigt. Alle 55 Insassen, vier Besatzungsmitglieder und 51 Passagiere, überlebten den Unfall.[650]

- 1. Mai – Eine Vickers Viking 1B der britischen Eagle Airways (G-AJBO) verunglückte im Anflug, nachdem beim Start vom Flughafen Blackbushe (UK) ein Triebwerk ausgefallen war. Die Maschine schlug 1200 Meter vor der Landebahnschwelle auf. Von den 35 Insassen überlebte nur ein Passagier.[651]

- 5. Mai – Eine Douglas DC-3/C-47A-90-DL der Indian Airlines (VT-AUV) stürzte kurz nach dem Start vom Flughafen Silchar (Indien) zu Boden. Das ausgebrochene Feuer in beiden Triebwerken wurde durch den heftigen Regen schnell gelöscht. Die Maschine war durch Downbursts (schwere Fallböen) eines Gewitters aus niedriger Höhe zu Boden gedrückt worden. Von den 3 Besatzungsmitgliedern, den einzigen Insassen auf dem Frachtflug, kam eines Leben.[652]

- 13. Mai – Eine aus Buenos Aires kommende Vickers Viking 1B der argentinischen Líneas Aéreas del Estado (LADE) (T-3) flog im Anflug auf den Flughafen San Carlos de Bariloche (Provinz Río Negro, Argentinien) in bergiges Gelände bei Cerro Meta, 30 Kilometer südwestlich des Flughafens. Bei diesem CFIT (Controlled flight into terrain) wurden alle 15 Insassen, fünf Besatzungsmitglieder und 10 Passagiere, getötet.[653]

- 13. Mai – Eine Douglas DC-4/C-54A-1-DO der US-amerikanischen US Overseas Airlines (N68736) kollidierte in 5900 Fuß (1800 Meter) Höhe mit der Eiskappe Grönlands. Die Maschine war auf dem Flug von Broughton Island (Nunavut, Kanada) zum Flughafen Narsarsuaq (Grönland). Als der Erste Offizier seinen Sitz mit dem Reservekapitän tauschte, sank das Flugzeug unbemerkt, schlug auf dem Frederikshaab-Gletscher auf und rutschte noch 1370 Meter weiter. Bei diesem CFIT (Controlled flight into terrain) wurden von den drei Besatzungsmitgliedern, den einzigen Insassen auf dem Frachtflug, 2 getötet. Der Erste Offizier überlebte 12 Stunden in einem Unterschlupf aus Trümmern, bis er gerettet wurde.[654]

- 18. Juni – Eine Douglas DC-3/C-47B-1-DL der Swissair (HB-IRK) stürzte auf einem Ausbildungsflug nahe Romanshorn in den Bodensee. Bei dem vom Flughafen Zürich-Kloten (Schweiz) gestarteten Flugzeug kam es plötzlich zu einem Strömungsabriss; die Maschine geriet ins Trudeln und stürzte in steilem Winkel in den See. Alle 9 Besatzungsmitglieder (ein Trainingspilot und acht Flugschüler), die einzigen Insassen auf dem Trainingsflug, kamen ums Leben.[655]

- 19. Juni – Eine Curtiss C-46A-55-CK Commando der US-amerikanischen Western Hemisphere Import Export Co. (N8013E) wurde auf dem Flughafen Panagarh (Indien) irreparabel beschädigt, als der Hangar in einem Sturm zusammenbrach. Personen kamen nicht zu Schaden.[656]

- 19. Juni – Eine Curtiss C-46A-45-CU Commando der US-amerikanischen Western Hemisphere Import Export Co. (42-96685) wurde auf dem Flughafen Panagarh (Indien) irreparabel beschädigt, als der Hangar in einem Sturm zusammenbrach. Personen kamen nicht zu Schaden.[657]

- 21. Juni – Eine de Havilland Canada DHC-3 Otter der Philippine Airlines (PI-C52) wurde an einem unbekannten Ort in den Philippinen irreparabel beschädigt. Über Personenschäden liegen keine Informationen vor.[658]

- 22. Juni – Eine Douglas DC-3/C-47A-75-DL der US-amerikanischen Capital Airlines (N88835) verunglückte durch einen Strömungsabriss. Die drei Piloten, die einen Trainingsflug vom Washington National Airport durchführten, kamen ums Leben.[659][660]

- 23. Juni – Eine Douglas DC-3/R4D-3 der kanadischen Queen Charlotte Airlines (CF-EPI) stürzte beim Landeanflug auf den Flughafen von Port Hardy ab. Das Flugzeug war zuvor von eben jenem Flughafen gestartet; die Piloten wollten aufgrund von Problemen mit dem Höhenruder umkehren. Bei der Landung sprang die Maschine zunächst von der Landebahn hoch, um anschließend in einen außergewöhnlich steilen Steigflug überzugehen. Das Flugzeug stürzte dann nahezu senkrecht ab und ging in Flammen auf. Von den 18 Insassen kamen 14 ums Leben, zwei Crewmitglieder und zwölf Passagiere. Ursache war eine teilweise nicht deaktivierte Ruderverriegelung.[661]

- 24. Juni – Eine Avro York C.1 der kanadischen Pacific Western Airlines (CF-HFP) überrollte bei der Landung in Cape Parry (Nordwest-Territorien) das Landebahnende und wurde irreparabel beschädigt. Die beiden Piloten, einzige Insassen auf dem Frachtflug, überlebten.[662]

- 25. Juni – Eine Curtiss C-46D Commando der kolumbianischen SAM Colombia (Sociedad Aeronautica Medellin) (HK-513) stürzte im Anflug auf den Flughafen Medellin bei Guarne (Kolumbien) ab. Es blieb ungeklärt, warum die aus Bogotá kommende Maschine 17 Kilometer nordöstlich des Zielflughafens verunglückte. Die beiden Piloten, die einzigen Insassen des Frachtfluges, kamen ums Leben.[663]

- 28. Juni – Eine Douglas DC-7B der US-amerikanischen Eastern Air Lines (N808D) rollte nach der Landung im Anschluss an einen Trainingsflug auf dem Flughafen Miami (Florida, USA) zu ihrem Hangar. Dabei kollidierte sie mit einer Lockheed L-1049 Super Constellation der gleichen Fluggesellschaft (N6212C). Durch auslaufenden Treibstoff entstand ein massiver Brand. Die Super Constellation brannte aus, die DC-7 wurde irreparabel beschädigt. Personen kamen nicht zu Schaden.[664]

- 1. Juli – Eine Douglas DC-3/C-47A-10-DK der Pakistan International Airlines (AP-AJS) verunglückte auf dem Flug vom Flughafen Chittagong (Ostpakistan, heute Bangladesch) zum Flughafen Dhaka-Tejgaon im Wattenmeer im Golf von Bengalen. Alle 24 Insassen, vier Besatzungsmitglieder und 20 Passagiere, kamen ums Leben.[665]

- 10. Juli – Auf einer Lockheed L-749/C-121A Constellation der Ethiopian Airlines (ET-T-15) musste etwa 15 Minuten nach dem Start vom Flughafen Khartum (Sudan) das Treibwerk Nr. 2 (links innen) wegen eines Feuers abgestellt werden. Dennoch breitete sich das Feuer weiter aus, weswegen eine Notlandung in flachem Gelände 49 Kilometer von Khartum entfernt durchgeführt wurde. Bei der Bauchlandung wurde das Flugzeug irreparabel beschädigt. Alle 20 Insassen, die sechs Besatzungsmitglieder und 14 Passagiere, überlebten den Unfall.[666]

- (A) 16. Juli – Eine Lockheed L-1049C Super Constellation der niederländischen KLM (PH-LKT) stürzte bei Nacht 800 Meter vor der Küste der Insel Biak (Indonesien) ins Meer. Der Kapitän hatte zuvor mitgeteilt, dass er den Fluggästen einen letzten Blick auf die Insel ermöglichen wollte und die Maschine nach dem Start zum Flughafen zurück gesteuert. Im Anflug verlor die Maschine stetig an Höhe und prallte ins Wasser. Die neunköpfige Besatzung und 58 der 68 Passagiere kamen bei dem Unfall ums Leben (siehe KLM-Flug 844).[667]

- (A) 11. August – Eine Douglas DC-4 der kanadischen Maritime Central Airways (CF-MCF) stürzte auf dem Flug von Keflavík nach Montreal 7,2 Kilometer westlich von Issoudun, Québec (Kanada), ab. Alle 79 Insassen starben. Die Maschine war in eine aktive Gewitterwolke eingeflogen, wodurch es zum Kontrollverlust kam und sie nahezu senkrecht auf dem Boden aufschlug (siehe auch Maritime-Central-Airways-Flug 315).[668]

- 15. August – Eine Iljuschin Il-14P der sowjetischen Aeroflot (CCCP-L1874) auf dem planmäßigen Flug von Moskau über Riga zum Flughafen Kopenhagen-Kastrup (Dänemark) streifte im Anflug den Schornstein eines Kraftwerks und stürzte in den Südhafen. Alle 23 Menschen an Bord starben.[669]

- (A) 16. August – Eine Lockheed L-1049 Super Constellation der brasilianischen VARIG (PP-VDA) wurde 500 Meter vor der Küste bei Cabarete (Dominikanische Republik) notgewassert. Die Maschine war vom damaligen Flughafen Santo Domingo mit nur drei funktionierenden Triebwerken zu einem Überführungsflug nach Miami gestartet. Nach etwa 30 Minuten geriet Motor Nummer 4 außer Kontrolle, brach ab und setzte auch das benachbarte Triebwerk 3 außer Betrieb. Mit lediglich dem verbliebenen Motor Nummer 1 konnte knapp die Küste erreicht werden. Eines der Besatzungsmitglieder kam ums Leben (siehe auch Flugunfall der VARIG bei Cabarete).[670][671]

- 24. August – Die Lockheed 18 Learstar 1 mit dem Kennzeichen D-COCA der deutschen Helmut Horten GmbH verunglückte auf dem Weg von Düsseldorf nach Klagenfurt. Im Sinkflug auf den Flughafen Klagenfurt brach in der Nähe von Krumpendorf die linke Tragfläche des 14 Jahre alten Flugzeugs. Bei dem Absturz starben alle drei Besatzungsmitglieder, die einzigen Insassen.[672]

- 29. August – Eine Douglas DC-3/C-47B-50-DK der honduranischen SAHSA (XH-SAF) stürzte nach dem Start vom Flughafen der Stadt Juticalpa (Honduras) ab. Alle 12 Insassen, drei Besatzungsmitglieder und 9 Passagiere, kamen ums Leben.[673]

- (A) 1. September – Eine Handley Page Hermes IVA der britischen Airwork Services (G-AKFP) musste im Anflug auf den Flughafen Kalkutta-Dum Dum (Indien) aufgrund eines Schauers zunächst durchgestartet werden. Beim zweiten, radargeführten Anflug auf die Landebahn 01R schaltete der Kapitän die Lautstärke seines Funkempfängers aus, weil er nach Sicht landen wollte. Er landete jedoch auf der parallelen Landebahn 01L und kollidierte dadurch mit einer dort befindlichen Douglas DC-3 der Indian Airlines (VT-AUA). Diese wurde zerstört und alle 4 Besatzungsmitglieder, die einzigen Insassen, getötet. Alle 64 Insassen der Hermes, sechs Besatzungsmitglieder und 58 Passagiere, überlebten den Unfall. Das Flugzeug wurde irreparabel beschädigt (siehe auch Flugzeugkollision am Flughafen Kalkutta 1957).[674][675][676]

- 11. September – Eine Bristol 170 Freighter Mk.21E der spanischen Aviaco (EC-AEH) wurde auf dem Flughafen Tetouan bei einer harten Landung irreparabel beschädigt. Alle Insassen überlebten.[677][678]

- 15. September – Eine Douglas DC-3/C-53-DO der US-amerikanischen Northeast Airlines (N34417) wurde im Anflug 1220 Meter vor dem Flughafen von New Bedford (Massachusetts) (USA) in den Boden geflogen. Sie kollidierte mit zwei Bäumen, brach auseinander, stürzte ab und wurde zerstört. Trotz einer Wolkenuntergrenze von nur 60 Metern und der Sichtweite von 1600 Metern hatte der Kapitän versucht, nach Sicht statt mittels eines ILS-Anflugs zu landen. Durch diesen CFIT (Controlled flight into terrain) wurden von den 24 Insassen 12 getötet, zwei Besatzungsmitglieder und 10 Passagiere.[679]

- 18. September – Eine Convair CV-440-62 der brasilianischen REAL Transportes Aéreos (PP-AQE) wurde am Flughafen Montevideo (Uruguay) 1030 Meter vor der Landebahn in den Boden geflogen. Die Maschine wurde nach Sichtflugregeln geflogen, geriet aber im Anflug in Nebel. Das Flugzeug wurde zerstört. Von den 35 Insassen wurde ein Besatzungsmitglied getötet, die anderen sowie sämtliche 30 Passagiere überlebten.[680]

- 20. September – Die Piloten einer Curtiss C-46A-45-CU Commando der US-amerikanischen Western Hemisphere Import Export Co. (PP-LEI) machten 5 Kilometer vom Flughafen Panagarh (Indien) entfernt eine Notlandung in einem Reisfeld. Das Flugzeug wurde irreparabel beschädigt. Beide Piloten, die einzigen Insassen auf dem Überführungsflug, überlebten den Unfall.[681]

- 26. September – Eine Vickers Viking 1B (D-ADEL) der deutschen Luftreederei Karl Herfurtner überrollte bei der Landung auf dem Flugplatz Son Bonet auf Mallorca das Bahnende und wurde irreparabel beschädigt.[682]

- 28. September – Eine Curtiss C-46 Commando eines unbekannten venezolanischen Betreibers (YV-C-...) stürzte wenige Minuten nach dem Start vom Flughafen Maracaibo (Venezuela) in den Maracaibo-See. Die Maschine war auf dem Weg nach Miami (Florida, USA). Beide Piloten, die einzigen Insassen auf dem Frachtflug, kamen ums Leben. Ihre Leichen wurden am Folgetag geborgen.[683]

- 30. September – Bei einer Douglas DC-4-1009 der Japan Airlines (JA6011) fing während des Starts vom Flughafen Osaka-Itami (Japan) in 90 Metern Höhe das Triebwerk Nr. 1 (links außen) Feuer. In einem Reisfeld wurde eine Notlandung durchgeführt. Das Flugzeug wurde irreparabel beschädigt. Alle 57 Insassen überlebten den Unfall.[684]

- 3. Oktober – An Bord einer Curtiss C-46A-45-CU der libanesischen Lebanese International Airways (OD-ACK) brach nach dem Start vom Flughafen Beirut ein Feuer aus. Beim Versuch der Rückkehr ging die Kontrolle über die Steuerung verloren und die Maschine stürzte etwa 18 Kilometer vor der Küste ins Meer. Alle 27 Insassen, 4 Besatzungsmitglieder und 23 Passagiere, kamen ums Leben.[685]

- 8. Oktober – Eine Bristol 170 Freighter Mk.21E der Saudi Arabian Airlines (HZ-AAC) verunglückte bei der Landung auf dem Flughafen Turaif (Saudi-Arabien). Alle Insassen überlebten. Das Flugzeug wurde irreparabel beschädigt; es war 5751 Flugstunden mit 1535 Landungen in Betrieb gewesen.[686][687]

- 18. Oktober – Eine Douglas DC-3/C-47A-80-DL der brasilianischen VARIG (PP-VCS) stürzte kurz nach dem Abheben vom Flughafen Porto Alegre (Brasilien) ab. Die DC-3 driftete während des Starts nach rechts. Als das Abdriften zu groß wurde, versuchte der Kapitän, mit einer zu geringen Geschwindigkeit abzuheben. Das Flugzeug berührte den Boden erneut hinter der Startbahn, prallte jedoch ab und flog weiter. Um einen Aufprall auf einen Hügel zu vermeiden, wurde eine Linkskurve durchgeführt, bei der die linke Tragfläche das Dach eines Hauses traf. Alle 3 Besatzungsmitglieder, die einzigen Insassen auf dem Frachtflug, kamen ums Leben.[688]

- 20. Oktober – Eine Vickers Viscount 806 der Herstellerfirma Vickers (G-AOYF) wurde auf dem Flughafen Johannesburg-Jan Smuts (Südafrika) bei Anflugtests so extrem hart gelandet, dass das rechte Hauptfahrwerk zusammenbrach und die Maschine rechts neben der Piste, nur 480 Meter vom Bahnbeginn, endete. Alle zehn Insassen überlebten. Das Flugzeug wurde irreparabel beschädigt.[689][690]

- 23. Oktober – Eine Vickers Viscount 802 der British European Airways (BEA) (G-AOJA) verfehlte beim Anflug auf den Flughafen Belfast-Nutts Corner die Landebahn. Beim Durchstartversuch stürzte sie 300 Meter südlich des westlichen Endes der Landebahn ab. Alle sieben Insassen kamen ums Leben.[691]

- 26. Oktober – Die Piloten einer aus Madrid-Barajas kommenden De Havilland Heron 2D der spanischen Aviaco (EC-AOA) landeten auf dem Flughafen San Sebastián. Durch eine Leckage im Bremssystem war es nicht möglich, die Maschine vor dem Landebahnende zu stoppen. Sie überrollte in den Morast im Mündungsgebiet des Flusses Bidasoa. Alle 22 Insassen, 17 Passagiere und die 5 Besatzungsmitglieder, überlebten diesen Unfall. Das Flugzeug wurde zerstört.[692]

- 28. Oktober – Eine Douglas DC-3/C-47 der spanischen Iberia (EC-ACH) verunglückte auf dem Weg von Tanger nach Madrid nahe Getafe. Sie stürzte ab, als eines der Triebwerke Feuer gefangen und sich dann gelöst hatte. Alle 21 Menschen an Bord starben.[693]

- 2. November – Eine Douglas DC-4/C-54-DO der französischen Air France (F-BHKY) wurde auf dem Flughafen Toulouse-Blagnac (Département Haute-Garonne, Frankreich) durch ein Feuer irreparabel beschädigt. Personen kamen nicht zu Schaden.[694]

- (A) 3. November – Die Douglas DC-4 D-ALAF der deutschen Charterfluggesellschaft Karl Herfurtner Düsseldorf mit 10 Personen an Bord stürzte kurz nach dem Start vom Flughafen Düsseldorf aus geringer Höhe in eine Schrebergartenanlage bei Düsseldorf-Derendorf (Deutschland) Sieben der zehn Insassen und eine Person am Boden kamen ums Leben. Der Kapitän (Chefpilot der Gesellschaft) hatte eine Angewohnheit, unmittelbar nach dem Abheben beide linke Triebwerke abzustellen, um den anderen Piloten zu testen (siehe Flugzeugabsturz in Düsseldorf).[695]

- 4. November – Eine Douglas DC-4/C-54A-5-DO der brasilianischen REAL Transportes Aéreos (PP-AXS) musste 98 Kilometer ostsüdöstlich des Startflughafens São Paulo-Congonhas (Brasilien) notgewassert werden. In einer Höhe von 3000 Metern fing das Triebwerk Nr. 2 (links innen) Feuer und riss schließlich von der Tragfläche ab. Die Piloten mussten im Meer abseits von São Sebastião (São Paulo) notwassern. Alle 34 Insassen, vier Besatzungsmitglieder und 30 Passagiere, überlebten.[696]

- 6. November – Eine Bristol Britannia 301 des britischen Ministry of Supply (G-ANCA) stürzte auf einem Testflug bei Downend (Großbritannien) in einen Wald, 7 Kilometer ostsüdöstlich des Start- und Zielflugplatzes Bristol-Filton. Während des Anflugs ging in 1500 Fuß (etwa 460 Meter) Höhe die Kontrolle verloren. Alle 15 Insassen, 4 Besatzungsmitglieder und 11 Passagiere, kamen ums Leben.[697]

- 6. November – An einer Curtiss C-46A-50-CU Commando der US-amerikanischen Aerovias Sud Americana (N10425) musste etwa 10 Minuten nach dem Start vom Flughafen Guatemala-Stadt das linke Triebwerk abgestellt werden. Der Flughafen konnte nicht mehr erreicht werden. Bei der Notlandung auf einer Landstraße prallte das Flugzeug gegen Stromleitungen und Bäume und stürzte in ein Wohnhaus, wobei zwei Menschen am Boden ums Leben kamen und drei verletzt wurden. Beide Piloten, die einzigen Insassen auf dem Frachtflug, überlebten den Unfall.[698][699]

- (A) 8. November – Eine Boeing 377 der US-amerikanischen Pan American World Airways (N90944) verunglückte auf einem Linienflug von San Francisco nach Honolulu im Pazifischen Ozean, ungefähr 1600 Kilometer vor Hawaii. Sechs Tage später wurden treibende Leichen und Trümmer gefunden. Alle 44 Insassen kamen ums Leben (siehe Pan-Am-Flug 7).[700]

- 14. November – Eine Martin 4-0-4 der US-amerikanischen Eastern Air Lines (N492A) verunglückte bei einer extrem harten Landung auf dem Flughafen Massena-Richards Field (New York, USA). Beim ersten Aufschlag brach das rechte Triebwerk aus der Tragfläche heraus. Die Maschine sprang wieder in die Luft, schlug erneut hart auf, geriet von der Landebahn ab und raste über einen Rollweg. Dabei brach auch das linke Triebwerk ab. Alle fünf Insassen überlebten den schweren Unfall.[701][702]

- 15. November – Eine Short Solent 3 der britischen Aquila Airways (G-AKNU) stürzte nach dem Ausfall von zwei Motoren im Anflug auf Southampton in die Wand eines Steinbruchs bei Chessell (Isle of Wight). Von den 58 Menschen an Bord wurden 45 getötet.[703][704]

- 17. November – Eine Vickers Viscount 802 der British European Airways (BEA) (G-AOHP) befand sich auf einem Frachtflug von London Heathrow nach Kopenhagen. Im Anflug fielen drei der vier Triebwerke aufgrund einer Fehlfunktion im Enteisungssystem aus. Bei einer Bauchlandung 28 Kilometer nordwestlich des Flughafens wurde die Maschine zerstört, aber beide Piloten überlebten.[705]

- 21. November – An einer Bristol 170 Freighter Mk. 31E der neuseeländischen SAFE Air (Straits Air Freight Express) (ZK-AYH) brach die rechte äußere Tragfläche ab, während des Absturzes gefolgt von den Frachtladetüren im Bug und dem gesamten Heck. Das Flugzeug schlug bei Harewood auf, 1,8 Kilometer vom Flughafen Christchurch (Neuseeland) entfernt. Alle 4 Insassen, zwei Besatzungsmitglieder und zwei Passagiere, wurden getötet. Ursache für den Tragflächenbruch war die Bewertung einer Lebensdauer durch den Hersteller, die wesentlich über der sicheren Lebensdauer lag. Der Fehler bei der Lebensdauermessung rührte daher, dass die simulierten Betriebsbedingungen, aus denen die Lebensdauermessdaten entwickelt wurden, nicht wirklich repräsentativ für die tatsächlichen Betriebsbedingungen waren.[706][707]

- 28. November – Die Besatzung mit einer Douglas DC-6B der Scandinavian Airlines (SE-BDP) machte bei einem Trainingsflug auf dem Flughafen Norrköping (Schweden) eine Bauchlandung. Das Flugzeug brannte aus. Alle fünf Besatzungsmitglieder, die einzigen Insassen, überlebten den Unfall.[708]

- 6. Dezember – Eine Lockheed L-1049G Super Constellation der Air France (F-BHMK) verunglückte bei einem nächtlichen Trainingsflug auf dem Flughafen Paris-Orly. Bei sehr schlechten Sichtbedingungen stürzte das Flugzeug auf die Landebahn und brannte aus. Alle 6 Besatzungsmitglieder überlebten.[709]

- 7. Dezember – Eine Scottish Aviation Twin Pioneer 1 der Scottish Airlines (G-AOEO) stürzte auf dem Rückflug zum Tripoli Idris International Airport (Libyen) 460 Kilometer südsüdwestlich von Tripolis in der Wüste ab. Als Unfallursache wurde ein Ermüdungsbruch in einer Verstrebung der linken Tragfläche ermittelt; das Flugzeug war erst 15 Monate alt. Alle 6 Insassen, 2 Besatzungsmitglieder und 4 Passagiere, wurden getötet.[710][711]

- (A) 8. Dezember – Eine Douglas DC-4 der Aerolíneas Argentinas (LV-AHZ) brach 20 Kilometer südwestlich von Bolivar (Provinz Buenos Aires, Argentinien) im Steigflug auseinander, nachdem sie in eine Gewitterfront geraten war, deren starke Turbulenzen zu einem Überschreiten der Betriebsgrenzen der Maschine führten. Alle 61 Insassen starben (siehe auch Aerolíneas-Argentinas-Flug 670).[712]

- 11. Dezember – Eine de Havilland Canada DHC-3 Otter der Philippine Airlines (PI-C55) kippte nach dem Start vom Flugplatz Ozamiz City-Labo (Philippinen) in 20 Metern Höhe plötzlich nach links, stürzte nach unten, schlug gegen zwei Bäume und fing Feuer. Obwohl das Gewicht im Limit war, lag der Schwerpunkt aufgrund der fast alle hinten sitzenden Passagiere weit außerhalb der zulässigen Grenze. Dadurch konnte der Pilot die Längsneigung nicht mehr kontrollieren. Von den 12 Insassen wurden 2 getötet, je ein Besatzungsmitglied und Passagier.[713]

- 22. Dezember – Eine Curtiss C-46A-50-CU Commando des Paraguayan Air Services (ZP-CBM) stürzte bei Aracruz (Espírito Santo) (Brasilien) ins Meer. Das Flugzeug wurde Berichten zufolge mit Salzsäure sabotiert, die dem Treibstoff zugesetzt worden war. Gerüchten zufolge befanden sich an Bord des Flugzeugs 70 Millionen US-Dollar in bar und 140 kg Platin. Alle 6 Insassen wurden getötet. Das Flugzeug wurde zerstört.[714]

- 23. Dezember – Eine aus Malta kommende Avro York C.1 der Scottish Airlines (G-AMUN) kollidierte beim dritten Anflug auf den Flughafen London-Stansted (UK) 1200 Meter vor der Landebahn mit einem Baum, stürzte ab und fing Feuer. Alle 4 Besatzungsmitglieder kamen ums Leben.[715]

### 1958
- An einem unbekannten Tag des Jahres 1958 brannte einer der Prototypen der Vickers Viscount 663 des britischen Ministry of Supply (Luftfahrzeugkennzeichen VX217) auf dem ehemaligen Militärflugplatz RAF Seighford, (Staffordshire, Vereinigtes Königreich) aus. Ein Hydraulikleck im Fahrwerkschacht hatte ein Feuer ausgelöst, das auch den Hauptholm zerstörte. Es befanden sich keine Personen an Bord.[716][717]

- 8. Januar – Eine Douglas DC-3 der TAM Peru (Transporte Aéreo Militar) (FAP484) kollidierte auf dem Weg vom Flughafen Rioja zum Flughafen Cajamarca mit einem Berg. Alle 11 Insassen wurden getötet (4 Besatzungsmitglieder und 7 Passagiere).[718]

- 8. Januar – Eine Douglas DC-3A der Air France (F-BAOA) stürzte bei einem Trainingsflug auf dem Flughafen Poitiers-Biard (Département Vienne) ab. Aus einem Anflug mit nur einem laufenden Triebwerk musste durchgestartet werden, weil das Fahrwerk für die Landung nicht rechtzeitig verriegelt war. Beim Gasgeben drehte die Maschine nach rechts weg und stürzte in eine Gebäudegruppe. Alle 8 Insassen, sechs Besatzungsmitglieder und zwei Passagiere, überlebten den Unfall.[719]

- 11. Januar – Eine Fairchild C-82A Packet der brasilianischen Cruzeiro do Sul (PP-CEH) verunglückte auf einem Trainingsflug am Flughafen Rio de Janeiro–Santos Dumont (Brasilien). Mit Blindflugabdeckungen an den Frontscheiben flog die Maschine zu tief, kollidierte mit einer Absperrung und stürzte in die Guanabara-Bucht. Alle drei Besatzungsmitglieder, die einzigen Insassen, überlebten.[720]

- 16. Januar – Das linke Triebwerk der Fairchild C-82 Packet PP-CEF der brasilianischen Cruzeiro do Sul fing nach dem Start Feuer. Die Maschine stürzte nahe ihrem Startflughafen Belém-Val-de-Cans ab. Alle drei Besatzungsmitglieder kamen ums Leben.[721]

- 21. Januar – Eine Douglas DC-3 der TAM – Transporte Aéreo Militar (zivile Fluggesellschaft der bolivianischen Luftwaffe) (TAM-04) wurde zwischen Tipuani (Bolivien) und dem 105 Kilometer entfernten La Paz gegen einen Berg geflogen. Bei diesem CFIT (Controlled flight into terrain) wurden alle 11 Insassen getötet, die vier Besatzungsmitglieder und 7 Passagiere.[722]

- Im Februar 1958 (genaues Datum unbekannt) wurde eine Douglas DC-4 der US-amerikanischen California Eastern Airways (N37474) an einem unbekannten Ort zerstört. Über Personenschäden ist nichts bekannt.[723]

- 1. Februar – Bei einer Douglas DC-4 der brasilianischen Loide Aéreo Nacional (PP-LEM) fiel während eines nächtlichen Starts vom Flughafen Rio de Janeiro–Santos Dumont (Brasilien) das Triebwerk Nr. 4 (rechts außen) aus. Die Besatzung führte einen Startabbruch durch. Etwa 100 Meter vor dem Startbahnende platzte ein Reifen, wodurch die Maschine von der Bahn abkam und Feuer fing. Von den 67 Insassen kamen 5 ums Leben, zwei Besatzungsmitglieder und 3 Passagiere.[724]

- (A) 6. Februar – Eine Airspeed AS.57 Ambassador der British European Airways (BEA) (G-ALZU) auf dem Weg von Belgrad nach Manchester verunglückte beim Start auf dem Flughafen München-Riem. Die Maschine konnte wegen Eis auf den Tragflächen nicht ausreichend abheben, zusätzlich hatte Schneematsch auf der Startbahn das Erreichen der notwendigen Geschwindigkeit behindert. Sie streifte ein Haus am Rand des Flughafens und ging in Flammen auf. Von den 44 Insassen kamen 23 ums Leben. Die Bewohner des Hauses überstanden den Absturz unverletzt (siehe British-European-Airways-Flug 609).[725]

- 13. Februar – Eine Convair CV-240-1 der US-amerikanischen Western Airlines (N8405H) verlor nach dem Start vom Flughafen Palm Springs (Kalifornien, USA) die vordere Beplankung der rechten Tragfläche. Unter größten Steuerschwierigkeiten und mit Vollgas gelang es, halbwegs die Kontrolle über das Flugzeug wieder zu erlangen. Es ließ sich jedoch nicht vermeiden, 6,5 Kilometer nordnordwestlich des Startflughafens eine Bruchlandung mit mehr als 200 Knoten (370 km/h) im rauen Gelände durchzuführen. Obwohl sofort ein starkes Feuer ausbrach, überlebten alle 21 Insassen den Unfall, drei Besatzungsmitglieder und 18 Passagiere, alle jedoch verletzt. Die Ursache für den Kontrollverlust waren die Fehler eines Mechanikers bei einer größeren Wartung, die gesamte Flügelvorderkante ordentlich zu befestigen.[726]

- (A) 19. Februar – Bei der Bruchlandung einer Douglas DC-6B der niederländischen KLM (PH-DFK) auf dem Flughafen Kairo-Almaza wurde ein Besatzungsmitglied tödlich verletzt (siehe auch KLM-Flug 543).[727]

- 26. Februar – Eine geparkte Vickers Viking 1 der britischen Eagle Aviation (G-AGRT) wurde auf der RAF-Basis El Adem in Libyen durch ein Feuer zerstört.[728]

- 27. Februar – Eine Bristol 170 Mk.21E der britischen Manx Airlines (G-AICS) befand sich auf einem Charterflug vom Flughafen Ronaldsway nach Manchester, als es zu einem Controlled flight into terrain (CFIT) kam. Das Flugzeug war von der Muttergesellschaft Silver City Airways gemietet.[729] Da am Radiokompass ein falsches NDB-Funkfeuer gewählt worden war, kam es zu einem Navigationsfehler, der dazu führte, dass die Maschine 35 Kilometer nordnordwestlich des Zielflughafens Manchester in den 450 Meter hohen Hügel Winter Hill geflogen wurde. Von den 42 Insassen wurden 35 Passagiere getötet; 4 Passagiere und die 3 Besatzungsmitglieder überlebten. Dies war der zweitschwerste Unfall einer Bristol 170, gemessen an der Anzahl der Todesopfer.[730][731][732]

- 1. März – An einer Convair CV-240-0 der US-amerikanischen American Airlines (N94213) wurde beim Start auf dem Flughafen New Haven (Connecticut, USA) das Fahrwerk eingefahren, bevor die Maschine abgehoben hatte. Am linken Triebwerk entstand ein Feuer. Das Flugzeug wurde irreparabel beschädigt. Ein beitragender Faktor war, dass der Sicherheitsschalter im linken Fahrwerk defekt war. Alle 8 Insassen, drei Besatzungsmitglieder und 5 Passagiere, überlebten den Unfall. Ein gleichartiger Unfall ereignete sich am 30. September 2015 auf dem Flughafen Saarbrücken, als bei einer De Havilland DHC-8-400 der Luxair auch das Fahrwerk vor dem Abheben eingefahren wurde.[733]

- 7. März – Eine Vickers Viking 1B der ägyptischen Misrair (SU-AGN) stürzte im Anflug auf den Flughafen Port Said in den Manzala-See (Ägypten). Die aus Athen kommende Maschine war aus Wettergründen von Kairo ausgewichen. Acht der 26 Personen an Bord kamen ums Leben.[734]

- 10. März – Eine Douglas DC-7B der US-amerikanischen Douglas Aircraft Company (N846D) verunglückte auf einem Testflug nahe dem Flughafen Long Beach (Kalifornien, USA). Die fabrikneue Maschine sollte an Eastern Air Lines ausgeliefert werden. Über Personenschäden ist nichts bekannt. Das Flugzeug wurde irreparabel beschädigt.[735]

- 17. März – Eine Martin 4-0-4 der US-amerikanischen Eastern Air Lines (N496A) brannte nach der Landung auf dem Flughafen Melbourne in Melbourne (Florida) (USA) aus. Das linke Hauptfahrwerk hatte einen durch den Flughafenbetreiber nicht markierten Kieshaufen am Landebahnanfang gestreift und war während des Ausrollens zusammengebrochen. Das Flugzeug fing Feuer und brannte aus. Alle 10 Insassen überlebten.[736]

- 24. März – Eine Douglas DC-3/C-47A-85-DL der Indian Airlines (VT-CYN) wurde 25 Kilometer vor dem Zielflughafen Kathmandu (Nepal) ins Gelände geflogen. Die Piloten waren in ein falsches Tal eingeflogen. Beim Versuch zu wenden kam es zum Strömungsabriss und Absturz. Durch diesen CFIT (Controlled flight into terrain) wurden alle 20 Insassen getötet, vier Besatzungsmitglieder und 16 Passagiere.[737]

- 25. März – Eine Douglas DC-7C der US-amerikanischen Braniff Airlines (N5904) stürzte nach dem Start in Miami, Florida (USA) ab, weil ein Motor Feuer gefangen hatte. Der Versuch, zum Flughafen umzukehren, scheiterte. Neun der 24 Insassen starben.[738]

- 25. März – An einer Bristol 170 Freighter Mk.21E der Saudi Arabian Airlines (HZ-AAB) brach bei der Landung auf dem Landeplatz Gurayat (Saudi-Arabien) das Fahrwerk zusammen. Alle Insassen überlebten. Das Flugzeug wurde irreparabel beschädigt; es war 6335 Flugstunden mit 1913 Landungen in Betrieb gewesen.[739][740]

- 30. März – Eine Curtiss C-46D-10-CU Commando der costa-ricanischen Aerolineas Nacionales (TI-1019) wurde 56 Kilometer vom Flughafens Havanna (Kuba) entfernt durch Rebellen zur Landung gezwungen. Das Flugzeug wurde irreparabel beschädigt. Über Personenschäden ist nichts bekannt.[741]

- 1. April – Eine Handley Page Hermes IVA der britischen Skyways (G-ALDV) stürzte auf einem Testflug bei Meesden Green ab, 14 Kilometer nordwestlich des Startflughafens Stansted (England). Die Ursache des Unfalls war ein klemmendes Höhenruder. Dadurch hatten die Piloten keine Kontrolle mehr über das Flugzeug. Die Blockierung war auf einen kleinen Fremdkörper zurückzuführen, der in den Steuermechanismus eingedrungen war. Alleine im Heckrahmen des Wracks wurden noch 13 weitere lose Teile aufgefunden.[742] Alle 3 Besatzungsmitglieder, die einzigen Insassen, kamen ums Leben.[743]

- 2. April – Eine Junkers Ju 52/3m der ecuadorianischen Fluggesellschaft Transportes Aéreos Orientales (TAO) (HC-SND) stürzte nach Triebwerksproblemen in der Nähe von Quito ab. Die Maschine befand sich auf dem Flug von Quito nach Esmeraldas (Ecuador). Von den 14 Insassen (12 Passagiere und 2 Besatzungsmitglieder) kamen 3 Passagiere ums Leben.[744]

- 5. April – Eine Iljuschin Il-14 der chinesischen CAAC (B-632) verunglückte auf einem Inlandsflug 70 Kilometer von Xi’an (China) entfernt. Alle 14 Insassen, fünf Besatzungsmitglieder und 9 Passagiere, kamen ums Leben.[745]

- 6. April (Ortszeit) – Eine Vickers Viscount 745D der US-amerikanischen Capital Airlines (N7437) stürzte während des Anflugs auf den Tri-City Airport in Michigan ab. Ursache für den Kontrollverlust war eine Vereisung des Höhenleitwerks. Alle 47 Insassen, 3 Besatzungsmitglieder und 44 Passagiere, kamen ums Leben.[746]

- 7. April – Eine Douglas DC-3/C-47A-80-DL der AREA Ecuador (HC-ACL) wurde nahe Chugchilán (Ecuador) in einer Höhe von 7500 Fuß (knapp 2300 Metern) gegen den Berg Illiniza geflogen. Der Kapitän war bewusst von der vorgeschriebenen Strecke abgewichen, um eine Abkürzung zu fliegen. Durch diesen CFIT (Controlled flight into terrain) wurden alle 32 Insassen getötet, drei Besatzungsmitglieder und 29 Passagiere.[747]

- 10. April – Eine Douglas DC-3 (C-53) der spanischen Iberia (EC-ABN) kehrte nach dem Start vom Flugplatz Palma de Mallorca-Son Bonet für den Flug nach Barcelona aufgrund von Triebwerksproblemen zurück. In einem Feld am Flugplatzrand wurde eine Bauchlandung durchgeführt, die in einem Totalschaden resultierte. Alle Insassen überlebten.[748]

- 12. April – Eine Convair CV-240 der polnischen Polskie Linie Lotnicze LOT (SP-LPB) verlor während eines Übungsfluges im Flug einen Propeller. Daraufhin kam es auf dem Flughafen Warschau-Okęcie zur Bruchlandung. Von der vierköpfigen Besatzung kam niemand zu Schaden, die Maschine war jedoch nicht mehr reparabel.[749]

- (A) 14. April – Die Piloten einer De Havilland Heron 2D der spanischen Aviaco (EC-ANJ) waren im Anflug auf den Flughafen Barcelona-El Prat zu einem heftigen Ausweichmanöver gezwungen, um eine Kollision mit einer anderen Heron zu verhindern. Dabei geriet die Maschine außer Kontrolle und stürzte ins Meer. Alle 16 Insassen wurden infolge dieses Fluglotsen-Fehlers getötet (siehe auch Flugunfall der Aviaco bei Barcelona).[750]

- 20. April – Eine Douglas DC-4/C-54A-1-DO der französischen Air France (F-BELK) verunglückte beim Versuch der Landung auf dem Flughafen In Salah (Algerien). Mitten in einem Sandsturm kollidierte das Hauptfahrwerk mit einer felsendurchsetzten Sanddüne, riss ab und nahm dabei auch die beiden inneren Triebwerke Nr. 2 und 3 mit, was zu einer Bauchlandung führte. Das Flugzeug wurde irreparabel beschädigt. Alle Insassen überlebten den Unfall.[751]

- (A) 21. April – Eine Douglas DC-7 der US-amerikanischen United Airlines (N6328C) kollidierte nahe Las Vegas, Nevada (USA) in 6200 Meter Höhe mit einem Jagdbomber des Typs F-100F Super Sabre der US Air Force. Alle 49 Personen in den zwei Flugzeugen starben (siehe auch United-Air-Lines-Flug 736).[752]

- 28. April – Eine Vickers Viscount 802 der British European Airways (BEA) (G-AORC) wurde im Anflug auf den Flughafen Prestwick ins Gelände geflogen und brannte aus. Gründe waren eine Instrumenten-Fehlinterpretation des Kapitäns, mangelhafte Zusammenarbeit innerhalb der Cockpit-Crew und ein ergonomisch schlecht gestalteter Höhenmesser mit zweideutiger Anzeige. Alle fünf Insassen überlebten.[753]

- 29. April – Eine Antonow An-10 des sowjetischen Herstellerwerks Antonow-Werk Nr. 64 (CCCP-L7256) verunglückte auf ihrem allerersten Flug. Nachdem 3 der 4 Triebwerke ausgefallen waren, machten die Piloten eine Notlandung auf einem Acker in der Nähe des Startflughafens Pridatscha (Woronesch, Sowjetunion). Die Maschine kollidierte mit einer Uferböschung, wobei das Heck abbrach und der Rest des Flugzeugs auf dem Rücken zu liegen kam. Ein Mitglied der fünfköpfigen Testflug-Besatzung kam ums Leben.[754]

- (A) 15. Mai – Eine Convair CV-240 der Pakistan International Airlines (AP-AEH) wurde beim Nachtstart vom Flughafen Delhi-Palam (Indien) nach dem Abheben aus einer Höhe von etwa 60 Metern in einer leichten Linkskurve wieder in den Boden geflogen. Das Flugzeug schlug 220 Meter hinter dem Startbahnende und 100 Meter links von der Bahngrundlinie auf und explodierte. Ursache waren die ungenügenden Fähigkeiten des Kapitäns, nach Instrumenten zu fliegen, sowie möglicherweise eine leichte Erkrankung. Am einzigen einsatzbereiten Löschfahrzeug riss nach kurzer Zeit eine Rohrverbindung, so dass der Löschschaum nicht mehr direkt ausgebracht werden konnte. Bei diesem CFIT (Controlled flight into terrain) wurden 21 Insassen getötet, 4 Besatzungsmitglieder und 17 Passagiere; die übrigen 17 Insassen überlebten (siehe auch Pakistan-International-Airlines-Flug 205).[755][756]

- 16. Mai – Eine Douglas DC-3/C-47A-25-DL der British European Airways (BEA) (G-AGHP) geriet auf dem Flug nach Nizza in ein Gewitter. Die Besatzung wünschte einen Sinkflug von 7500 auf 5500 Fuß, der auch genehmigt wurde. Bevor die Besatzung dies noch bestätigen konnte, brach das Flugzeug in der Luft auseinander und stürzte bei Châtenoy (Loiret) (Frankreich) ab. Alle 3 Besatzungsmitglieder, die einzigen Insassen auf dem Frachtflug, kamen ums Leben.[757]

- 18. Mai – Die Piloten einer Douglas DC-7C der belgischen Sabena (OO-SFA) meldeten auf dem Flug von Lissabon nach Leopoldville einen Triebwerksschaden. Die Piloten entschlossen sich zur Landung auf dem Flughafen Casablanca-Anfa, Marokko. Dort leitete die Besatzung ein Durchstartmanöver ein, in dessen Verlauf die Maschine mit einem Gebäude kollidierte und anschließend in einen Hangar stürzte. Von den 65 Insassen kamen 61 ums Leben.[758]

- 20. Mai – Eine Avro York C.1 der britischen Dan-Air (G-AMUT) setzte bei der Landung auf dem Flughafen Malta spät auf und überrollte das Landebahnende. Um das Flugzeug zum Stehen zu bringen, wurde das Fahrwerk eingefahren. Die Maschine kollidierte mit einer Mauer und wurde irreparabel beschädigt. Alle drei Besatzungsmitglieder des Frachtflugs überlebten.[759]

- 20. Mai – Eine Vickers Viscount 745D der US-amerikanischen Capital Airlines (N7410) kollidierte im Flug mit einer Lockheed T-33 der Air National Guard (53-5966). Bei dem Unfall nahe Brunswick während ihres Anflugs auf den Martin State Airport (Baltimore) kamen alle elf Insassen des Verkehrsflugzeugs sowie ein Militärpilot ums Leben; der zweite konnte sich mit dem Schleudersitz retten.[760][761]

- 25. Mai – Die Besatzung einer Avro York der britischen Dan-Air (G-AMUV) führte auf dem Flug von Karachi nach Delhi wegen eines brennenden Triebwerks eine Notlandung nahe Gurgaon (heute Gurugram) (Indien) durch. Im unebenen Gelände zerbrach die Frachtmaschine, und vier der fünf Besatzungsmitglieder kamen ums Leben.[762]

- 31. Mai – Eine Douglas DC-3/C-47A-85-DL der Air France (F-BHKV) verunglückte südlich von Molière, heute Bordj Bounaama (Algerien) auf einem militärischen Charterflug von Algier nach Colomb-Bechar. Alle 15 Insassen, drei Besatzungsmitglieder und 12 Passagiere, kamen ums Leben.[763]

- 31. Mai – An einer Curtiss C-46D-15-CU Commando der brasilianischen Paraense Transportes Aéreos (PP-BTB) fiel während des Starts vom Flughafen Rio de Janeiro–Santos Dumont (Brasilien) das Triebwerk Nr. 1 (links) aus. Das Flugzeug kollidierte mit dem Mast eines Frachtschiffs und stürzte ab. Alle 4 Besatzungsmitglieder, die einzigen Insassen auf dem Frachtflug, kamen ums Leben.[764]

- 31. Mai – Eine Curtiss C-46F-1-CU Commando der US-amerikanischen Reeve Aleutian Airways (N1302N) begann nach dem Start vom Flugplatz Driftwood Bay (Alaska, USA) auf und ab zu schwanken. In 240 Meter Höhe ging die mit Zementsäcken beladene Maschine in einen senkrechten Steigflug über und stürzte dann ins Wasser. Über Personenschäden liegen keine Informationen vor.[765]

- 2. Juni – Eine Lockheed L-749A Constellation der Aeronaves de México (XA-MEV) wurde kurz nach dem Start vom Flughafen Guadalajara (Mexiko) gegen einen Berg geflogen. Bei diesem CFIT (Controlled flight into terrain) wurden alle 45 Insassen getötet, 7 Besatzungsmitglieder und 38 Passagiere.[766]

- 2. Juni – Bei einer Boeing 377 der US-amerikanischen Pan American World Airways (N1023V) brach während der Landung auf dem Flughafen Manila (Philippinen) das Fahrwerk zusammen. Das Flugzeug rutschte weiter, schwang nach rechts und kam nach 870 Metern etwa 8 Meter rechts von der Landebahn zum Stillstand. Von den 57 Insassen wurde ein Passagier getötet, als ein Propellerblatt in die Passagierkabine einschlug. Am Flugzeug entstand Totalschaden.[767]

- 4. Juni – Eine Douglas DC-3/C-53B der US-amerikanischen Capital Airlines (N49553) schlug nach einem Strömungsabriss nahe dem Flughafen Martinsburg (West Virginia, USA) in einem Waldgebiet auf, als ein Triebwerksausfall simuliert wurde und es zum Strömungsabriss kam. Die Besatzung absolvierte einen Trainingsflug. Einer der drei Piloten kam ums Leben.[768][769]

- 10. Juni – An einer Douglas DC-6 der Aerolíneas Argentinas (LV-ADV) überdrehte der Propeller Nr. 4 (rechts außen); das Triebwerk musste abgestellt werden. Bald danach entstanden Vibrationen am Triebwerk Nr. 2 (links innen), welches auch abgestellt wurde. Da die Maschine nun kontinuierlich an Höhe verlor, wurde eine Notlandung auf dem Strand von Ilha Grande (Brasilien) durchgeführt. Alle 22 Insassen, sechs Besatzungsmitglieder und 16 Passagiere, überlebten den Unfall. Das Flugzeug wurde irreparabel beschädigt.[770]

- 16. Juni – Eine Convair CV-440-59 der brasilianischen Cruzeiro do Sul (PP-CEP) verunglückte im Anflug auf den Flughafen Curitiba (Paraná, Brasilien). Das Flugzeug wurde durch sehr starke Fallböen zu Boden gedrückt. Von den 26 Insassen kamen alle 5 Besatzungsmitglieder sowie 16 der 21 Passagiere ums Leben.[771]

- 19. Juni – Eine Curtiss C-46F Commando der Luxembourg Airlines (LX-LAA) verunglückte bei einem Trainingsflug auf dem Flughafen Stuttgart. Bei der Landung brach das linke Hauptfahrwerk, das Flugzeug kam von der Bahn ab und fing Feuer. Es gab keine Todesopfer, die Maschine wurde jedoch zerstört.[772]

- 25. Juni – Eine Douglas DC-3C der Indian Airlines (VT-COJ) wurde beim Abwurf von Versorgungsgütern nahe Damroh so extrem tief geflogen, dass eine Tragfläche eine Hügelkette streifte, das Flugzeug herumschleuderte und zum Absturz brachte. Die Maschine war vom Flughafen Dibrugarh (Indien) aus im Einsatz. Durch diesen CFIT (Controlled flight into terrain) wurden von den 7 Insassen 5 getötet, alle drei Besatzungsmitglieder und 2 Passagiere.[773]

- 26. Juni – Triebwerksprobleme an einer Curtiss C-46A-45-CU Commando der kolumbianischen Lloyd Aéreo Colombiano (HK-391) führten dazu, dass die Piloten nach dem Start vom Flughafen Barranquilla (Kolumbien) 22 Kilometer nordwestlich davon an der Meeresküste bei Puerto Colombia (Atlántico) notlanden mussten. Die Maschine war auf dem Weg nach Miami (Florida, USA) und wurde irreparabel beschädigt. Alle 23 Insassen, drei Besatzungsmitglieder und 20 Passagiere, überlebten den Unfall.[774]

- 9. Juli – Eine Douglas DC-3/C-47A-75-DL der Indian Airlines (VT-CYM) brach in der Nähe des Flughafens Dhaka-Tejgaon (Ostpakistan, heute Bangladesch) aus unbekannten Gründen während des Fluges auseinander. Alle 3 Besatzungsmitglieder, die einzigen Insassen auf dem Frachtflug, kamen ums Leben.[775]

- 17. Juli – An einer Curtiss C-46A-60-CK Commando der dominikanischen Dominicana de Aviacion (HI-16) verlor das linke Triebwerk beim Start vom Flughafen Las Américas (Dominikanische Republik) an Leistung. In einer Höhe von 40 Metern kam es zum Strömungsabriss, wobei die Maschine etwa 70 Meter vor dem Startbahnende und 90 Meter links davon auf dem Boden aufschlug. Es gibt Anzeichen dafür, dass die Piloten mit dem Triebwerksausfall falsch umgingen und nicht die korrekten Verfahren dafür einhielten. Beide Piloten, die einzigen Insassen auf dem Frachtflug, kamen ums Leben.[776]

- 9. August – Eine aus Wadi Halfa (Sudan) kommende Vickers Viscount 748D der rhodesischen Central African Airways (VP-YNE) flog 9 Kilometer südöstlich des Flughafens Bengasi (Libyen) in hügeliges Gelände. Möglicherweise spielte Übermüdung der Piloten eine Rolle, die den Flug schon 18 Stunden vorher in Salisbury (Rhodesien) begonnen und bereits weitere Zwischenlandungen in Ndola, Entebbe und Khartoum absolviert hatten. Bei dem Unfall kamen 36 der 54 Insassen ums Leben.[777]

- 11. August – Eine Douglas DC-4 der brasilianischen Loide Aéreo Nacional (PP-LEQ) verunglückte bei der Ilha Carnapijo, etwa 20 Kilometer westsüdwestlich des Zielflughafens Belém (Pará, Brasilien) bei einem nächtlichen Sichtanflug. Von den 11 Insassen kamen 10 ums Leben, alle sechs Besatzungsmitglieder und 4 Passagiere. Die Ursache konnte nicht ermittelt werden.[778]

- 12. August – An einer Douglas DC-3/C-53-DO der japanischen All Nippon Airways (JA5045) fiel im Reiseflug das Triebwerk Nr. 1 (links) aus, woraufhin die Maschine 17 Kilometer nordnordwestlich der Insel Toshima (Japan) ins Meer stürzte. Alle 33 Insassen, drei Besatzungsmitglieder und 30 Passagiere, kamen ums Leben.[779]

- (A) 14. August – Eine Lockheed L-1049H Super Constellation der niederländischen KLM (PH-LKM) stürzte etwa 200 Kilometer westlich von Irland aus ungeklärten Gründen in den Atlantik. Die Maschine befand sich auf dem Flug von Shannon nach Gander, Neufundland. Alle 99 Menschen an Bord starben (siehe auch KLM-Flug 607-E).[780][781]

- 15. August – Eine Tupolew Tu-104 der sowjetischen Aeroflot (CCCP-L5442) verunglückte auf dem Flug von Chabarowsk nach Irkutsk, wobei alle 64 Insassen starben, zehn Besatzungsmitglieder und 54 Passagiere. Die Piloten waren in eine Zone mit Schlechtwetterbedingungen eingeflogen. Die Maschine geriet in starke Aufwinde, wodurch es zum Triebwerksausfall und Strömungsabriss kam.[782]

- 15. August – Eine Convair CV-240-2 der US-amerikanischen Northeast Airlines (N90670) wurde bei einer Sicht von nur 200 Metern in dichtem Nebel 450 Meter vor der Landebahnschwelle des Nantucket Memorial Airport (Massachusetts) in den Boden geflogen. Von den 34 Insassen kamen 25 ums Leben.[783][784]

- 28. August – Eine Douglas DC-6B der US-amerikanischen Northwest Airlines (N575) verunglückte beim Start vom Flughafen Minneapolis-Saint Paul (Minnesota, USA). Alle 62 Insassen, vier Besatzungsmitglieder und 58 Passagiere, überlebten den Unfall. Nach der erfolgreichen Evakuierung ging das Flugzeug in Flammen auf. Es wurde irreparabel beschädigt. Der Unfall wurde auf Unaufmerksamkeit der Piloten beim Start unter schlechten Sichtverhältnissen zurückgeführt.[785]

- 30. August – Der Prototyp der Handley Page Herald 100 der britischen Herstellerfirma Handley Page Aircraft Company (G-AODE) war als Vorführmaschine auf dem Weg vom Flugplatz in Woodley (Berkshire) zur Internationalen Luftfahrtschau Farnborough. Nach einer halben Stunde Flugzeit brach im linken Triebwerk ein intensives und unkontrollierbares Feuer aus, verursacht durch den Bruch einer Turbinennabe im Rolls-Royce-Triebwerk. Nach einem Notsinkflug wurde eine Notlandung in einem Feld nahe Milford bei Godalming (Vereinigtes Königreich) durchgeführt, bei der das Flugzeug zerbrach und Feuer fing. Alle neun Insassen, 2 Piloten und 7 Passagiere, überlebten.[786][787]

- (A) 2. September – Die Piloten der Vickers Viking 1 G-AIJE der britischen Independent Air Travel kehrten auf einem Frachtflug nach Nizza etwa 15 Minuten nach dem Start von London Heathrow wegen Triebwerksproblemen wieder um. Es war nicht möglich, die Höhe zu halten, und die Maschine sank weiter bis zum Aufschlag. Die alleine an Bord befindliche dreiköpfige Besatzung kam ums Leben, außerdem vier Personen am Boden. Als Ursachen wurden der Fluggesellschaft u. a. mangelhafte Wartung durch unqualifiziertes Personal, Überladung und Nichtgewährung der Ruhezeiten für die Piloten vorgeworfen (siehe auch Flugunfall einer Vickers Viking in London 1958).[788]

- 5. September – Eine Curtiss C-46A-45-CU Commando der brasilianischen Loide Aereo Nacional (PP-LDX) näherte sich dem Flughafen Campina Grande (Brasilien) auf einer Höhe von 200 Metern unter der Mindesthöhe. Die Besatzung startete den Endanflug und sank auf 520 Meter (Mindesthöhe betrug 647 Meter), um einen Blick auf die Landebahn zu erhalten. Das Flugzeug befand sich inzwischen über der Landebahn. Der Pilot entschied sich dann für eine Sichtplatzrunde, doch dieser Anflug wurde erneut verfehlt und das Flugzeug stieg spiralförmig auf 750 Meter. Ein weiterer Sinkflug wurde eingeleitet. Dieser Sinkflug dauerte so lange, bis die C-46 abstürzte und auf dem Boden aufschlug. Zwei Besatzungsmitglieder und 11 Passagiere wurden getötet, insgesamt waren 18 Personen an Bord.[789]

- 8. September – Eine Douglas DC-4/C-54A-DO der Indian Airlines (VT-DIA) verlor auf dem Weg zum Flughafen Madras (Indien) das gesamte Hydrauliksystem. Ursache war der Verlust einer schlampig installierten Dichtung des Autopilot-Filters. Da die Flugbesatzung keine korrekte Problemdiagnose durchführte, keine Vorsorgelandung durchführte und bei der Landung die manuelle Notpumpe für die Hydraulik und das Druckluft-Bremssystem nicht ordnungsgemäß bediente, schoss die Maschine über das Landebahnende hinaus, krachte in Hindernisse und wurde zerstört. Dennoch überlebten alle 31 Insassen, vier Besatzungsmitglieder und 27 Passagiere, den Unfall.[790]

- 9. September – Eine Lockheed L-1049H Super Constellation der US-amerikanischen Flying Tiger Line (N6920C) verunglückte im Bergmassiv Ōyama (Kanagawa), 24 Kilometer südwestlich von Tokio. Mit der Maschine sollte US-amerikanische Militärfracht von Militärflugplatz Wake Island zur Luftwaffenbasis Tachikawa transportiert werden. Alle 8 Insassen, sechs Besatzungsmitglieder und zwei Passagiere, kamen ums Leben.[791]

- 16. September – An einer Curtiss C-46A Commando der kolumbianischen SAM Colombia (Sociedad Aeronautica Medellin) (HK-514) fiel kurz nach dem Start vom Flughafen Medellin (Kolumbien) ein Triebwerk aus. Bei der Notlandung nordöstlich des Flughafens wurde das Flugzeug irreparabel beschädigt. Die beiden Piloten, einzigen Insassen des Frachtfluges, überlebten.[792]

- 22. September – Eine Convair CV-240-2 der brasilianischen VARIG (PP-VCK) verunglückte auf einem Trainingsflug am Flughafen Rio de Janeiro-Galeao (Brasilien). Bei einer Reihe von Touch-and-Go-Landungen im Regen waren die Scheibenwischer defekt, daher wurde das kleine Sichtfenster geöffnet. Während eines Anflugs löste es sich aus dem Rahmen und fiel so herunter, dass es die Steuersäule blockierte. Beim Versuch, mit Vollgas zu steigen, stürzte die Maschine ab und ging in Flammen auf. Dennoch überlebten alle drei Besatzungsmitglieder, die einzigen Insassen, den Unfall.[793]

- 29. September – Eine Avro York der libanesischen Middle East Airlines (MEA) OD-ADB verschwand auf einem Frachtflug vom Flughafen Beirut nach Rom-Ciampino spurlos über dem Mittelmeer. Alle fünf Besatzungsmitglieder werden seither vermisst.[794]

- 14. Oktober – Eine vom Flughafen Panama gestartete L-1049G Super Constellation der Linea Aeropostal Venezolana (LAV) (YV-C-ANC) wurde in den Berg Alto del Cedro Mountain in der Sierra Perijá geflogen, 89 Kilometer vor dem Zielflughafen Maracaibo. Bei diesem CFIT (Controlled flight into terrain) wurden alle 23 Insassen, 6 Besatzungsmitglieder und 17 Passagiere, getötet.[795][796]

- 15. Oktober – Eine Douglas DC-3/C-47A-DL der TAM – Transporte Aéreo Militar (zivile Fluggesellschaft der bolivianischen Luftwaffe) (TAM-03) verunglückte, die auf einem Charterflug auf dem Weg von der bolivianischen Militärbasis Fortín Campero zum Flughafen Tarija war. Sie flog in der Nähe von Villamontes im Departamento Tarija in einen Berg. Alle 20 Insassen, davon 17 Passagiere und drei Crewmitglieder, kamen ums Leben.[797]

- (A) 17. Oktober – Eine Tupolew Tu-104 der sowjetischen Aeroflot (CCCP-42362) stürzte auf dem Flug vom Flughafen Omsk nach Moskau bei Kanasch (Sowjetunion) ab. Alle 71 Fluggäste sowie die neunköpfige Besatzung kamen ums Leben (siehe auch Flugunfall bei Kanasch).[798]

- 17. Oktober – Die Piloten einer Vickers Viking 1B der Deutsche Flugdienst (D-BELA) stellten auf einem Frachtflug von London Heathrow zum Flughafen Düsseldorf über Belgien das rechte Triebwerk aufgrund niedrigen Öldrucks ab und leiteten eine Ausweichlandung in Brüssel ein. Da die Höhe nicht gehalten werden konnte, ordnete der Kapitän den Wiederstart des Triebwerks an, was vom Kopiloten ohne Benutzung der Checkliste durchgeführt wurde. Dies führte zu einem nicht löschbaren Motorbrand, woraufhin eine Notlandung in einem Feld bei Kamershoek nahe Zele (Belgien) durchgeführt wurde. Nachdem die drei Crewmitglieder das Flugzeug verlassen hatten, explodierte es.[799]

- 22. Oktober – Eine Douglas DC-3/C-47B-5-DK der britischen Hunting-Clan Air Transport (G-AMVB), betrieben für Hunting Aerosurveys, wurde auf dem Flughafen von Masdsched Soleyman (Iran) durch einen Brand zerstört. Über Personenschäden ist nichts bekannt.[800][801][802][803]

- 1. November – Eine Vickers Viscount 755D der Cubana (CU-T603) wurde auf dem Flug von Miami nach Varadero entführt. Im Anflug auf den 600 Kilometer vom eigentlichen Ziel entfernten damaligen Flugplatz Preston, Guatemala (Kuba) ging der Treibstoff aus. Beim Versuch einer Notwasserung schlug das Flugzeug mit dem Heck zuerst auf und versank in der Bucht Bahía de Nipe, nachdem das Heck abgebrochen war. Von den 20 Insassen wurden 17 getötet, alle vier Besatzungsmitglieder und 13 Passagiere.[804][805]

- 3. November – Eine Douglas DC-3/C-47-DL der Yemen Airlines (YE-AAB) flog bei Poggiodomo (Italien) in 820 Metern Höher in die Westflanke des Berges Monte Porretta. Die Maschine war auf dem Weg vom Flughafen Rom-Ciampino nach Belgrad. Alle 8 Insassen, die vier Besatzungsmitglieder und vier Passagiere, wurden getötet.[806]

- 4. November – Eine Bristol 170 Mk.21 der französischen Compagnie Air Transport (F-BHVB) streifte im Anflug auf den Flughafen Le Touquet ein Hindernis. Die entstandene Beschädigung führte dazu, dass beim Aufsetzen das Fahrwerk zusammenbrach und das Flugzeug zum Totalverlust wurde. Es gab keine Personenschäden.[807][808]

- (A) 9. November – Eine Martin PBM der portugiesischen ARTOP Linhas Aéreas (CS-THB) verschwand im Atlantischen Ozean spurlos zwischen Lissabon und Madeira. An Bord des Flugboots befanden sich 36 Personen (siehe ARTOP-Flug 531).[809]

- 10. November – Bei einer Lockheed L-1049D Super Constellation der US-amerikanischen Seaboard & Western Airlines (N6503C) kam es während eines Trainingsfluges auf dem Flughafen New York-Idlewild zum Kontrollverlust, wobei die Maschine schließlich mit einer geparkten Vickers Viscount 724 der Trans-Canada Airlines (CF-TGL) kollidierte, in der sich nur zwei Besatzungsmitglieder befanden. Auslöser war eine fehlerhaft gebaute Umkehrschub-Vorrichtung, die sich plötzlich von selbst aktivierte. Alle fünf Besatzungsmitglieder sowie die beiden in der Viscount überlebten. Beide Flugzeug brannten aus und wurden zu Totalschäden.[810][811]

- 11. November – An einer Curtiss C-46A-45-CU Commando der argentinischen Transcontinental – TSA (LV-FTP) fiel auf einem Trainingsflug für drei Erste Offiziere das Triebwerk Nr. 1 (links) aus. Das Flugzeug stürzte nahe dem Flughafen Buenos Aires–Ezeiza (Argentinien) ab und brannte aus. Alle vier Besatzungsmitglieder, die einzigen Insassen, überlebten den Unfall.[812]

- 16. November – An einer Curtiss C-46F-1-CU Commando der US-amerikanischen Capitol Airways (N1301N) fiel bei einem Flug über gebirgigem Gelände unter Instrumentenflugbedingungen, in Turbulenz und Vereisungsbedingungen das Triebwerk Nr. 2 (rechts) aus. Das Flugzeug stürzte 37 Kilometer westlich von Fort Collins (Colorado, USA) in einer Höhe von 8700 Fuß (2650 Metern) in einen Berg. Beide Piloten, die einzigen Insassen auf dem Frachtflug, kamen ums Leben.[813]

- 2. Dezember – Eine Vickers Viscount 732 der britischen Hunting-Clan Air Transport (G-ANRR) stürzte auf einem Testflug nach einer Generalüberholung in den Boden. In rund 1000 Fuß Höhe brach die rechte Tragfläche ab und die Maschine stürzte 4 Kilometer nordnordöstlich des Flugplatzes Farnborough, 26 Kilometer südwestlich des Startflughafens London Heathrow ab. Es war zu einem Strukturversagen in der Luft gekommen, weil bei der Wartung die Seile der Höhenrudertrimmung vertauscht worden waren und außerdem die nachlässige Funktionsüberprüfung der Trimmung durch das Wartungspersonal den Fehler unbemerkt ließ. Alle 6 Besatzungsmitglieder, die einzigen Insassen, wurden getötet.[814][815]

- 4. Dezember – Eine SNCASE Languedoc der spanischen Aviaco (EC-ANR) stürzte auf einem Flug von Vigo nach Madrid in den Guadarrama-Bergen ab. Alle 5 Besatzungsmitglieder und 16 Passagiere kamen ums Leben. Als Ursache wird starke Vereisung vermutet, die zum Kontrollverlust führte.[816]

- (A) 24. Dezember – Eine Lockheed L-749A Constellation der Air France (F-BAZX) kollidierte beim Landeanflug auf den Flughafen Wien bei Klein-Neusiedl, Österreich, mit dem Gelände. Alle 36 Insassen überlebten (siehe Air-France-Flug 703).[817]

- 24. Dezember – Eine Bristol Britannia 312 der British Overseas Airways Corporation (BOAC) (G-AOVD) wurde in der Nähe von Bournemouth bei nebligem Wetter in den Boden geflogen. Die Maschine befand sich auf einem Testflug im Rahmen ihrer Jahresnachprüfung. Als beitragender Faktor wurde die ergonomisch sehr ungünstige Auslegung des Höhenmessers als Dreizeiger-Instrument benannt. Neun der zwölf Insassen wurden getötet, darunter alle sieben Passagiere.[818]

- 26. Dezember – Eine Douglas DC-6B der französischen Union Aéromaritime de Transport (UAT) (F-BGTZ) geriet beim Start vom Flughafen Salisbury (heute Harare) in 15 Metern Höhe während eines sich nähernden Gewitters in eine Böenwalze und verlor dadurch immer weiter an Geschwindigkeit. Trotz Vollgas sank sie wieder zu Boden und fing Feuer. Die Maschine sollte, von Johannesburg kommend, nach dieser Zwischenlandung am Unfallort weiter nach Brazzaville und dann über Nizza nach Paris fliegen. Drei der siebzig Insassen kamen ums Leben.[819]

- 29. Dezember – Eine Boeing B-17F der Lloyd Aéreo Boliviano (CP-579) wurde bei der Zinnmine Uncia (Bolivien) irreparabel beschädigt. Über Personenschäden ist nichts bekannt.[820]

- 30. Dezember – Eine Saab Scandia der brasilianischen VASP (Viação Aérea São Paulo) (PP-SQE) startete vom Flughafen Rio de Janeiro–Santos Dumont zu einem Flug zum Flughafen São Paulo–Congonhas. Während des Starts fiel in 50 Meter Höhe das (linke) Triebwerk Nr. 1 aus. Beim Versuch der Rückkehr kam es zu einem Strömungsabriss, und das Flugzeug stürzte in die Guanabara-Bucht. Dabei kamen 21 der 37 Insassen ums Leben.[821][822]

### 1959
- Im Jahr 1959 (genaues Datum unbekannt) kam es mit einer Curtiss C-46 Commando eines unbekannten kanadischen Betreibers (Luftfahrzeugkennzeichen CF-IQJ) am Flugplatz Great Whale River (Québec, Kanada) zu einem Unfall. Nähere Einzelheiten sind derzeit nicht verfügbar.[823]

- 4. Januar – Eine Curtiss C-46A-25-CU Commando der peruanischen Transportes Aéreos Peruanos (TAPSA) (OB-QAL-487) überrollte bei der Landung auf dem Flughafen Moyobamba (Peru) das Landebahnende und kollidierte mit einem Sendemast. Die beiden Besatzungsmitglieder, die einzigen Insassen, überlebten den Unfall. Das Flugzeug wurde irreparabel beschädigt.[824]

- 6. Januar – Eine Douglas DC-3/C-47A-80-DL der honduranischen SAHSA (XH-SAA) wurde gegen den Pena Blanca Mountain (Honduras) geflogen. Bei diesem CFIT (Controlled flight into terrain) wurden alle 5 Insassen getötet, drei Besatzungsmitglieder und 2 Passagiere.[825]

- 6. Januar – Eine Curtiss C-46A-45-CU Commando der brasilianischen Paraense Transportes Aéreos (PP-LDH) überrollte bei der Landung auf dem Flughafen Rio de Janeiro–Santos Dumont (Brasilien) das Landebahnende und fiel ins Meer. Die leere Maschine befand sich auf einem nur 14 Kilometer langen Überführungsflug vom Flughafen Rio de Janeiro–Galeao. Alle fünf Besatzungsmitglieder, die einzigen Insassen, überlebten den Unfall. Das Flugzeug wurde irreparabel beschädigt.[826]

- (A) 11. Januar – Eine aus Dakar kommende Lockheed L-1049G Super Constellation der Lufthansa (D-ALAK) stürzte beim Landeanflug auf den Flughafen Rio de Janeiro-Galeao (Brasilien) bei schlechter Sicht und heftigem Regen an der Küste ab. Von den 39 Personen an Bord starben alle 29 Passagiere und sieben der zehn Besatzungsmitglieder. Als beitragender Unfallgrund wurde Übermüdung der Besatzung angegeben (siehe auch Lufthansa-Flug 502).[827]

- 13. Januar – Eine Curtiss C-46F-1-CU Commando der US-amerikanischen California Air Freight (N1240N) wurde in einer Höhe von 8600 Fuß (2620 Metern) gegen den Gebirgskamm Panther Peak (Kalifornien, USA) geflogen, 45 NM (72 Kilometer) rechts von der Luftstraße, um die Flugstrecke abzukürzen. Die Mindestflughöhe in diesem Bereich betrug 14.500 Fuß (4.420 Meter). Durch diesen CFIT (Controlled flight into terrain) wurden beide Piloten getötet, die einzigen Insassen auf dem Frachtflug.[828]

- 16. Januar – Eine Curtiss C-46A der argentinischen Austral Líneas Aéreas (LV-GED) flog beim Durchstarten am Flughafen Mar del Plata (Argentinien) ins Meer. Dabei überlebte von den 52 Insassen nur ein Passagier.[829]

- 21. Januar – Eine Curtiss C-46D-15-CU Commando der venezolanischen Linea Expresa Bolivar (LEBCA) (YV-C-LBI) wurde 32 Kilometer nordöstlich vom Flughafen Merida-Alberto Carnevalli (Venezuela), dem Startflugplatz, gegen den Berg Páramo La Culata geflogen. Die Kollision geschah in einer Höhe von 13.500 Fuß (4.110 Metern), während die Maschine ohne Außensicht in Wolken flog, in einer Gegend, mit der der Kapitän nicht vertraut war. Durch diesen CFIT (Controlled flight into terrain) wurden alle 4 Insassen getötet, beide Besatzungsmitglieder und die zwei Passagiere.[830]

- 22. Januar – Eine Convair CV-240-2 der Air Jordan (JY-ACB) stürzte etwa 22 Kilometer vor dem Zielflughafen Amman-Marka in der Nähe von Wadi as-Sir ab. Beim Versuch unterhalb der Wolkendecke von Jerusalem nach Amman zu fliegen, war die Maschine mit einigen Bäumen kollidiert. Alle vier Besatzungsmitglieder und sechs der elf Passagiere kamen ums Leben.[831]

- 27. Januar – Während des Starts auf dem Flughafen Brindisi-Casale (Italien) verließ eine Avro Tudor IV „Super Trader“ der britischen Air Charter Limited (G-AGRG) bei starkem Seitenwind die Startbahn; danach riss das linke Hauptfahrwerk ab. Die auf dem Weg nach Australien befindliche Frachtmaschine explodierte und brannte aus, wobei zwei der sechs Besatzungsmitglieder ums Leben kamen.[832]

- 3. Februar – Die Piloten eines Turboprop-Verkehrsflugzeugs des Typs Lockheed L-188A Electra der US-amerikanischen American Airlines (N6101A) führten einen zu steilen Landeanflug auf den New Yorker Flughafen La Guardia durch und flogen die Maschine etwa 1500 Meter vor der Landebahn in den East River. Viele der Insassen überlebten anfänglich den Unfall, ertranken aber dann im eiskalten Wasser. Nur 8 Menschen überlebten, 65 Personen starben.[833]

- 17. Februar – Eine Vickers 794D Viscount der Türk Hava Yollari – THY (TC-SEV) wurde beim Landeanflug auf den Flughafen London-Gatwick in den Boden geflogen (Controlled flight into terrain). Die aus Rom kommende Maschine unterschritt den Gleitpfad des Instrumentenlandesystems und kollidierte 5,2 Kilometer westlich des Flughafens mit Bäumen und fing Feuer. Von den 24 Menschen an Bord wurden 14 getötet.[834]

- 18. Februar – An einer Curtiss C-46A-40-CU Commando der US-amerikanischen Southern Cross Airways (N68823) kam es auf dem Flug von Arica nach Puerto Suárez über den Anden zu einem Leistungsverlust im Triebwerk Nr. 2 (rechts). Da die Maschine überladen war, konnte man die Höhe nicht halten. Dies erzwang eine Notlandung in rauhem Gelände in der Nähe von Belen (Chile), wodurch das Flugzeug irreparabel beschädigt wurde. Alle fünf Besatzungsmitglieder, die einzigen Insassen auf dem Frachtflug, überlebten den Unfall.[835]

- 20. Februar – Mit einer Douglas DC-7C der US-amerikanischen Pan American World Airways (N740PA) kam es bei einem Trainingsflug auf dem Flughafen San Francisco (Kalifornien, USA) zu einer extrem harten Landung. Es entstand ein Feuer und das Flugzeug wurde zerstört. Alle drei Besatzungsmitglieder, die einzigen Insassen, überlebten den Unfall.[836]

- 4. März – Der Prototyp des in der DDR gebauten Verkehrsflugzeugs 152 (DM-ZYA) stürzte bei seinem 2. Testflug in der Nähe von Dresden ab. Alle vier Insassen starben. Der vierstrahlige Jet war im VEB Flugzeugwerke Dresden (FWD) entwickelt worden.[837]

- 5. März – Eine Vickers Viscount 763D der salvadorianischen TACA (YS-09C) stürzte kurz nach dem Start vom Flughafen Managua (Nicaragua) 1,6 bis 2,4 Kilometer hinter dem Ende der Startbahn 29 ab. Unmittelbar nach dem Abheben fiel das Triebwerk 1 (links außen) aus, kurz danach verlor Triebwerk 2 (links innen) stark an Leistung. Das Flugzeug ging in eine abrupte Linkskurve und einen exzessiven Querneigungswinkel über, streifte Bäume und stürzte in Rückenlage zu Boden. Von den 19 Insassen kamen 15 ums Leben, zwei Besatzungsmitglieder und 13 Passagiere.[838][839]

- 12. März – Eine Douglas DC-3/C-47A-10-DK der Indian Airlines (VT-CYH) wurde im extremen Tiefflug bei schlechtem Wetter nahe Tobu in Bäume der Naga Hills geflogen. Die Maschine war zum Abwurf von Versorgungsgütern vom Flughafen Jorhat (Indien) gestartet. Bei diesem CFIT (Controlled flight into terrain) wurden von den 7 Insassen 5 getötet, alle 3 Besatzungsmitglieder und 2 Passagiere.[840]

- 12. März – Eine Curtiss C-46A-5-CK Commando der bolivianischen CBF Corporación Boliviana de Fomento (CP-552) verunglückte beim Flugplatz Charagua (Bolivien). Das Flugzeug wurde irreparabel beschädigt. Nähere Einzelheiten sind derzeit nicht verfügbar. Über Personenschäden ist nichts bekannt.[841]

- (A) 13. März – Eine Bristol 170 Freighter Mk.21E der spanischen Aviaco (EC-ADH) ging im Endanflug auf den Flughafen Mahon-Menorca (San Luis) in etwa 120 Meter Höhe in eine scharfe Rechtskurve über und dann zu Boden, möglicherweise ausgelöst durch eine starke Windbö. Einer der Passagiere kam ums Leben, die anderen 17 Insassen, 14 Passagiere und 3 Besatzungsmitglieder überlebten (siehe auch Flugunfall der Aviaco auf Menorca 1959).[842][843]

- 15. März – Eine Convair CV-240-0 der American Airlines (N94273) wurde im Anflug auf den Flughafen Chicago Midway (Illinois, USA) 1,5 Kilometer vor der Landebahn in den Boden geflogen. Beide Piloten des Frachtflugs überlebten diesem CFIT (Controlled flight into terrain).[844]

- 29. März – Eine Douglas DC-3/C-47A-90-DL der Indian Airlines (VT-CGI) brach 56 Kilometer westlich des Flughafens Silchar (Indien) im Flug auseinander. Die von Agartala kommende Maschine war in ein Gewittergebiet geflogen. Das Versagen hatte seinen Ursprung im Mittelteil des Tragwerks und war auf Belastungen zurückzuführen, die den für das Flugzeug vorgesehenen Höchstwert überstiegen. Alle 24 Insassen, vier Besatzungsmitglieder und 20 Passagiere, kamen ums Leben.[845]

- 29. März – Eine Nord Noratlas 2502 der französischen Union Aéromaritime de Transport (UAT) (F-BGZB) stürzte auf dem Flug von Berbérati nach Bangui (beide: Zentralafrikanische Republik) im Dschungel ab. Die Absturzstelle soll nahe Banga, nach anderen Angaben bei Boda oder Boukpayanga gelegen haben. Alle vier Besatzungsmitglieder und fünf (sechs?) Passagiere kamen dabei ums Leben, darunter der Premierminister Barthélemy Boganda, was zu einer Staatskrise führte.[846][847]

- 30. März – Eine heiße Glühbirne ohne Abdeckung im Frachtraum einer Curtiss C-46A-45-CU Commando der US-amerikanischen Riddle Airlines (N7840B) entzündete brennbare Ladung. Das Feuer durchdrang die Laderaumwand, brannte sich durch brennbare Flüssigkeitsleitungen und entzündete die geladenen Flüssigkeiten. Die Piloten meldeten das Feuer und dass sie Steuerungsprobleme hatten. Kurz danach stürzte die Maschine bei Alma (Georgia, USA) ab. Beide Piloten, die einzigen Insassen auf dem Frachtflug, kamen ums Leben.[848]

- 10. April – Eine vom Flughafen Seattle-Tacoma kommende Boeing 377 Stratocruiser der US-amerikanischen Pan American World Airways (N1033V) setzte bei der Landung auf dem Flughafen Juneau (Alaska) vor der Landebahnschwelle auf und kollidierte mit einer Böschung. Die Maschine fing Feuer und wurde zerstört, jedoch überlebten alle 10 Insassen (je fünf Passagiere und Besatzungsmitglieder).[849]

- 17. April – Eine Curtiss C-46F-1-CU Commando der mexikanischen Tigres Voladores (XA-MIS) stürzte in der Nähe von Bahía de Kino (Mexiko) ab. Es wird davon ausgegangen, dass an Bord eine Bombenexplosion stattgefunden hatte. Alle 26 Insassen, fünf Besatzungsmitglieder und 21 Passagiere, kamen ums Leben.[850]

- 23. April – Eine Avro Tudor IV „Super Trader“ der britischen Air Charter Limited (G-AGRH) auf dem Weg von Ankara nach Bahrain kam bei starkem Wind vom Kurs ab und flog in den 4058 Meter hohen Berg Süphan (Türkei). Alle zwölf Besatzungsmitglieder der Frachtmaschine kamen bei diesem letzten Unfall einer Avro Tudor ums Leben; das Flugzeug wurde erst nach sechs Tagen gefunden.[851]

- 30. April – Eine Douglas DC-3/C-47B-1-DK der Air France (F-BAII) geriet bei der Landung auf dem Flughafen Poitiers-Biard (Département Vienne) von der Landebahn ab und wurde irreparabel beschädigt. Alle Besatzungsmitglieder, die einzigen Insassen auf dem Frachtflug, überlebten den Unfall.[852]

- 2. Mai – Eine Douglas DC-3/C-47A-1-DK der österreichischen Austria-Flugdienst (OE-FDA) wurde bald nach dem Start vom Flughafen Palma de Mallorca (Spanien) in einer Höhe von 3300 Fuß (1000 Metern) in den Berg Alfabia geflogen. Durch diesen CFIT (Controlled flight into terrain) wurden alle 5 Insassen getötet, drei Besatzungsmitglieder und 2 Passagiere.[853]

- 6. Mai – Die Piloten einer Curtiss C-46A-4-CU Commando der brasilianischen Paraense Transportes Aéreos (PP-BTA) flogen beim Nachtstart vom Flughafen Belém (Brasilien) eine Rechtskurve in niedriger Höhe. Die Maschine stürzte ab und fing Feuer. Alle 3 Besatzungsmitglieder, die einzigen Insassen auf dem Frachtflug, wurden getötet.[854]

- 8. Mai – Eine Curtiss C-46 der Transportes Aéreos Peruanos (TAPSA) (OB-QAM) stürzte direkt nach dem Start vom Flughafen Cusco in ein Feld. Die fünf Personen an Bord überlebten; das Flugzeug musste abgeschrieben werden.[855]

- 12. Mai – Eine Vickers Viscount 745D der US-amerikanischen Capital Airlines (N7463) ging beim Durchfliegen eines Gewitters mit sehr schweren Turbulenzen in einen unkontrollierten Sturzflug über und zerbrach nahe der Ortschaft Chase (Maryland) in der Luft. Alle 31 Insassen, 4 Besatzungsmitglieder und 27 Passagiere, verloren das Leben.[856]

- 12. Mai – Eine Lockheed L-049E Constellation der US-amerikanischen Capital Airlines (N2735A) kam bei der Landung auf dem Flughafen Charleston-Kanawha County (West Virginia) von der Bahn ab und brannte aus. Bei dem Unfall starben ein Passagier und ein Besatzungsmitglied.[857]

- 13. Mai – Eine Curtiss C-46A-40-CU Commando der peruanischen Transportes Aéreos Peruanos (TAPSA) (OB-WBP-507) wurde 30 Kilometer südlich des Flughafens Tournavista (Distrikt Tournavista, Peru) in einen Berghang geflogen. Bei diesem CFIT (Controlled flight into terrain) wurden alle 12 Insassen getötet, vier Besatzungsmitglieder und 8 Passagiere.[858]

- 15. Mai – Eine Douglas DC-3/C-47A-80-DL der Aerolíneas Argentinas (LV-AFW) stürzte zwei Minuten nach dem Start vom Flughafen Mar del Plata ins Meer. Alle zehn Insassen starben.[859][860]

- 18. Mai – Eine Vickers Viscount 815 der Pakistan International Airlines (PIA) (AP-AJC) verunglückte bei der Landung auf dem Flughafen Islamabad (Pakistan). Der Kapitän versuchte, das Flugzeug am Landebahnende mit viel zu hoher Geschwindigkeit seitlich von der Bahn zu steuern. Das Fahrwerk brach zusammen, eine Tragfläche brach ebenfalls. Trotzdem überlebten alle 43 Insassen. Das erst vier Monate alte Flugzeug wurde irreparabel beschädigt.[861]

- 21. Mai – Eine Curtiss C-46A-50-CU Commando der chilenischen Lineas Aéreas Interpolar (CC-CIA-497) wurde im Distrikt Moro (Peru) gegen einen 10.000 Fuß (3.048 Meter) hohen Berg geflogen. Die Maschine befand sich auf einem Frachtflug vom Flughafen Talara zum Flughafen Arica (Chile). Bei diesem CFIT (Controlled flight into terrain) wurden alle 8 Insassen, vier Besatzungsmitglieder und 4 Passagiere, getötet.[862]

- 1. Juni – Eine Curtiss C-46 Commando der costa-ricanischen Aerolineas Nacionales (TI-1022) blieb bei der Landung auf einer landwirtschaftlichen Landebahn bei Olama (Nicaragua) im Schlamm stecken. Während die Insassen versuchten, Ochsen aufzutreiben, um die Maschine aus dem Schlamm zu befreien, eröffneten mehrere North American P-51 Mustang der Guardia Nacional de Nicaragua das Feuer auf das Flugzeug. Durch den ausgebrochenen Brand wurde die Maschine irreparabel beschädigt. Über Personenschäden ist nichts bekannt.[863]

- 15. Juni – Eine Curtiss C-46 Commando der Jordan International Airlines (JY-...) wurde bei einem Linienflug mit Passagieren am Flughafen Jerusalem-Atarot (Israel) beschädigt. Nähere Einzelheiten sind derzeit nicht verfügbar. Alle Insassen, Besatzungsmitglieder und Passagiere, überlebten den Unfall. Die beschädigte Maschine wurde anschließend zum Verkauf angeboten.[864]

- 22. Juni – An einer Douglas DC-6A/B der US-amerikanischen Pan American World Airways (N5026K) löste sich beim Startlauf auf dem Flughafen Shannon (Irland) ein Propellerblatt. Durch die Unwucht riss das gesamte Triebwerk ab. Nach dem Startabbruch und der Evakuierung breitete sich ein Feuer so weit aus, dass das Flugzeug zerstört wurde. Alle 8 Insassen, sechs Besatzungsmitglieder und 2 Passagiere, die einzigen Insassen auf dem Frachtflug, überlebten den Unfall.[865]

- 23. Juni – Eine Douglas DC-4 der kolumbianischen Avianca (HK-135) flog auf dem Weg von Quito (Ecuador) nach Lima (Peru) in einer Höhe von 9200 Fuß (2800 Meter) in die Flanke des Bergs Cerro Baco (Kolumbien). Alle 14 Insassen, 4 Besatzungsmitglieder und 10 Passagiere, wurden getötet.[866]

- (A) 26. Juni – Eine Lockheed L-1649 Starliner der US-amerikanischen TWA (N7313C) auf dem planmäßigen Flug von Mailand nach Paris-Orly wurde etwa 15 Minuten nach dem Start vom Flughafen Mailand-Malpensa möglicherweise von einem Blitz getroffen. Anschließend explodierten mindestens zwei Treibstofftanks; die Maschine stürzte bei Varese (Italien) 32 Kilometer nordwestlich von Mailand ab. Alle 68 im Flugplan angegebenen Menschen an Bord starben, außerdem ein weiteres Kleinkind, das vermutlich unangemeldet mit an Bord genommen wurde (siehe auch Trans-World-Airlines-Flug 891).[867]

- 9. Juli – Mit einer Boeing 377 der US-amerikanischen Pan American World Airways (N90941) kam es bei einem missglückten Durchstartversuch am Flughafen Tokio-Haneda (Japan) zu einer Bauchlandung. Am Flugzeug entstand Totalschaden. Alle 59 Insassen überlebten die Bruchlandung.[868]

- 10. Juli – Von einer Curtiss C-46 Commando der costa-ricanischen Aerolineas Nacionales (TI-1020) brach beim Start vom Flughafen San José-La Sabana (1930–1958) (Costa Rica) ein Propellerblatt des Triebwerks Nr. 1 (links) ab. Dadurch wurden exzessive Vibration und ein Brand in den Treibstofftanks ausgelöst. Trümmerteile drangen in den Rumpf ein und verletzten den Kapitän. Das Flugzeug wurde irreparabel beschädigt. Alle 9 Insassen, beide Besatzungsmitglieder und 7 Passagiere, überlebten den Unfall.[869]

- 15. Juli – An einer Curtiss C-46A-40-CU Commando der brasilianischen Paraense Transportes Aéreos (PT-BEE) entstand ein Brand im rechten Fahrwerkschacht. Das rechte Triebwerk wurde abgestellt. Da das durch eine Treibstoffleckage entstandene Feuer nicht zu löschen war, wurde nahe Babaçulândia (Tocantins, Brasilien) eine Notlandung durchgeführt. Dabei wurde das Flugzeug irreparabel beschädigt. Von den drei Besatzungsmitgliedern, den einzigen Insassen auf dem Frachtflug, kamen zwei ums Leben.[870]

- 15. Juli – Eine Avro York C.1 der iranischen Persian Air Services (EP-ADE) verunglückte nahe dem Flughafen Kuwait. An der Maschine entstand Totalschaden. Nähere Einzelheiten sind nicht bekannt.[871]

- 19. Juli – Eine Lockheed L-1049G Super Constellation der Air India (VT-DIN) flog während eines zu späten Durchstartversuchs aufgrund einer falschen Höhenmessereinstellung am Flughafen Bombay ins Gelände und wurde zerstört. Dennoch überlebten alle 46 Insassen, 7 Besatzungsmitglieder und 39 Passagiere.[872]

- 28. Juli – Bei einer Vickers Viking 1 des East Anglian Flying Service (G-AHPH) ließ sich vor der Landung auf dem Flughafen Southend (Essex, UK) das rechte Hauptfahrwerk nicht ausfahren. Daher wurde versucht, auf der Grasfläche neben der Landebahn zu landen. Allerdings brach dabei das Fahrwerk vollständig zusammen und das Flugzeug wurde irreparabel beschädigt. Alle 39 Insassen, die drei Besatzungsmitglieder und 36 Passagiere, überlebten den Unfall.[873]

- 31. Juli – in einer Curtiss C-46A-60-CK Commando der brasilianischen Companhia Itaú de Transportes Aéreos (PP-ITB) ging der Treibstoff aus, weshalb im Bundesstaat Paraíba (Brasilien) des Nachts notgelandet werden musste, was in der Form einer Bauchlandung stattfand. Die Maschine war mit eine Ladung Fracht von Manaus nach Brasília unterwegs. Alle 3 Besatzungsmitglieder, die einzigen Insassen auf dem Frachtflug, überlebten den Unfall. Das Flugzeug wurde irreparabel beschädigt.[874]

- (A) 14. August – Eine weitere Vickers Viscount 815 der Pakistan International Airlines (PIA) (AP-AJE) verunglückte auf einem Trainingsflug am Flughafen Karachi International (Pakistan). Obwohl beide rechte Triebwerke (Nr. 3 und 4) abgestellt waren, wurde in niedriger Höhe versucht durchzustarten. Erwartungsgemäß drehte das Flugzeug scharf nach rechts, die rechte Tragfläche kollidierte mit einer Mauer und das Flugzeug ging in Flammen auf. Trotzdem überlebte einer der drei Piloten, die anderen zwei wurden getötet (siehe auch Flugunfall der Pakistan International Airlines in Karachi 1959).[875]

- 15. August – Eine Douglas DC-3A-414A der costa-ricanischen Lacsa (TI-1005C) kam bei der Landung am Flughafen von San Isidro de El General (Provinz San José) von der Landebahn ab und kollidierte mit einem Haus. Als wahrscheinliche Ursache wurde die extrem nasse Landebahn in Kombination mit einem nahezu maximalen Landegewicht genannt. Die drei Insassen des Flugzeugs überlebten, am Boden kam eine Person ums Leben.[876]

- (A) 15. August – Die Besatzung einer Boeing 707-123 der American Airlines (N7514A) führte einen Testflug vom Calverton-Peconic Airpark auf Long Island durch. Während des Fluges begann die Maschine außerordentlich zu gieren. Die Besatzung korrigierte das abnorme Flugverhalten nicht, woraufhin die Maschine seitlich abrollte und infolge eines Kontrollverlustes abstürzte. Die fünfköpfige Besatzung kam ums Leben (siehe auch American-Airlines-Flug 1502).[877]

- 19. August – Eine Douglas DC-3/C-47B-30-DK der britischen Transair Ltd. (G-AMZD) wurde nach dem Start vom Flughafen Barcelona-El Prat (Spanien) in einer Höhe von 5600 Fuß (1700 Metern) in einen Berg geflogen. Die Piloten waren knapp 20 Kilometer von der vorgeschriebenen Strecke abgewichen. Durch diesem CFIT (Controlled flight into terrain) wurden alle 32 Insassen getötet, drei Besatzungsmitglieder und 29 Passagiere.[878]

- 21. August – Eine Martin 2-0-2A der US-amerikanischen Pacific Air Lines (N93202) wurde auf dem Flughafen Burbank (Kalifornien, USA) bei einem Unfall am Boden irreparabel beschädigt. Die geparkte Maschine wurde durch eine Curtiss C-46 Commando (N111E) gerammt. Personen kamen nicht zu Schaden.[879]

- 27. August – Eine de Havilland DH.106 Comet 4 der Aerolíneas Argentinas (LV-AHP) wurde neun Kilometer vor dem Flughafen Asunción (Paraguay) in den Boden geflogen, nachdem die Piloten beim Landeanflug die Mindestsinkflughöhe unterschritten hatten. Von den 50 Insassen kamen zwei ums Leben, ein Crewmitglied und ein Passagier.[880]

- 27. August – Eine Douglas DC-3/C-47A-25-DK der brasilianischen REAL Transportes Aéreos (PP-AVY) streifte beim Anflug auf den Flughafen von Maringá (Brasilien) einen Hügel. Das Flugzeug wurde irreparabel beschädigt. Alle 28 Insassen überlebten, nur zwei davon wurden verletzt.[881]

- 2. September – An einer Curtiss C-46F Commando der US-amerikanischen Aaxico Airlines (N5140B) ging nach dem Start von der Dyess Air Force Base (Texas, USA) die Kontrolle über das Höhenruder verloren. Bei der Rückkehr, die nur mit Hilfe von Trimmung und Leistungseinstellung erfolgte, setzte die Maschine zunächst sicher auf der Landebahn auf, begann dann aber auf und ab zu springen. Die Piloten gaben Vollgas und das Flugzeug stieg steil auf eine Höhe von 40 bis 50 Metern. Dann kam es zu einem Strömungsabriss und es stürzte in einem Winkel von mehr als 45 Grad auf die Landebahn. Die Unfallursache war ein nicht ordnungsgemäß gesicherter Bolzen, der aufgrund einer unzureichenden Inspektion unentdeckt geblieben war. Beide Piloten, die einzigen Insassen auf dem Frachtflug, wurden durch diesen Wartungsfehler getötet.[882]

- 5. September – Die Piloten einer Vickers Viking 1B der französischen Airnautic (F-BFDN) auf dem Frachtflug von Athen-Ellinikon zum Flughafen Bastia führten bei Traliceto, nahe Tizzano an der Südwestspitze Korsikas, 200 Meter vom Strand entfernt eine Notwasserung durch. Die Maschine wurde irreparabel beschädigt. Beide Piloten (die einzigen Insassen) schwammen ans Ufer und überlebten. Die Ladung auf dem Weg nach Edinburgh bestand aus der Ausrüstung einer US-amerikanischen Ballettgruppe.[883][884]

- 12. September – Eine Douglas DC-4 der US-amerikanischen Pan American World Airways (N88900) flog nahe Mercedes (Honduras) in Bäume, nachdem sie durch eine Schlucht geflogen war. Der Aufprall ereignete sich 37 Kilometer abseits der normalen Strecke und 69 Kilometer nördlich des Startflughafens San Salvador-Ilopango (El Salvador) auf dem Weg nach Miami. Bei diesem CFIT (Controlled flight into terrain) wurden alle 3 Besatzungsmitglieder getötet, die einzigen Insassen auf dem Frachtflug.[885]

- 23. September – Eine Saab Scandia der brasilianischen VASP (Viação Aérea São Paulo) (PP-SQV) gewann beim Start vom Flughafen São Paulo–Congonhas nicht genügend Höhe und stürzte knapp 5 Kilometer südlich des Flughafens in ein Wohngebiet. Die Maschine war auf dem Weg zum Flughafen Rio de Janeiro–Santos Dumont. Alle 20 Insassen starben.[886]

- 24. September – Eine Douglas DC-7C der französischen Transports Aériens Intercontinentaux (TAI) (F-BIAP) kollidierte nahe dem Flughafen Bordeaux auf dem Flug nach Bamako etwa 500 Meter hinter dem Startbahnende mit Baumwipfeln und stürzte ab. Der Start fand an der Leistungsgrenze der DC-7 statt. Unter den 65 Insassen gab es 54 Todesopfer.[887]

- 24. September – Eine Douglas DC-4/C-54B-1-DC der US-amerikanischen Reeve Aleutian Airways (N63396) wurde 42 Kilometer ostnordöstlich des Zielflughafens Adak (Alaska, USA) in einen Berg geflogen. Die Piloten waren zum Flug nach Sichtflugregeln übergegangen, obwohl sie oberhalb einer geschlossenen Wolkendecke flogen. Das Flugzeug kollidierte auf Great Sitkin Island in 2100 Fuß (640 Metern) Höhe mit einem Berg. Bei diesem CFIT (Controlled flight into terrain) wurden alle 16 Insassen getötet, fünf Besatzungsmitglieder und 11 Passagiere.[888]

- 25. September – Eine Douglas DC-4/C-54A-5-DO der Saudi Arabian Airlines (HZ-AAF) stieg unmittelbar nach dem Abheben vom Flughafen Dschidda (Saudi-Arabien) ungewöhnlich steil nach oben. Die Piloten konnten die Steuersäule nicht nach vorne drücken. Es kam zum Strömungsabriss und steilem Sturz mit fast 90° Längsneigung. Den Piloten gelang es, den Sturz knapp über dem Erdboden abzufangen, jedoch stieg die Maschine erneut steil. Letztlich konnten die Piloten das fast unkontrollierbare Flugzeug mit einer Bauchlandung außerhalb des Flughafens zu Boden zu bringen. Grund für den Unfall war die Tatsache, dass der Mechaniker die Ruderverriegelung des Höhenruder nicht vollständig gelöst und der Kapitän dies auch nicht überprüft hatte. Alle 72 Insassen überlebten die Bruchlandung. Das Flugzeug wurde irreparabel beschädigt.[889]

- (A) 29. September – Eine Lockheed L-188A Electra der US-amerikanischen Braniff International Airways (N9705C) auf dem planmäßigen Flug von Houston nach Dallas brach in der Luft auseinander. Der Unfall wurde durch Vibrationen der Propeller verursacht. Alle 34 Insassen fanden den Tod (siehe auch Braniff-International-Airways-Flug 542).[890]

- 3. Oktober – Eine Vickers Viscount 757 der kanadischen Trans-Canada Air Lines (heute Air Canada) (CF-TGY) wurde im nächtlichen Anflug auf den Flughafen Toronto-Malton (Kanada) bei schlechter Sicht gut 1000 Meter vor der Landebahn in den Boden geflogen. Alle 38 Insassen, die vier Besatzungsmitglieder und 34 Passagiere, überlebten den Unfall. Das Flugzeug wurde irreparabel beschädigt.[891]

- 20. Oktober – Eine Douglas DC-4/C-54A-15-DC der französischen Air France (F-BBDS) flog 3 Kilometer vor dem Flughafen Karatschi (Pakistan) in sandiges Buschland. Diesen CFIT (Controlled flight into terrain) überlebten alle Insassen. Das Flugzeug wurde irreparabel beschädigt.[892]

- 29. Oktober – Eine Douglas DC-3/C-47A-30-DL der griechischen Olympic Airways (SX-BAD) stürzte aus einer Höhe von 9000 Fuß (2740 Metern) bei Avlon Attiki (Griechenland) ab, nahe 39 Kilometer nördlich des Startflughafens Athen-Ellinikon. Der Unfall wurde durch den Ausfall des Kolbenbolzenlagers des Kolbens Nr. 6 des linken Motors verursacht, was zu einem abrupten Abbrechen des Motors führte. Der gebrochene, noch rotierende Propeller, verursachte schwere Einschnitte an der linken Tragfläche. Diese löste sich, und es kam zum Kontrollverlust. Alle 19 Insassen, drei Besatzungsmitglieder und 16 Passagiere, kamen ums Leben.[893]

- 30. Oktober – Die Piloten einer Douglas DC-3/C-47A-90-DL der US-amerikanischen Piedmont Airlines (N55V) unterschritten im Anflug auf den Charlottesville–Albemarle Airport (Virginia) die Sicherheitsflughöhe. Die Maschine schlug in einer Flughöhe von 790 Metern (2600 Fuß) am Bucks Elbow Mountain auf. Bei diesem CFIT (Controlled flight into terrain) wurden 26 der 27 Insassen getötet, es überlebte nur ein Passagier.[894][895]

- (A) 4. November – Nach dem Start einer Douglas DC-4/C-54A-15-DC (F) der kanadischen Wheeler Airlines (CF-ILI) vom Flughafen Montréal-Dorval zu einem Flug zum Hall Beach Airport entstand ein Triebwerksbrand, vor dem die Besatzung nicht rechtzeitig gewarnt wurde. Die Triebwerkslöschanlage reichte dann zum Löschen nicht mehr aus. Beim Notsinkflug war die Tragflächenstruktur durch das Feuer bereits derart geschwächt, dass der linke Tragflächenholm durchbrach und die Maschine trudelnd zu Boden ging. Die DC-4 brach noch in der Luft auseinander. Alle fünf Besatzungsmitglieder kamen ums Leben (siehe auch Wheeler-Airlines-Flug 1658).[896]

- 16. November – Eine Antonow An-10 der sowjetischen Aeroflot (CCCP-11167) verunglückte auf dem Inlandslinienflug von Moskau nach Lwiw wegen Vereisung. Die Maschine stürzte im Landeanflug 2100 Meter vom Zielflughafen Lwiw entfernt ab, nachdem die Landeklappen auf die Stellung 45 Grad ausgefahren worden waren. Alle 40 Insassen wurden getötet, acht Besatzungsmitglieder und 32 Passagiere.[897]

- 16. November – Eine Douglas DC-7B der US-amerikanischen Delta Air Lines (N4891C), mit der ein Flug für National-Airlines durchgeführt wurde, stürzte aus unbekanntem Grund in den Golf von Mexiko. Alle 42 Menschen an Bord starben.[898]

- 21. November – Eine Douglas DC-4 der afghanischen Ariana Afghan Airlines (YA-BAG) kollidierte nach dem Start vom Flughafen Beirut dreißig Kilometer nordöstlich des Flugplatzes mit einem Berg. Von den 27 Insassen überlebten nur 3 Passagiere.[899]

- (A) 24. November – Eine Lockheed L-1049H Super Constellation der US-amerikanischen Trans World Airlines (TWA) (N102R) stürzte in ein Wohngebiet etwa 400 Meter vom Startflughafen Chicago Midway entfernt. Nach Ausfall eines Triebwerks beim Start kehrten die Piloten dorthin zurück und waren nicht in der Lage, eine angemessene Fluglage zu halten. Alle 3 Besatzungsmitglieder des Frachtfluges sowie 8 Menschen am Boden wurden getötet (siehe auch Trans-World-Airlines-Flug 595).[900][901]

- 1. Dezember – Eine Martin 2-0-2 der US-amerikanischen Allegheny Airlines (N174A) prallte 2,1 Kilometer südlich des Flughafens Williamsport (Pennsylvania, USA) nach Kompassproblemen während des Anflugs gegen einen Berg. Von den 26 Insassen wurden 25 getötet, alle vier Besatzungsmitglieder und 21 Passagiere.[902]

- 8. Dezember – Eine Curtiss C-46A-40-CU Commando der kolumbianischen SAM Colombia (Sociedad Aeronautica Medellin) (HK-515) verschwand auf dem Flug von der Insel San Andrés (Kolumbien) nach Cartagena. Eine Woche später wurde in der Nähe der Insel Moron das rechte Hauptfahrwerk gefunden. Alle 45 Insassen, drei Besatzungsmitglieder und 42 Passagiere, kamen ums Leben.[903]

- 12. Dezember – Bei einer Scottish Aviation Twin Pioneer 3 der Scottish Airlines (G-AOEN) kam es bei Luabo (Mosambik) zum Totalschaden. Auf einem Demonstrationsflug wurde das linke Triebwerk abgestellt. Als das Flugzeug auch mit maximaler Leistung des rechten Triebwerks noch Höhe verlor, wurde vergeblich versucht, den linken Motor wieder zum Laufen zu bringen. Bei der Notlandung auf einer Insel im Sambesi brachen beide Tragflächen und das Fahrwerk ab. Alle 15 Insassen, 1 Pilot und 14 Passagiere überlebten.[904]

- 12. Dezember – An einer Convair CV-240-6 der Aerolíneas Argentinas (LV-ADM) musste nach dem Start vom Flughafen Mendoza (Argentinien) das Triebwerk Nr. 2 (rechts) wegen Verlusts der Hydraulikflüssigkeit abgestellt werden. Da das Fahrwerk bei der Rückkehr nach Mendoza nicht verriegelt werden konnte, starteten die Piloten entgegen der Notfallvorschriften das stillgelegte Triebwerk erneut. Der im Leerlauf befindliche Propeller erzeugte einen derart starken Luftwiderstand, dass eine Notlandung in einem Weinberg erfolgte, wobei das Flugzeug irreparabel beschädigt wurde. Alle 32 Insassen, sechs Besatzungsmitglieder und 26 Passagiere, überlebten den Unfall.[905]

- 21. Dezember – Eine Vickers Viscount 785 der Alitalia (I-LIZT) verunglückte beim Landeanflug auf den Flughafen Rom-Ciampino, Italien. Die Maschine, an der auf einem Prüfungsflug zwei der vier Triebwerke auf Leerlauf gestellt waren, wurde während des Landemanövers unterhalb der Mindestgeschwindigkeit für Triebwerksausfall unbeherrschbar und stürzte ab. Beide Personen an Bord (die Piloten) kamen ums Leben.[906]

- 22. Dezember – Eine Vickers Viking 1B der britischen Eagle Aviation (G-AMGG) kam bei der Landung auf dem Flugplatz Inezgane bei Agadir (Marokko) aufgrund eines geplatzten Reifens von der Bahn ab. Alle 36 Insassen überlebten den Unfall. Aufgrund der Schadenshöhe wurde die Maschine als Totalverlust abgeschrieben.[907]

- 22. Dezember – Eine Vickers Viscount 827 der brasilianischen Viação Aérea São Paulo (VASP) (PP-SRG) kollidierte beim Landeanflug auf den Flughafen Rio de Janeiro-Galeão mit einem militärischen Schulflugzeug und stürzte 4 Kilometer südlich des Flughafens in ein Wohngebiet. Dabei wurden alle 32 Insassen sowie 10 Menschen am Boden getötet. Der Pilot der Militärmaschine des Typs Fokker S-11 der Força Aérea Brasileira war unberechtigt im Anflugbereich des Flughafens herumgeflogen; er rettete sich mit dem Fallschirm.[908]

- 31. Dezember – Eine Douglas DC-3/C-47A-70-DL der Lloyd Aéreo Boliviano (CP-584) stürzte kurz nach dem Start vom Flughafen von San José de Chiquitos ab. Alle elf Insassen starben.[909]